# Henri Rachou
Pierre Jacques Henri Rachou est un peintre et conservateur de musée français né à Toulouse le 16 juin 1855 et mort dans la même ville le 2 décembre 1944.

## Biographie

Autoportrait âgé, (1944).

Né à Toulouse le 16 juin 1855 dans une famille de la haute bourgeoisie, Henri Rachou entre en 1874 à l'École des beaux-arts de Toulouse où il suit l'enseignement de Jules Garipuy, Gabriel Golse et Lacger jusqu'en 1877. Il poursuit sa formation de peintre à Paris dans l'atelier de Léon Bonnat de 1879 à 1883, avant de rejoindre celui de Fernand Cormon. Il se lie d'amitié avec Henri de Toulouse-Lautrec rencontré par l'intermédiaire de Ferréol Roudat, bijoutier à Albi. Rachou le fait entrer en 1882[Information douteuse] dans l'atelier de Bonnat. À la fermeture de l'atelier en 1883, ils déménagent dans celui de Cormon où ils rencontrent François Gauzi en 1885. Les deux peintres développent une longue et solide amitié illustrée par la réalisation du portrait de Rachou par Toulouse-Lautrec en 1882 ; puis en 1883, c'est Rachou qui a son tour réalise le portrait de son ami et l'offre à la comtesse de Toulouse-Lautrec. Le tableau est légué au musée des Augustins de Toulouse en 1930, à la suite du décès et conformément au testament de cette dernière.
À partir de 1900, il passe la majorité de son temps à Toulouse où il cumule des fonctions à la direction du musée des Augustins et à celle de l'École des beaux-arts de Toulouse à partir de 1906.
Henri Rachou meurt à Toulouse le 2 décembre 1944.

## Carrière de peintre
Réputé pour ses talents de portraitiste hérité de son enseignement dans l'atelier de Léon Bonnat, il adopte dans ses œuvres décoratives un style plus épuré, avec des formes aplanies, emprunté à Pierre Puvis de Chavannes auquel il voue une grande admiration et qui témoigne également de son goût pour les estampes japonaises.
À partir de 1881, il expose au Salon des artistes français où il remporte une mention honorable avec Tricoteuses (musée des Beaux-Arts de Pau), puis une médaille de 3e classe en 1884 et une médaille de 2e classe en 1890.
Il obtient une médaille de bronze à l'Exposition universelle de 1889.
Il expose régulièrement dans les salons régionaux de Toulouse, Pau et Bordeaux.
En 1892, il réalise la Belle Paule pour le décor de la salle des Illustres du Capitole de Toulouse.
À partir de 1893, l'État lui achète des tableaux : Méditation en 1893, Le Cloître en 1899, La Cité de Carcassonne en 1905.
En 1902, la Ville de Toulouse lui commande trois panneaux pour le décor du foyer du théâtre du Capitole.
En 1911, il réalise le carton de la tapisserie Hommage à Toulouse pour la manufacture des Gobelins destinée à l'hôpital de Carpentras.

## Carrière de conservateur de musée et de directeur de l'École des beaux-arts

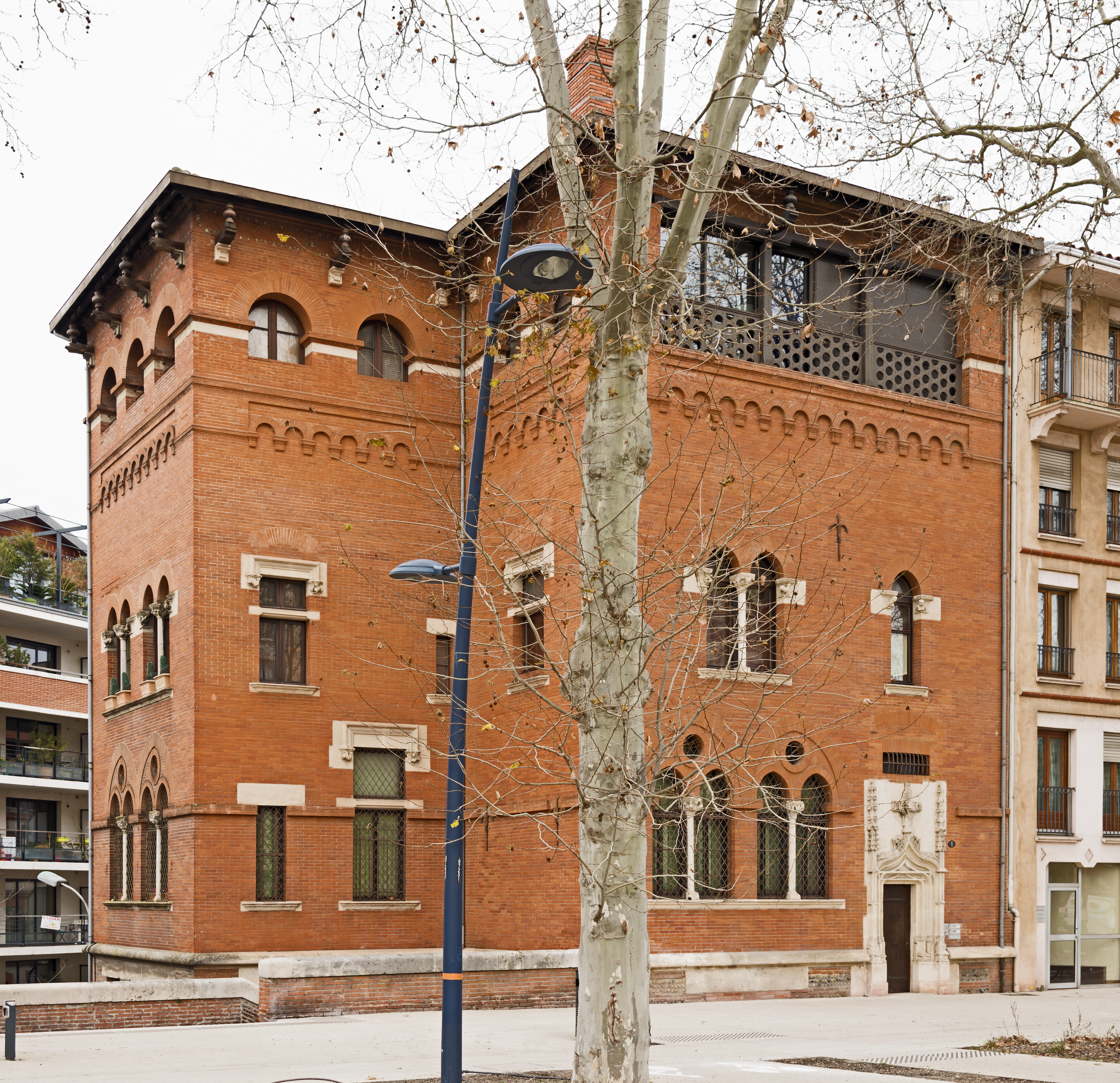
Immeuble construit au début du XXe siècle, pour la famille Seube, par Henri Rachou et Jean Larroque.

Très tôt, Rachou se met à collectionner des œuvres, en particulier des objets du Moyen Âge.
En 1903, il succède à Antoine Laborde à la direction du musée des Augustins de Toulouse, fonction qu'il partage d'abord avec Edmond Yarz jusqu'à sa mort en 1920, et qu'il occupera jusqu'en 1941. Il y mène un travail de recherche — en particulier sur les sculptures médiévales — et publie des catalogues rendant compte de son travail sur la réorganisation des collections.
À partir de 1906, il occupe des fonctions à la direction de l'École des beaux-arts de Toulouse, dont il prendra la direction jusqu'en 1933.

## Famille
Sa femme Victorine-Henriette Imart-Rachou (1864-1954 ou 1945) est également peintre, spécialisée dans la peinture de fleurs. Son fils adoptif, Henri Imart-Rachou (1890-), est architecte.

## Œuvre
- Albi, musée Toulouse-Lautrec : Bords de la Garonne, huile sur bois.
- Carcassonne, musée des Beaux-Arts : Le Cloître des Augustins à Toulouse, 1899.
- Marseille, musée des Civilisations de l'Europe et de la Méditerranée : Le Sabotier breton, 1883.
- Paris :
  - Petit Palais :
    - Esquisse pour la mairie de Bagnolet : paysage d'été, 1893, huile sur toile ;
    - Esquisse pour la mairie de Bagnolet : paysage d'hiver, 1893, huile sur toile ;
    - Esquisse pour la mairie de Bagnolet : l'automne, 1893, huile sur toile ;
    - Esquisse pour la mairie de Bagnolet : le Printemps, 1893, huile sur toile ;
    - Panneau décoratif, lithographie publiée dans “L'Estampe originale”, deuxième livraison (avril-juin 1893), 1893, lithographie.

  - manufacture des Gobelins :
    - Maquette pour la tapisserie de Toulouse, 1913, huile sur toile ;
    - La Chasse au Moyen Age (Chasse au faucon), huile sur toile.
- Pau musée des Beaux-Arts : Les Tricoteuses, 1881.

Œuvres d'Henri Rachou
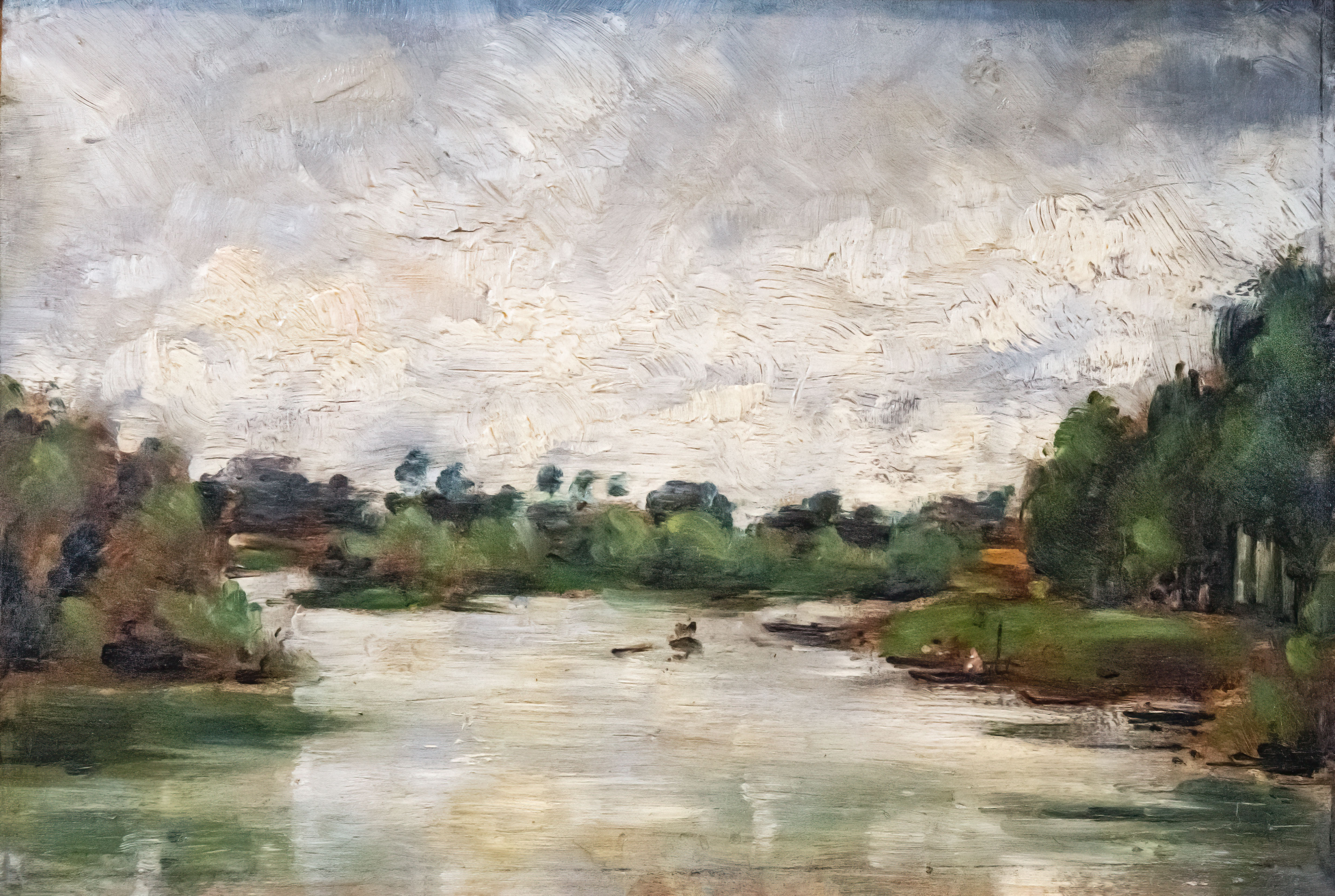
Bords de la Garonne, Albi, musée Toulouse-Lautrec.
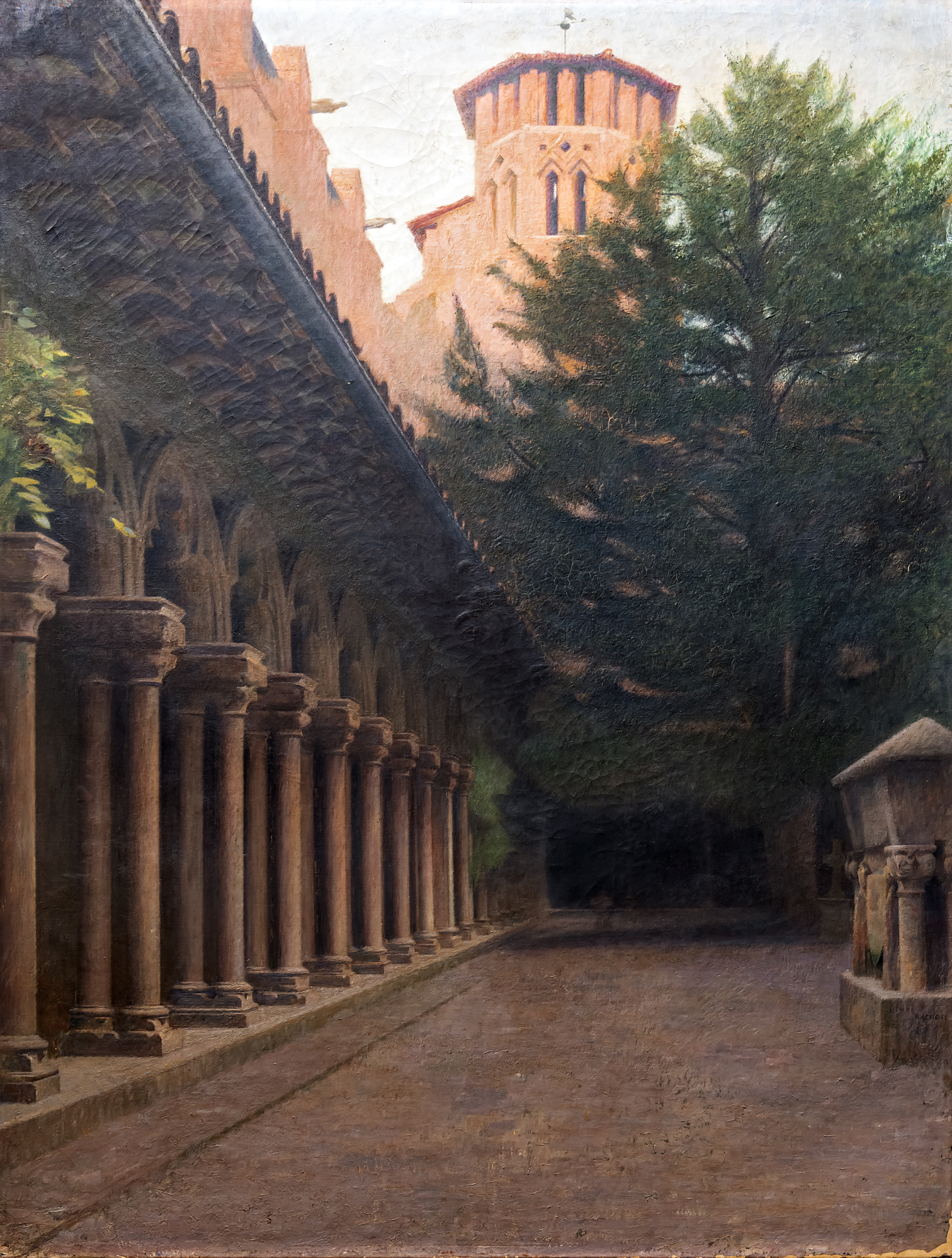
Le Cloître des Augustins, (1899) Musée des beaux-arts de Carcassonne.
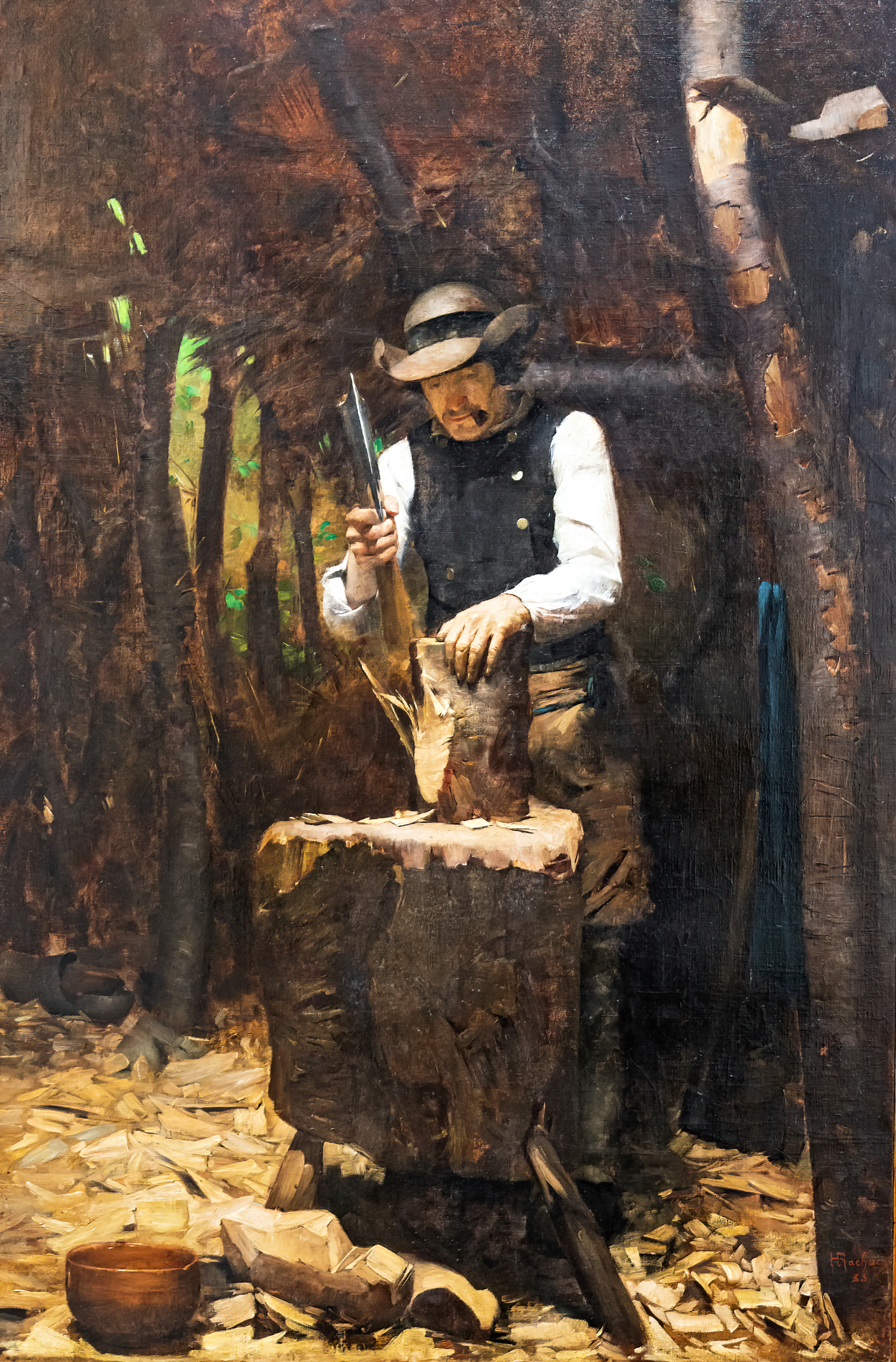
Le Sabotier breton (1883), Marseille, musée des Civilisations de l'Europe et de la Méditerranée.
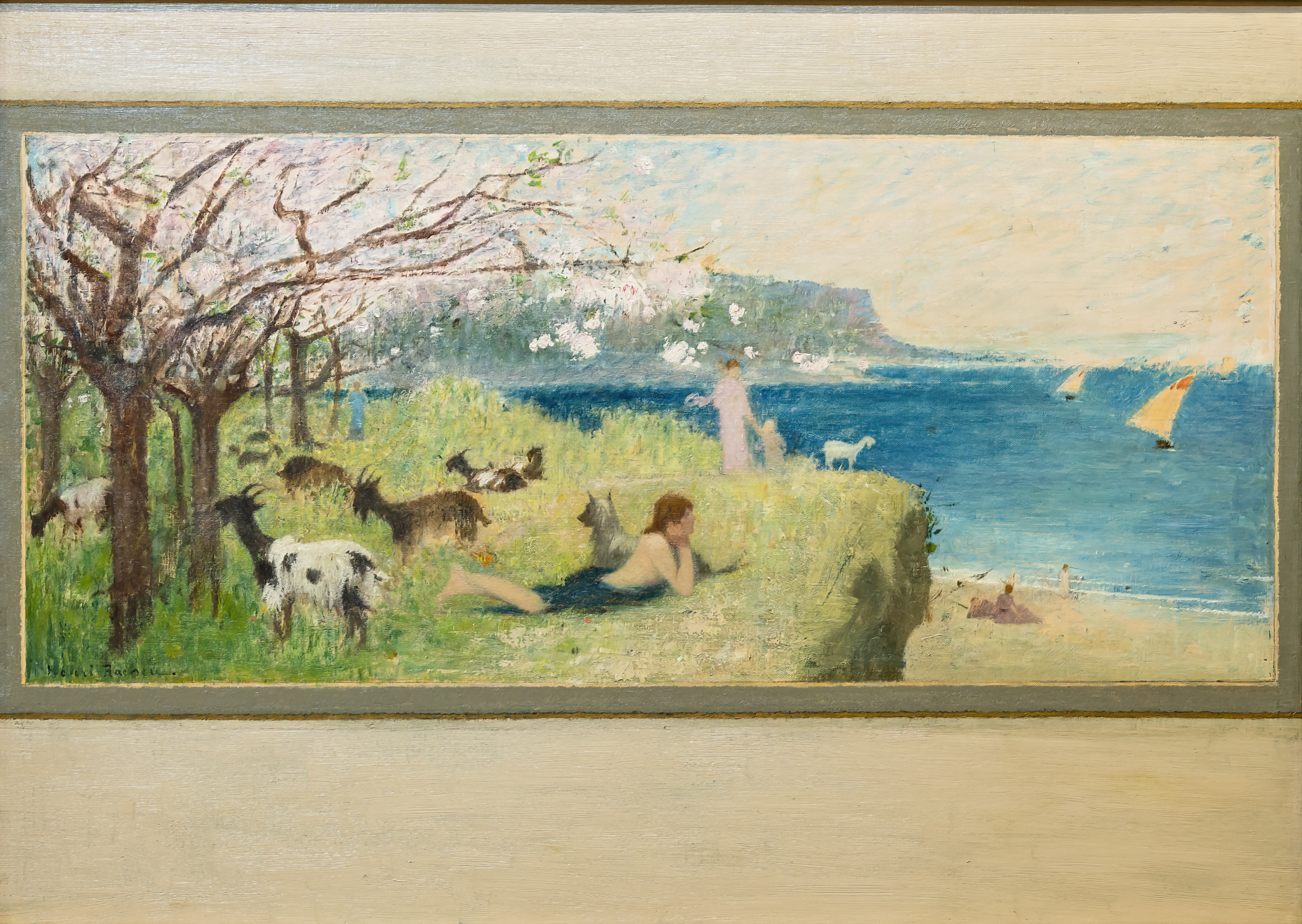
Esquisse pour la mairie de Bagnolet : le Printemps (1893), Paris, Petit Palais.
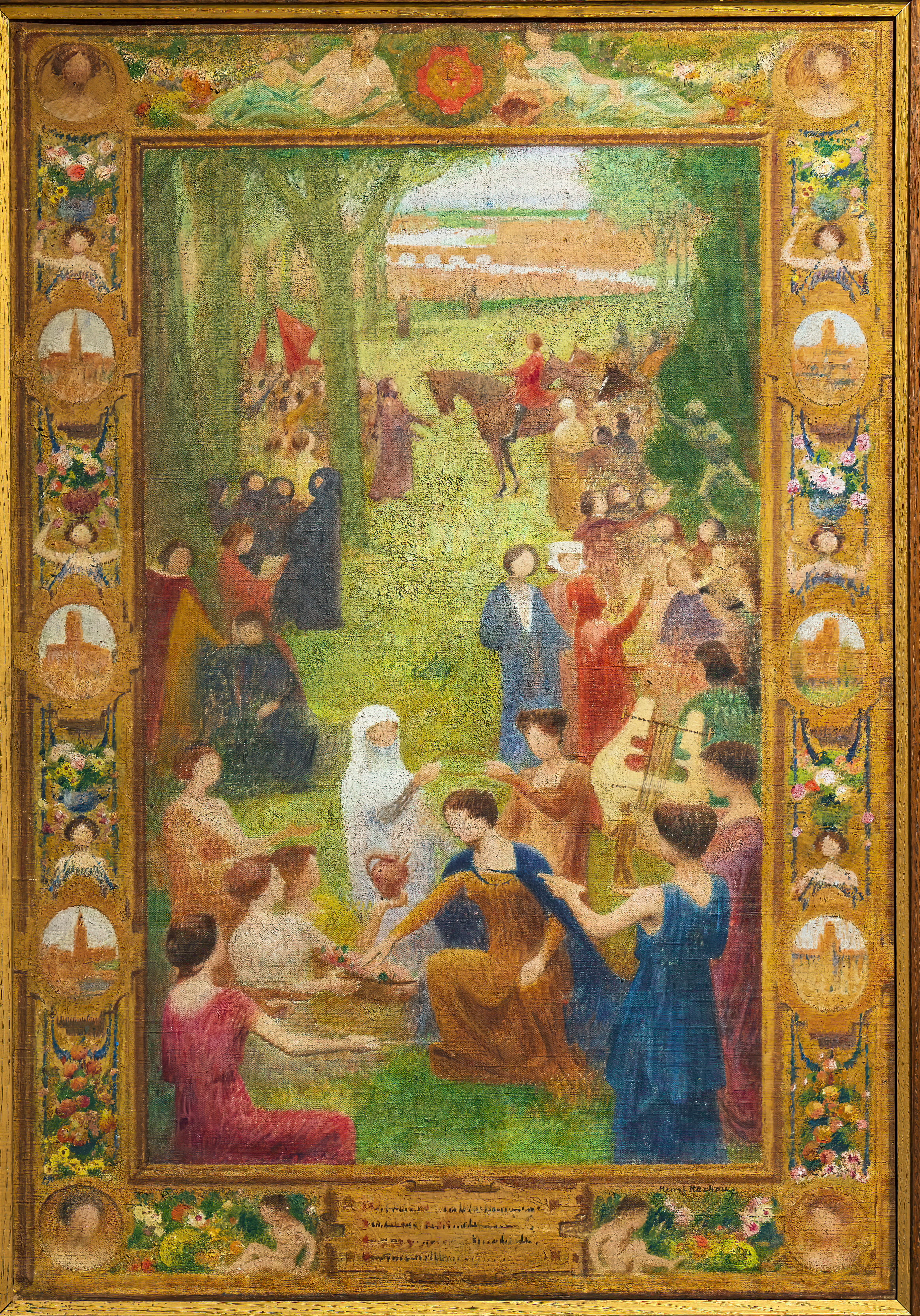
Maquette pour la tapisserie de Toulouse (1913), Paris, manufacture des Gobelins.
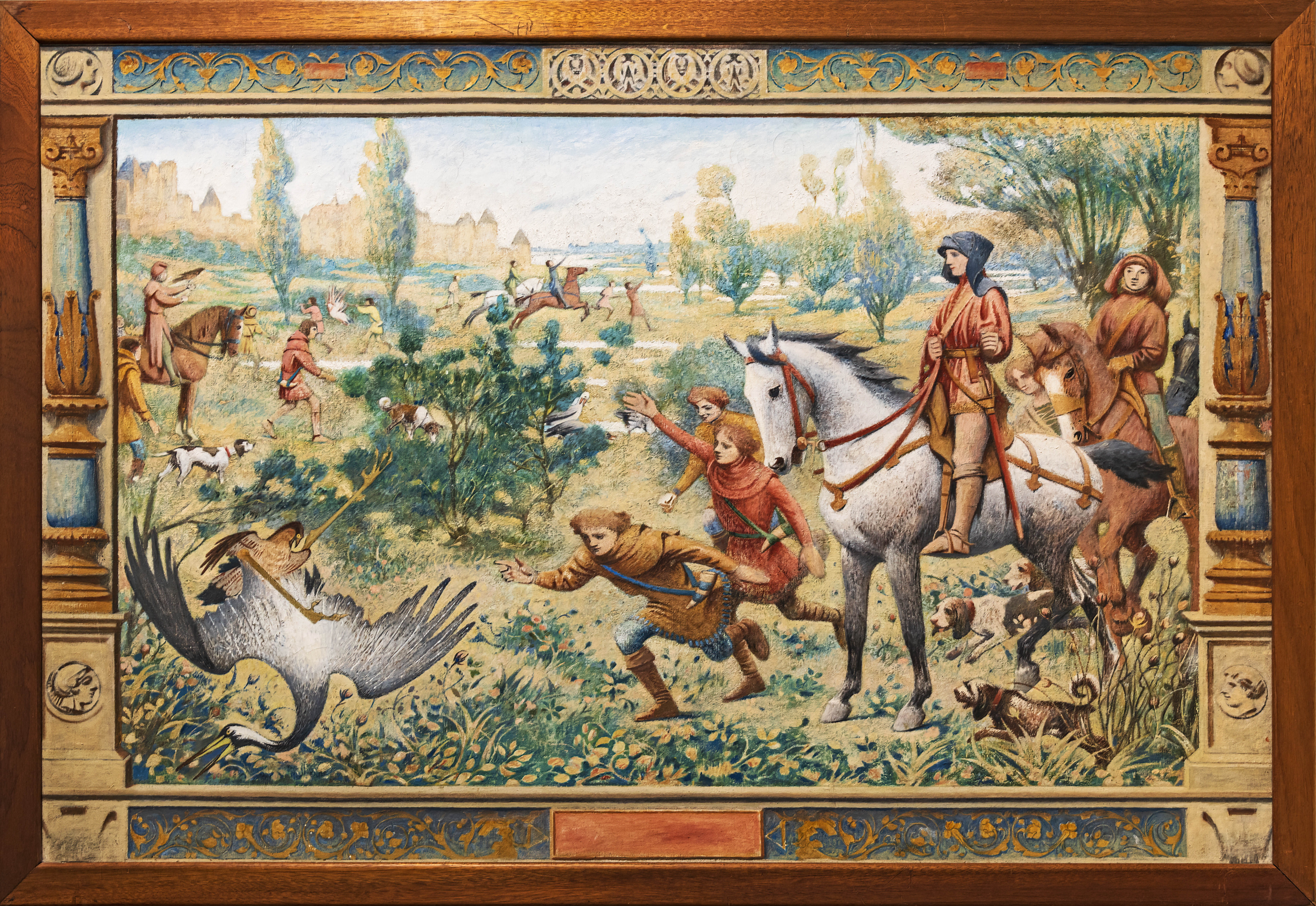
La Chasse au Moyen Age (Chasse au faucon), Paris, manufacture des Gobelins.
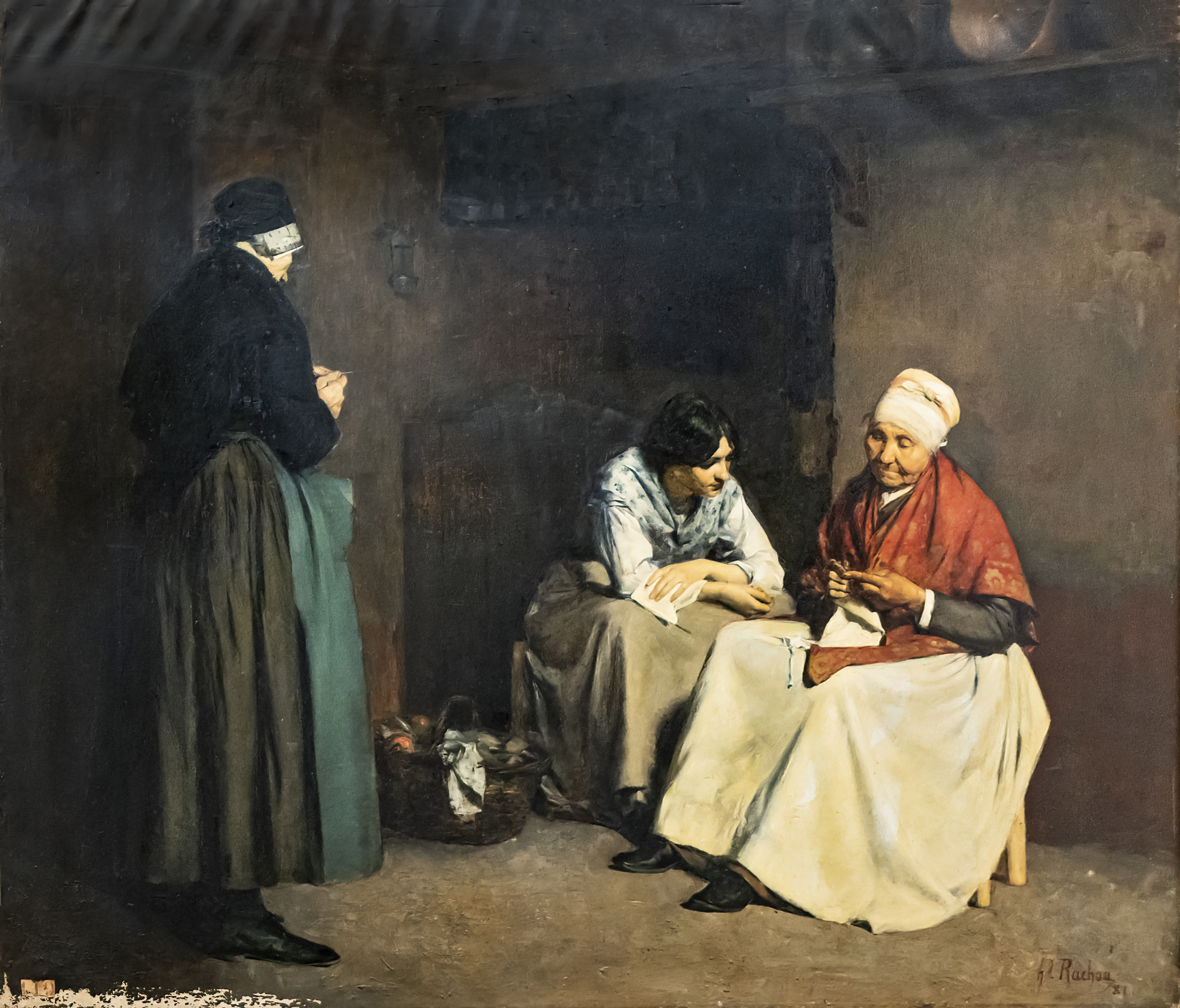
Les Tricoteuses (1881), musée des Beaux-Arts de Pau.

- Toulouse :
  - musée des Augustins :
    - Portrait de Madame Rachou, 1890 ;
    - La Belle Paule, entre 1892 et 1896, esquisse ;
    - Méditation, 1893 ;
    - Vierge Gothique, 1909 ;
    - Composition avec saint Anne et bouquet d'immortelles, 1909 ;
    - Portrait de Henri de Toulouse-Lautrec, 1883 ;
    - Portrait de Louis Lacroix, 1942 ;

  - Capitole : La Belle Paule, fresque.
  - Institut supérieur des arts et du design de Toulouse : Portrait d'Adolphe Couzy, Huile sur toile 1904 .
  - musée du Vieux Toulouse : Les Toits de Toulouse et les Jacobins, 1932.
  - Union des Académie et Sociétés savante de Toulouse : Allégorie de la Connaissance.
  - Cour d'appel de Toulouse : Portrait du Premier Président Loup 1935.

### Collections particulières

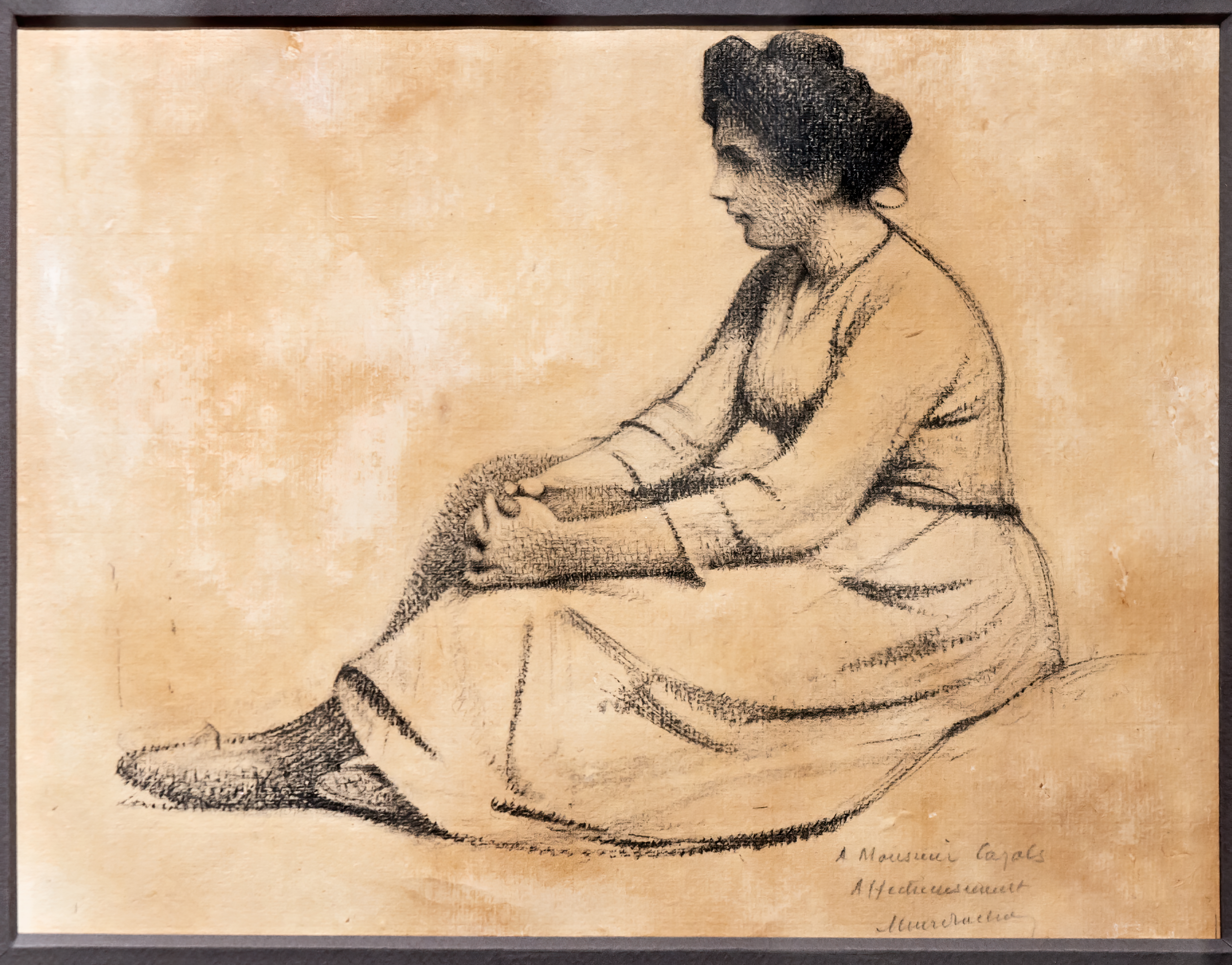
Portrait de femme assise (1885-1890), craie noire sur papier.
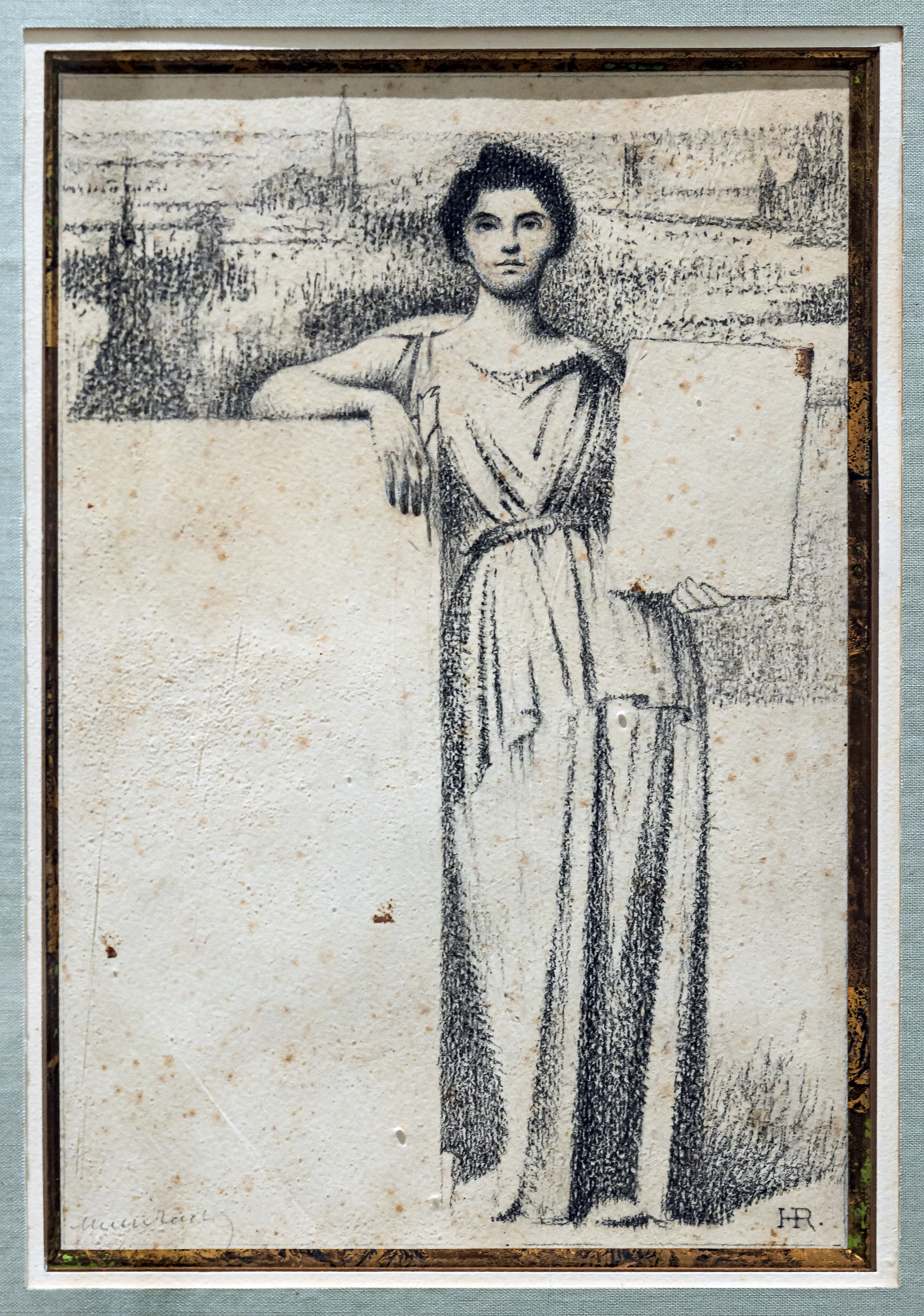
Projet de menu, encre sur papier.
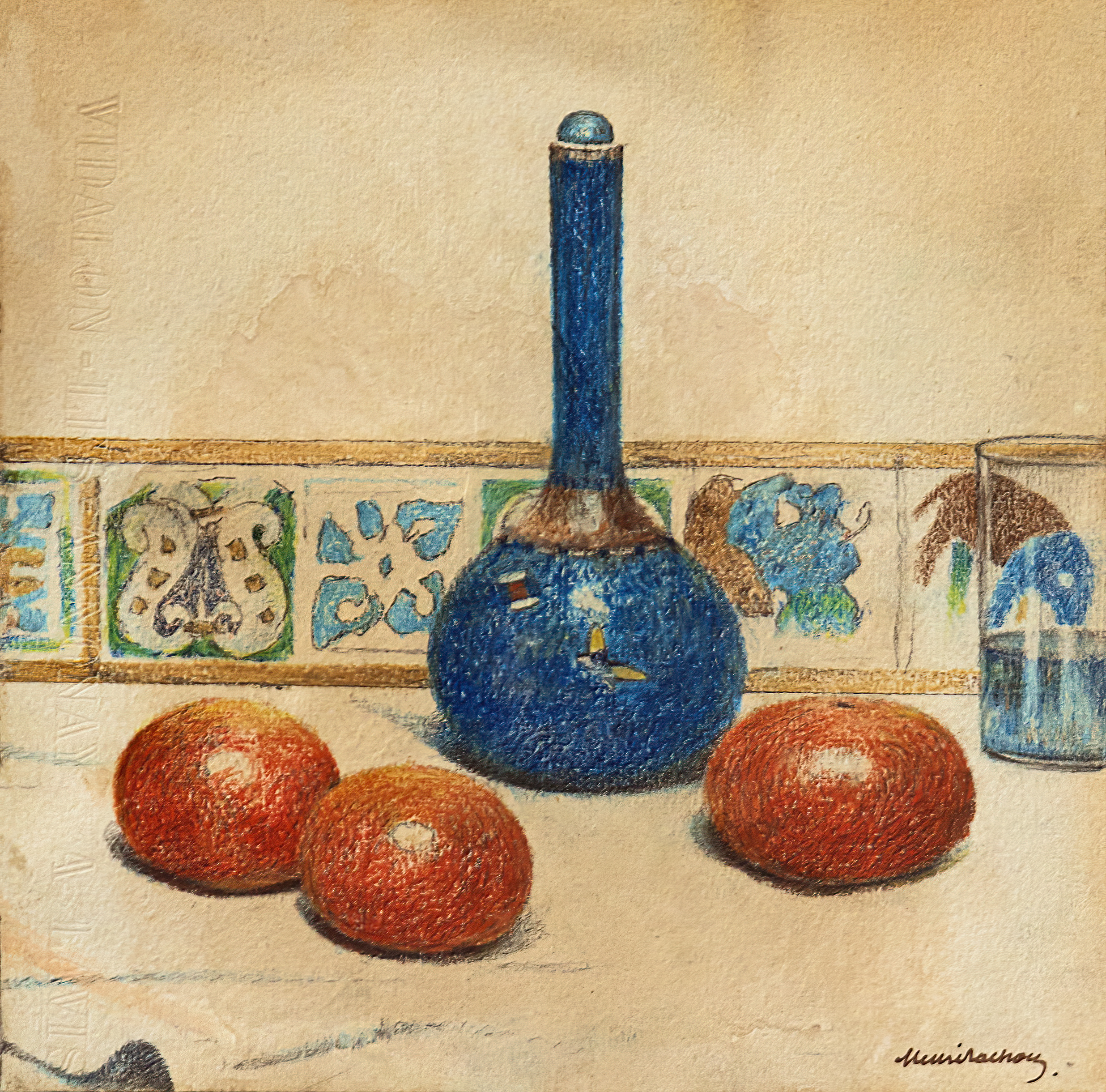
Nature morte au vase bleu, crayons de couleur sur papier.
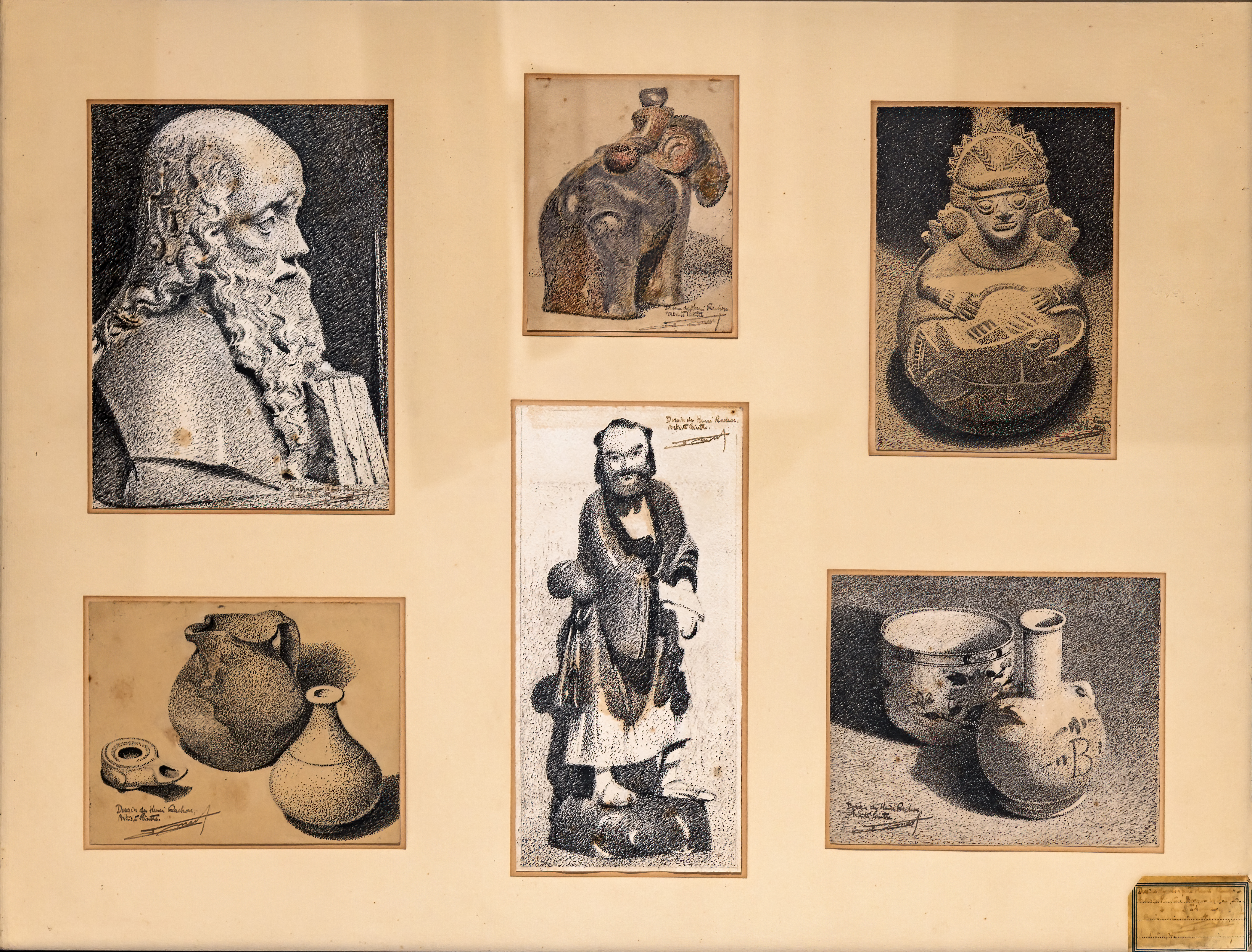
Montage de six vignettes, encre sur papier.
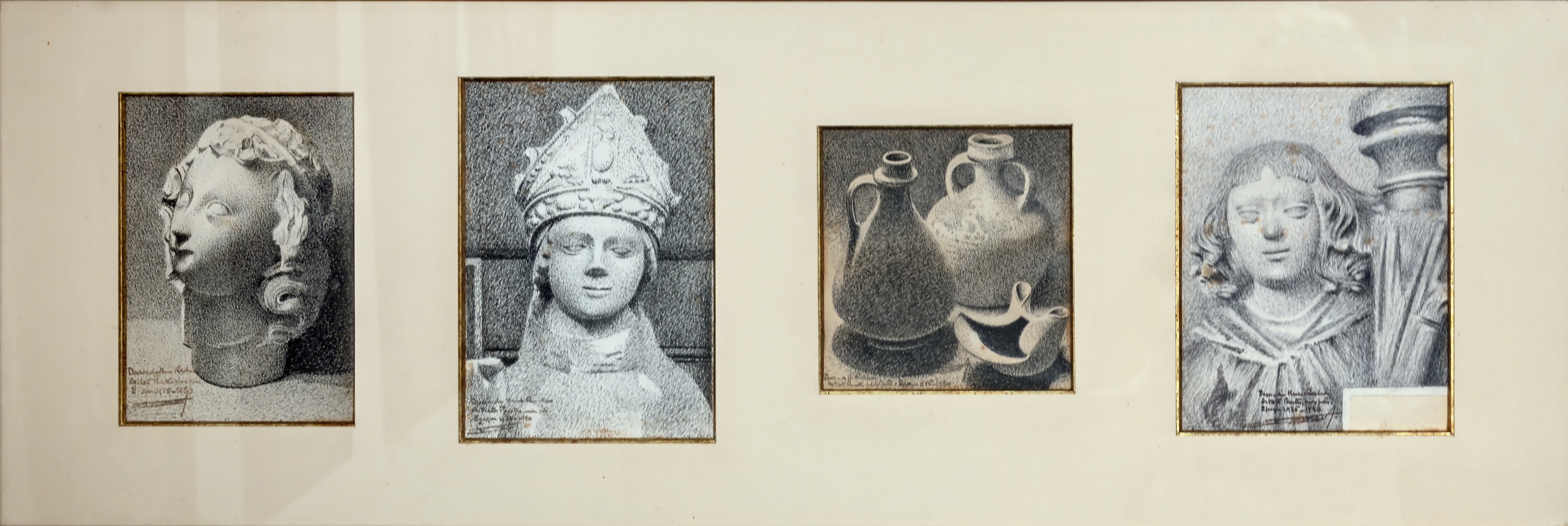
Suite de vignettes figurant sculptures et céramiques, encre sur papier.
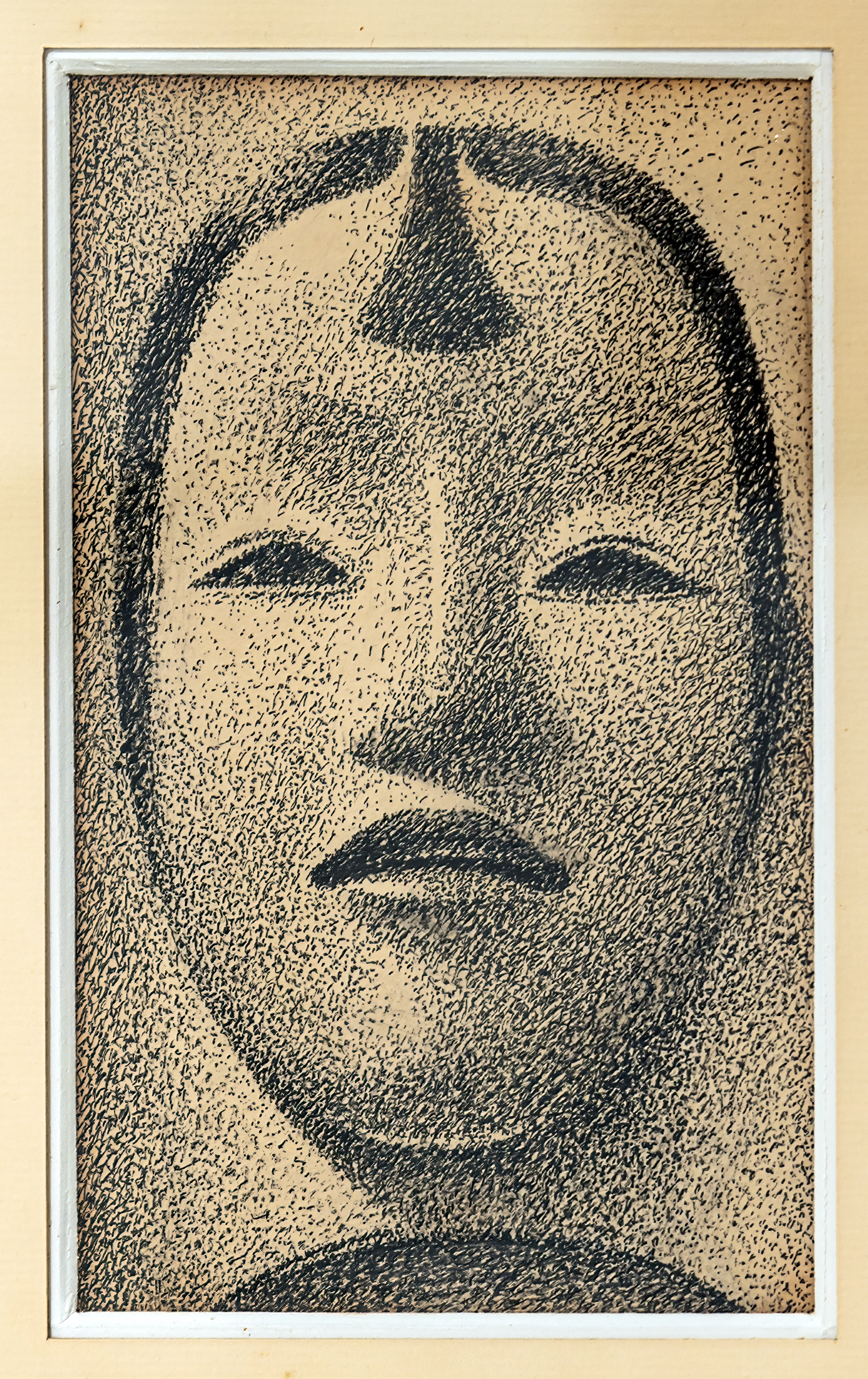
Masque japonais, encre sur papier.
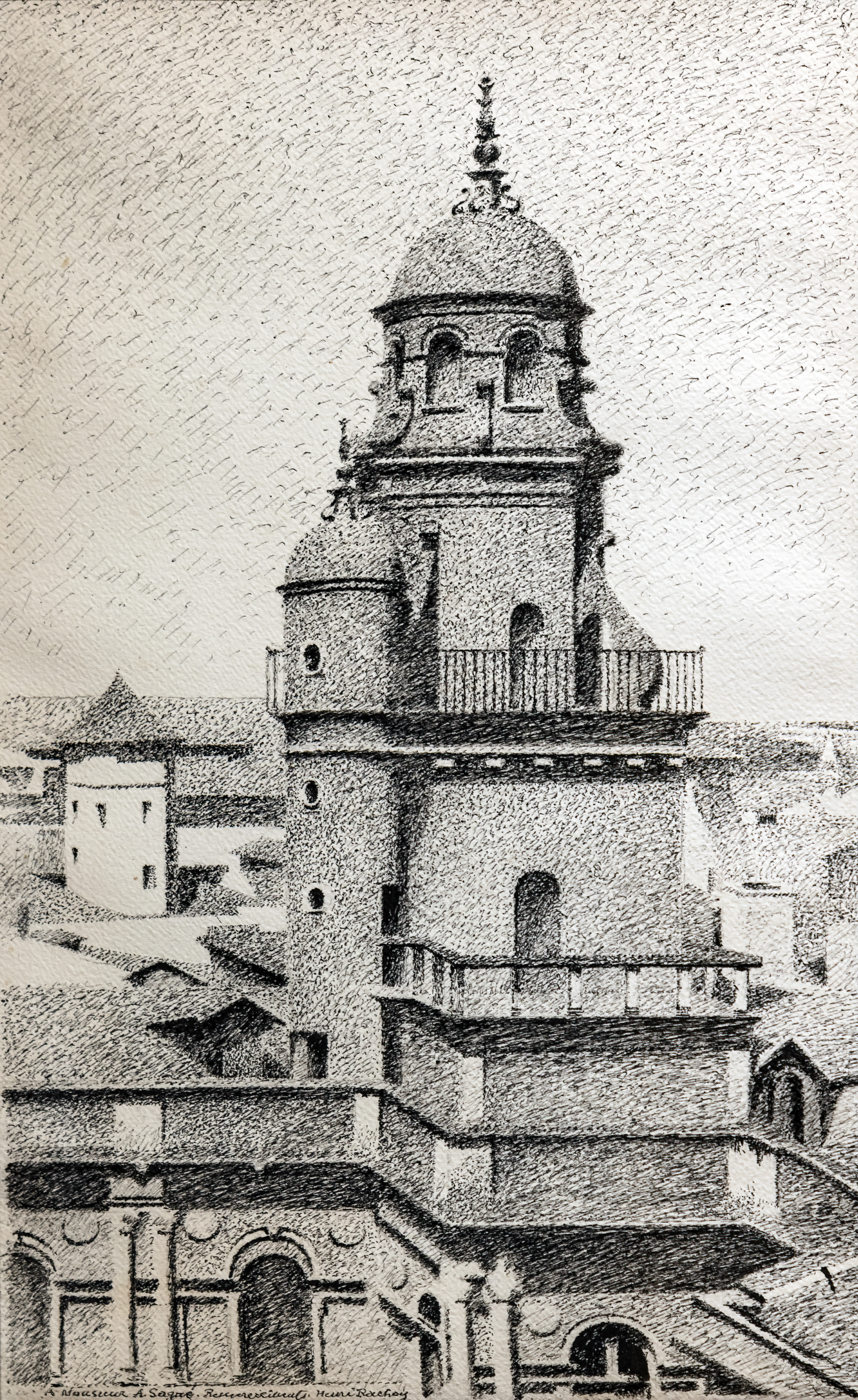
La Tour de l'hôtel d'Assezat (Toulouse), encre sur papier.

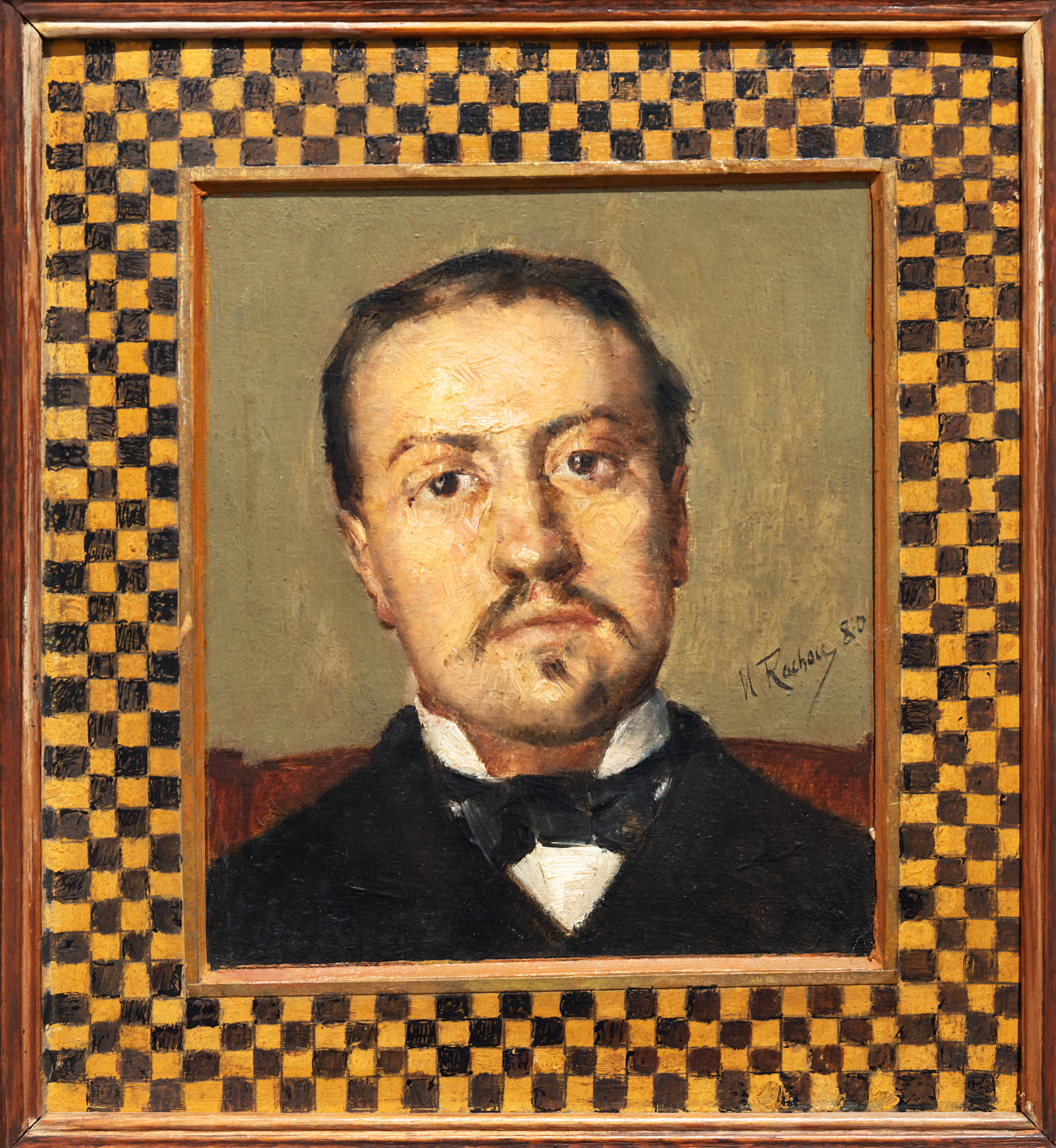
Portrait de Lucien Hemmer (1880).
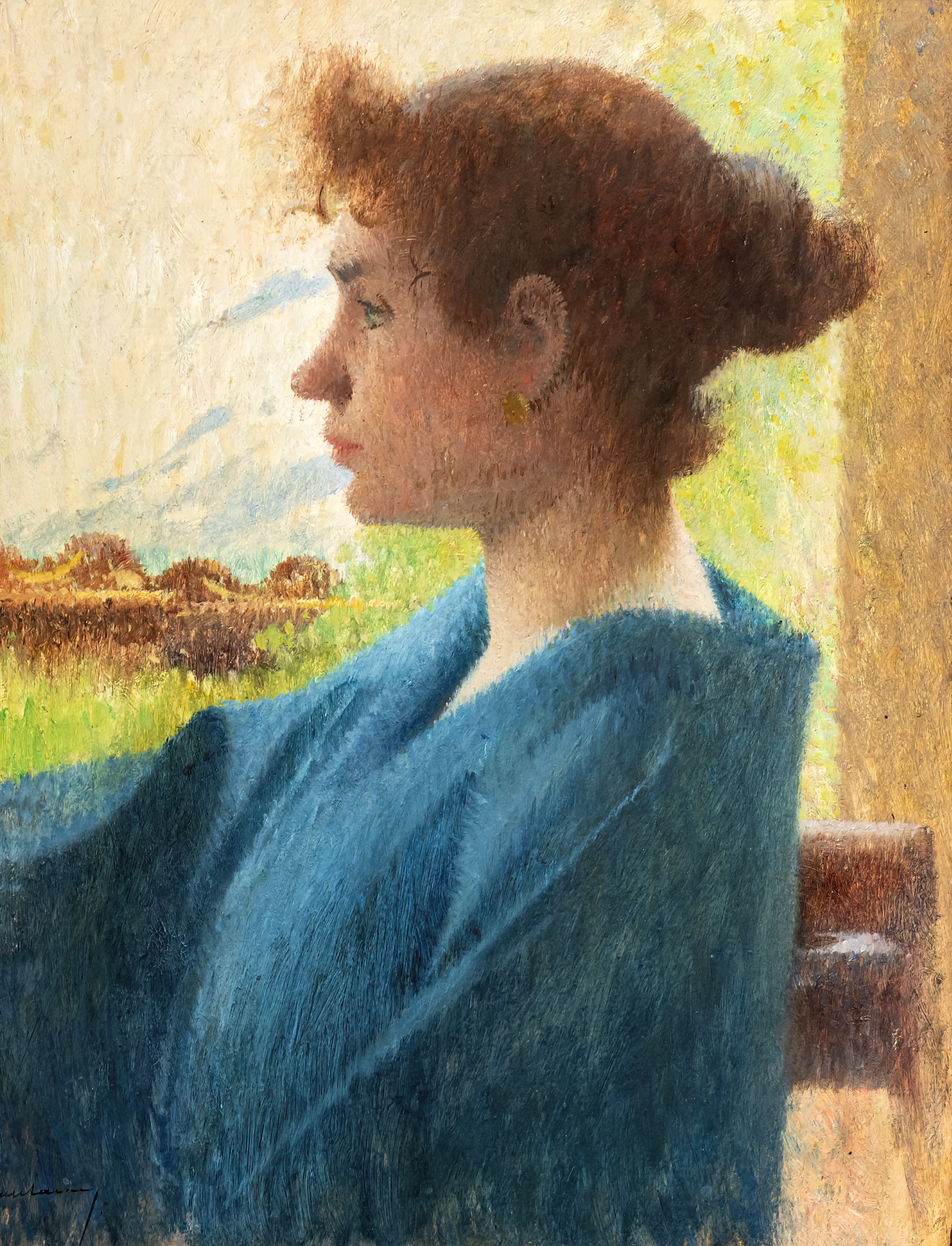
Portrait de femme en bleu (1885-1890), huile sur toile.
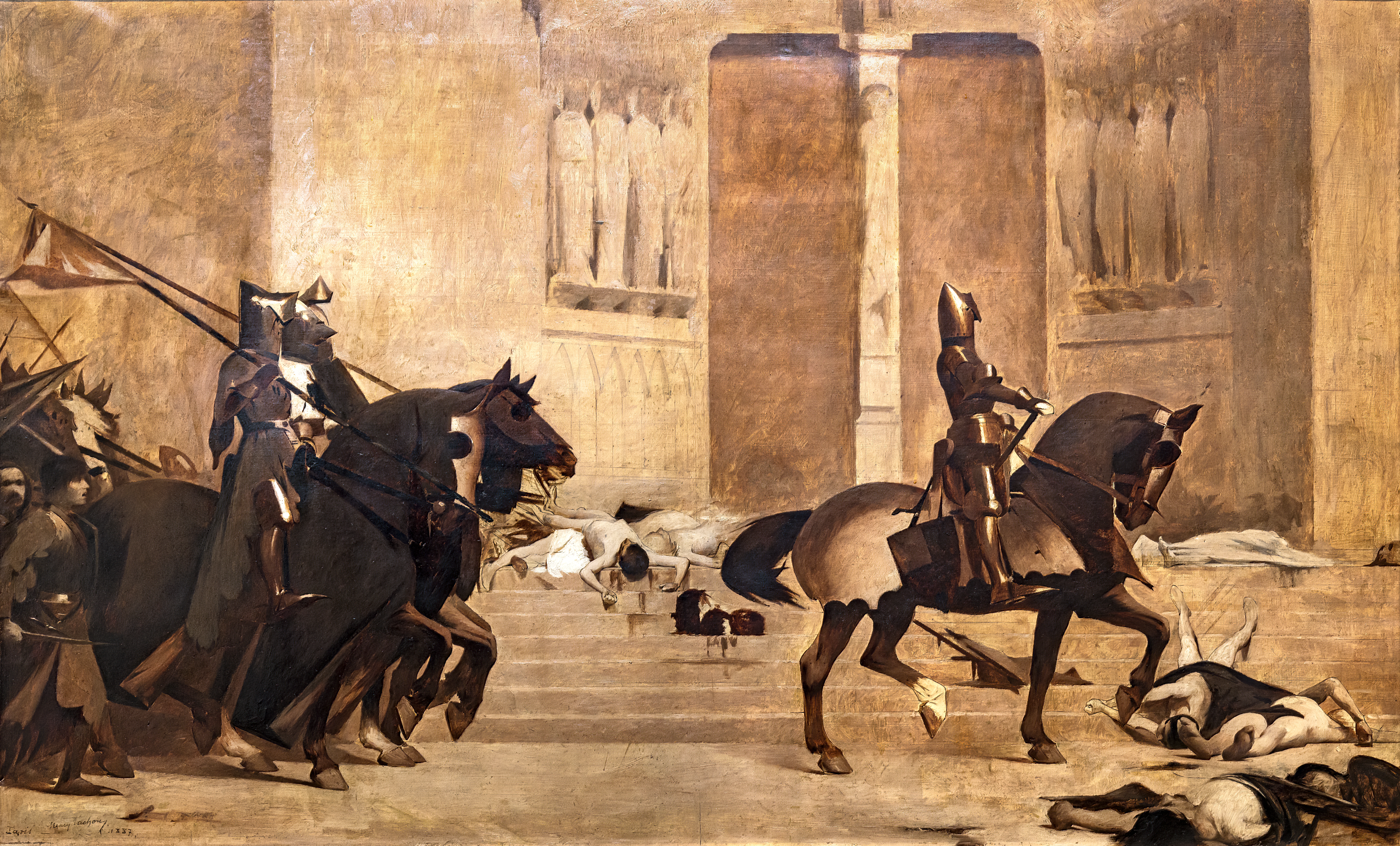
Comment entra dans Paris Monseigneur le Dauphin, 1re esquisse (1887), huile sur toile.
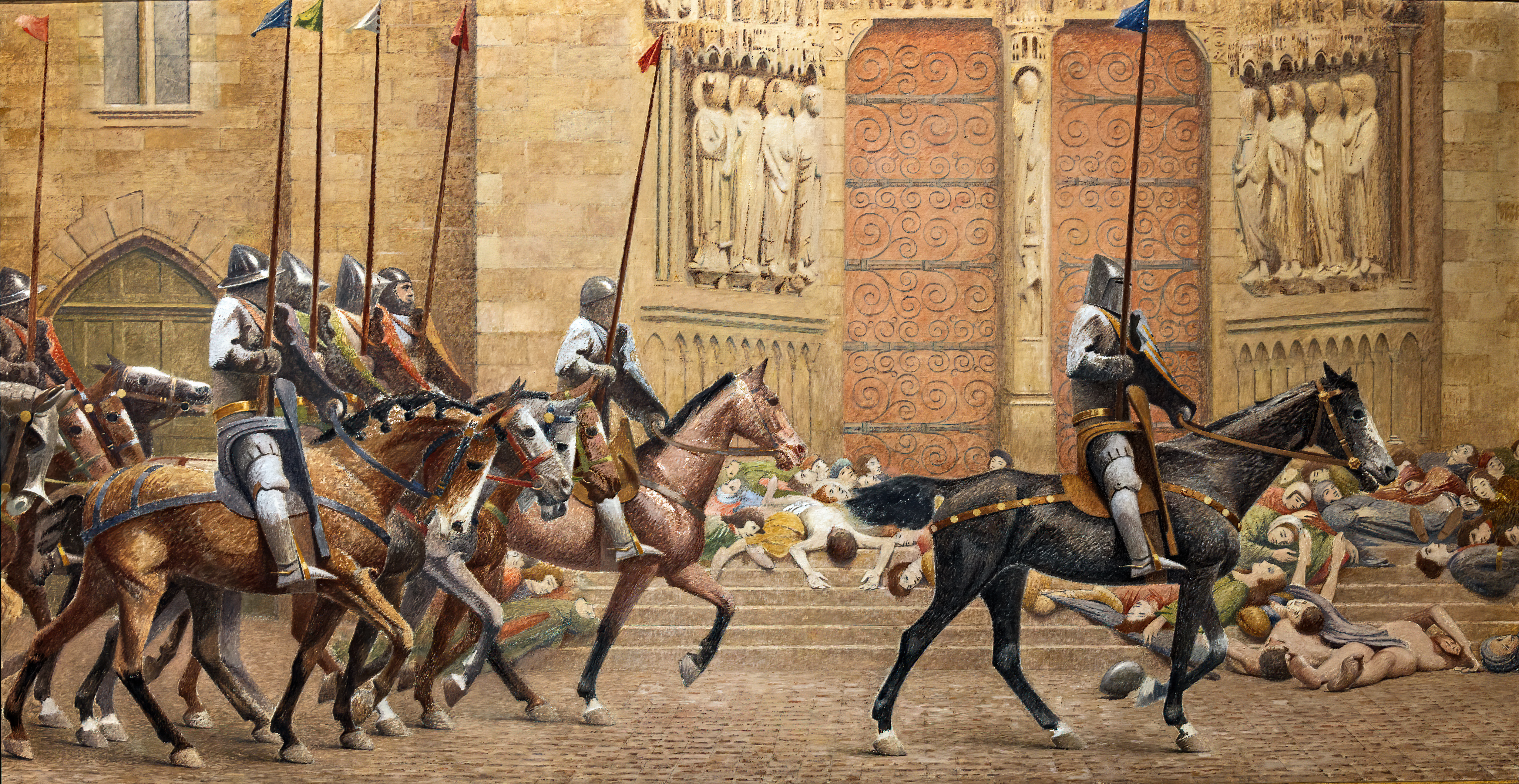
Comment entra dans Paris Monseigneur le Dauphin, 2e esquisse (1887), huile sur toile.
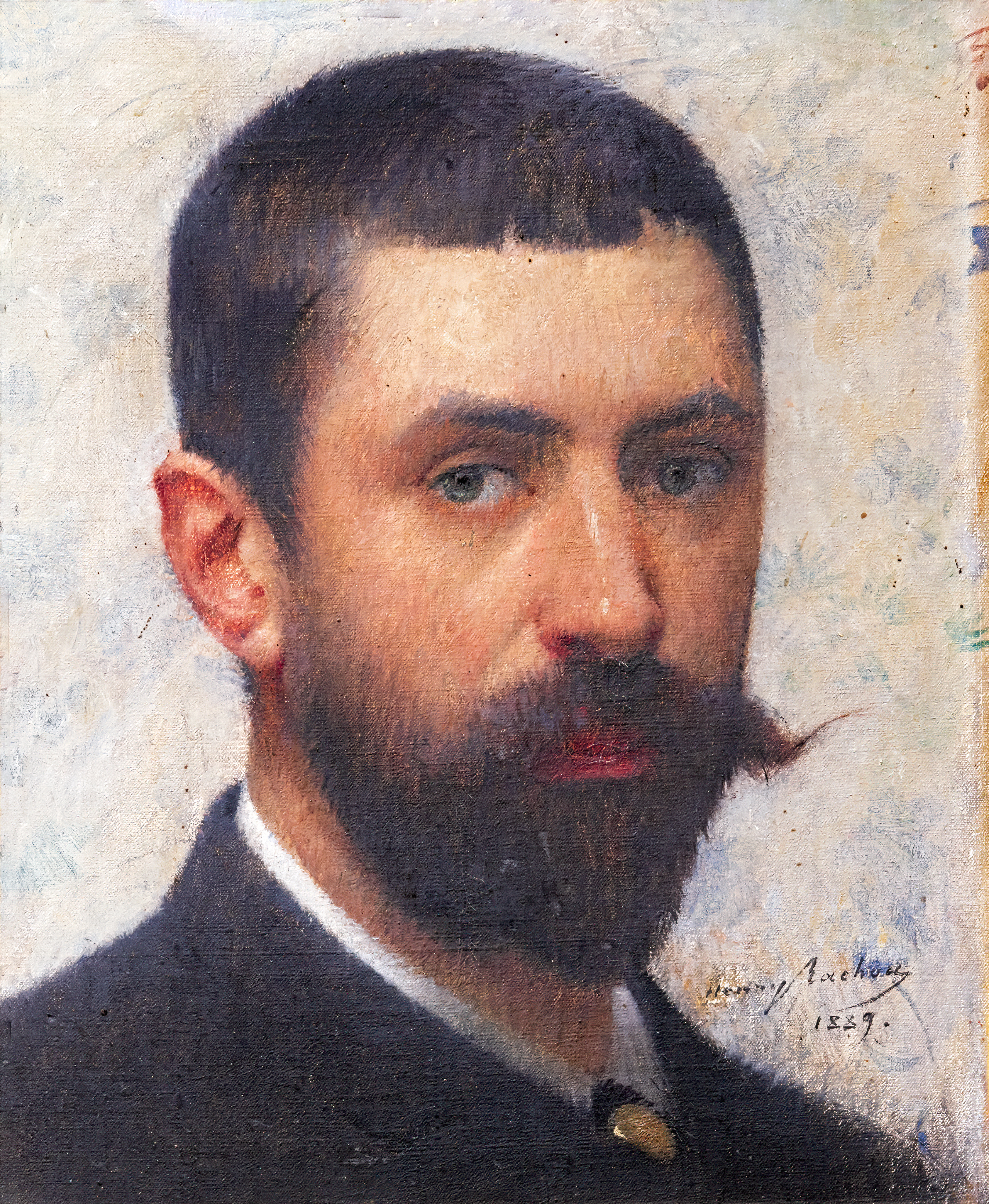
Autoportrait (1889), huile sur toile.
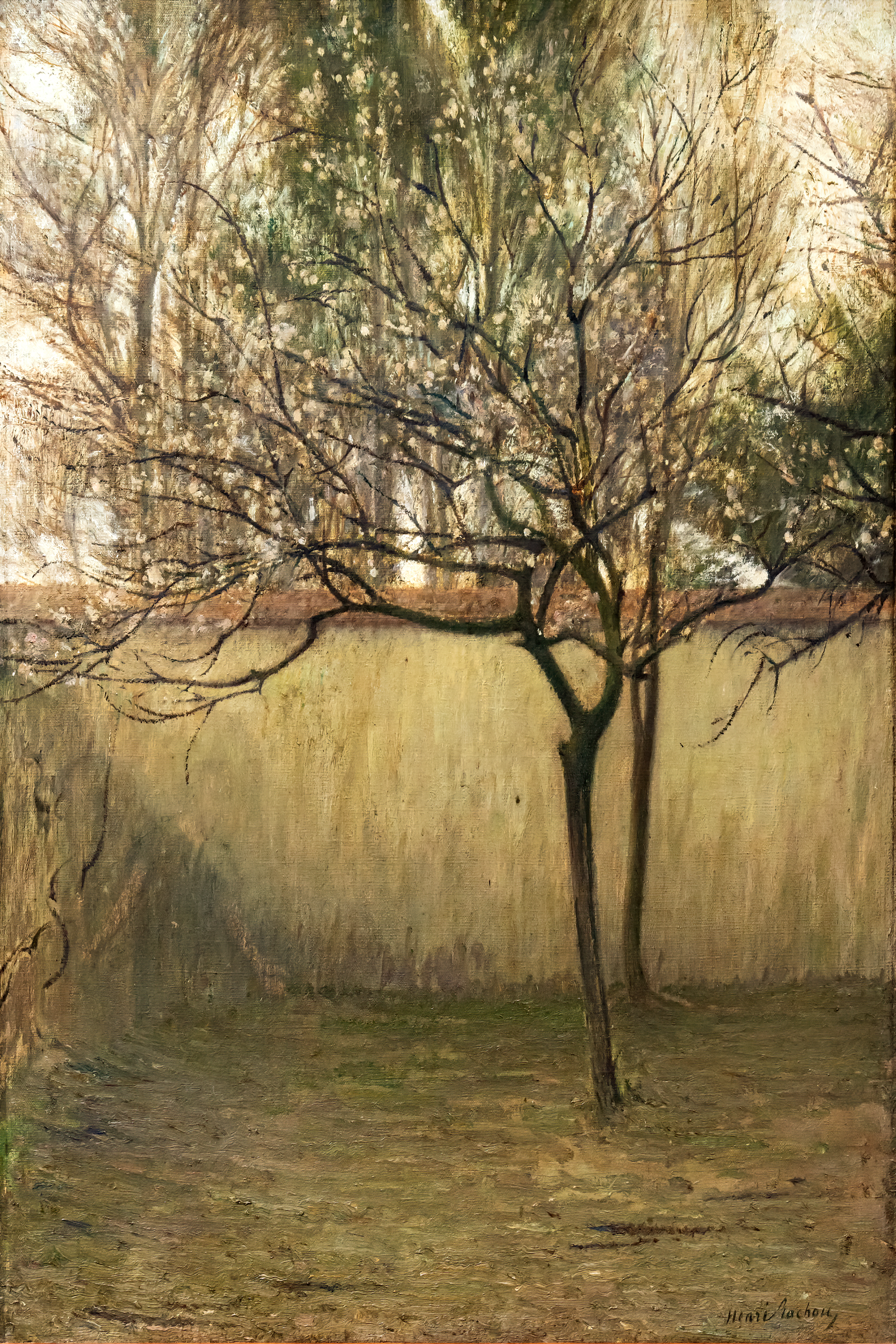
Cour et jardin du peintre à Paris, huile sur toile.
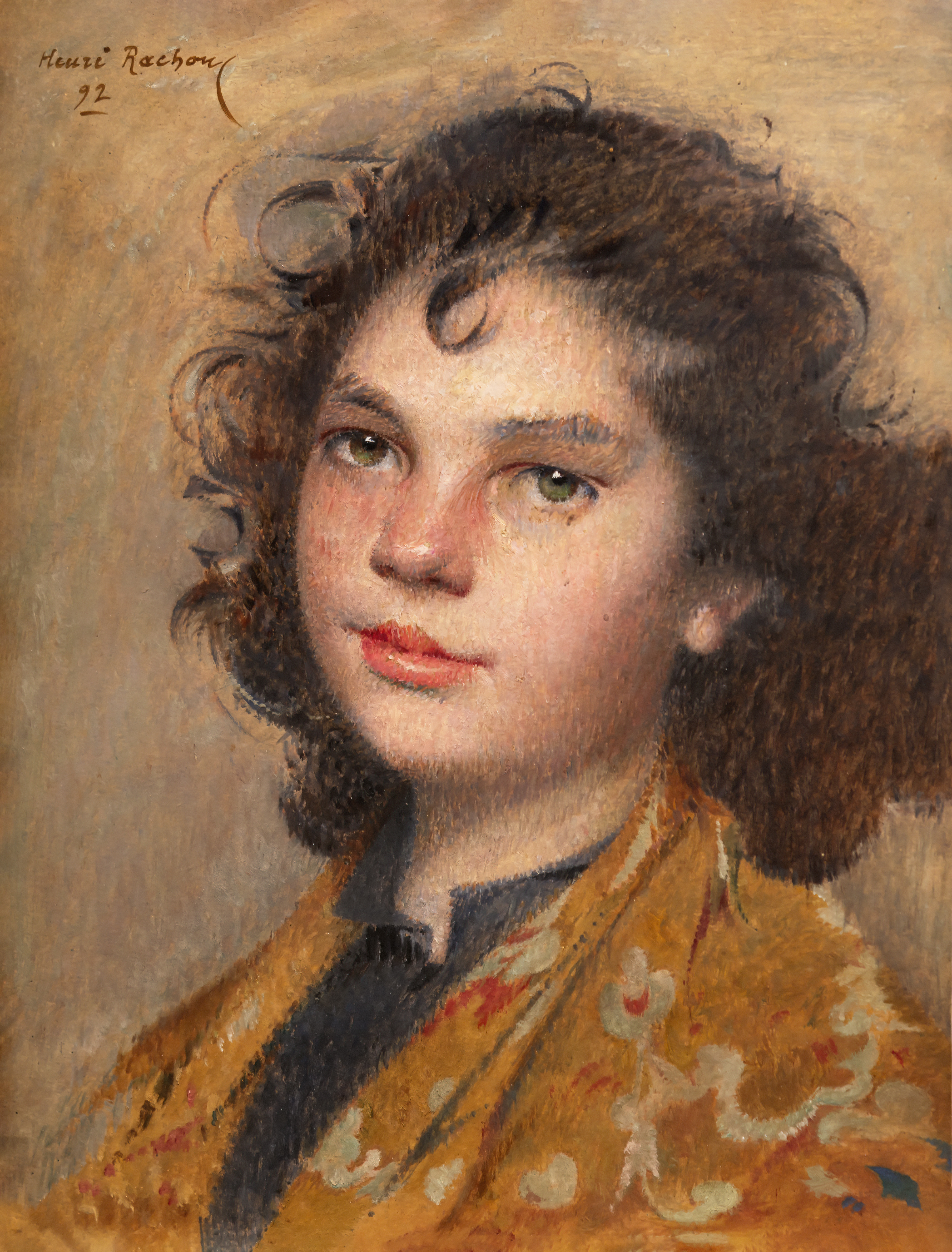
Portrait de fillette (1892), huile sur toile.
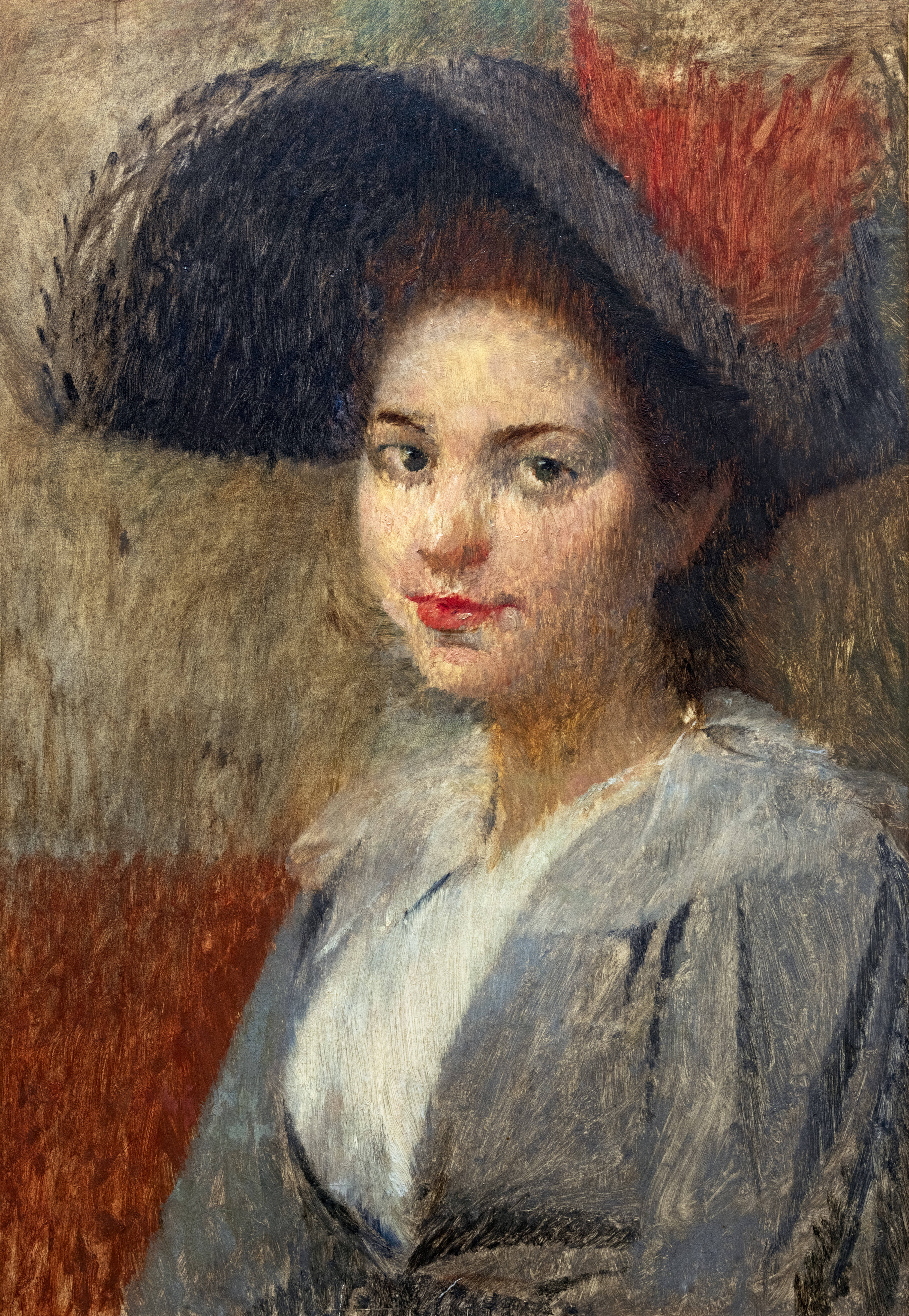
Portrait en buste de Clémence Yarz (1893), huile sur toile.
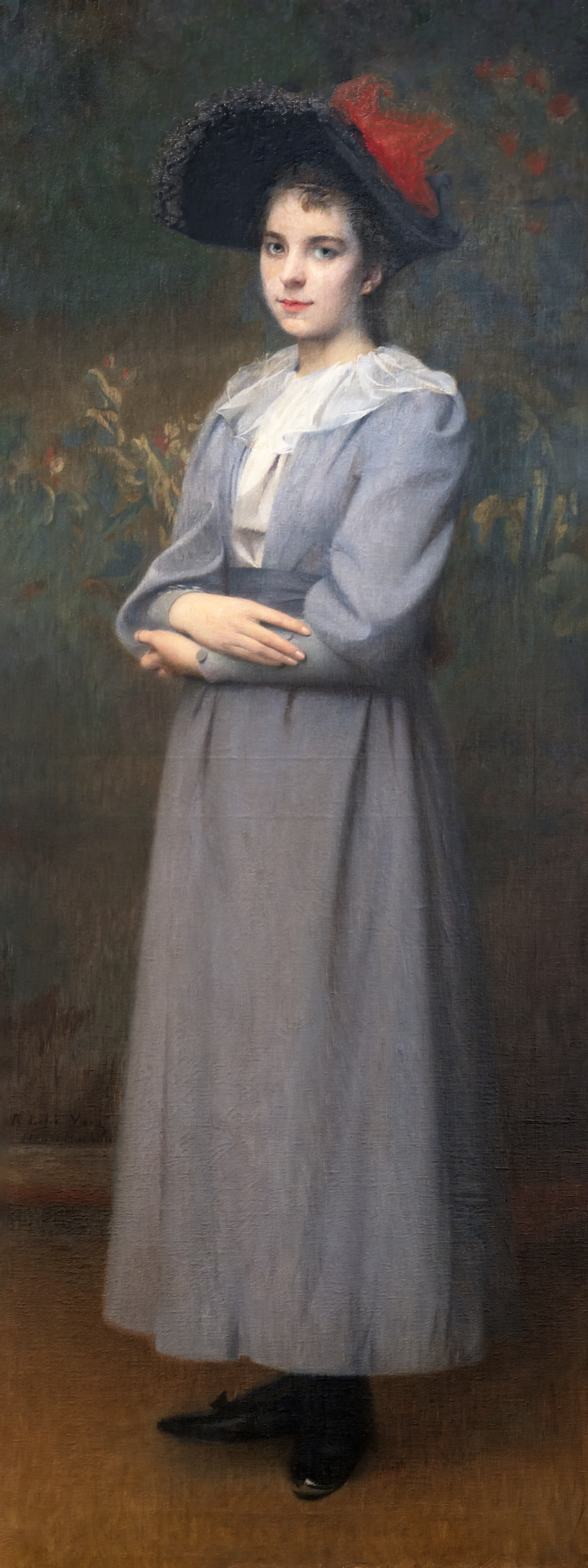
Portrait en pied de Clémence Yarz (1893), huile sur toile.
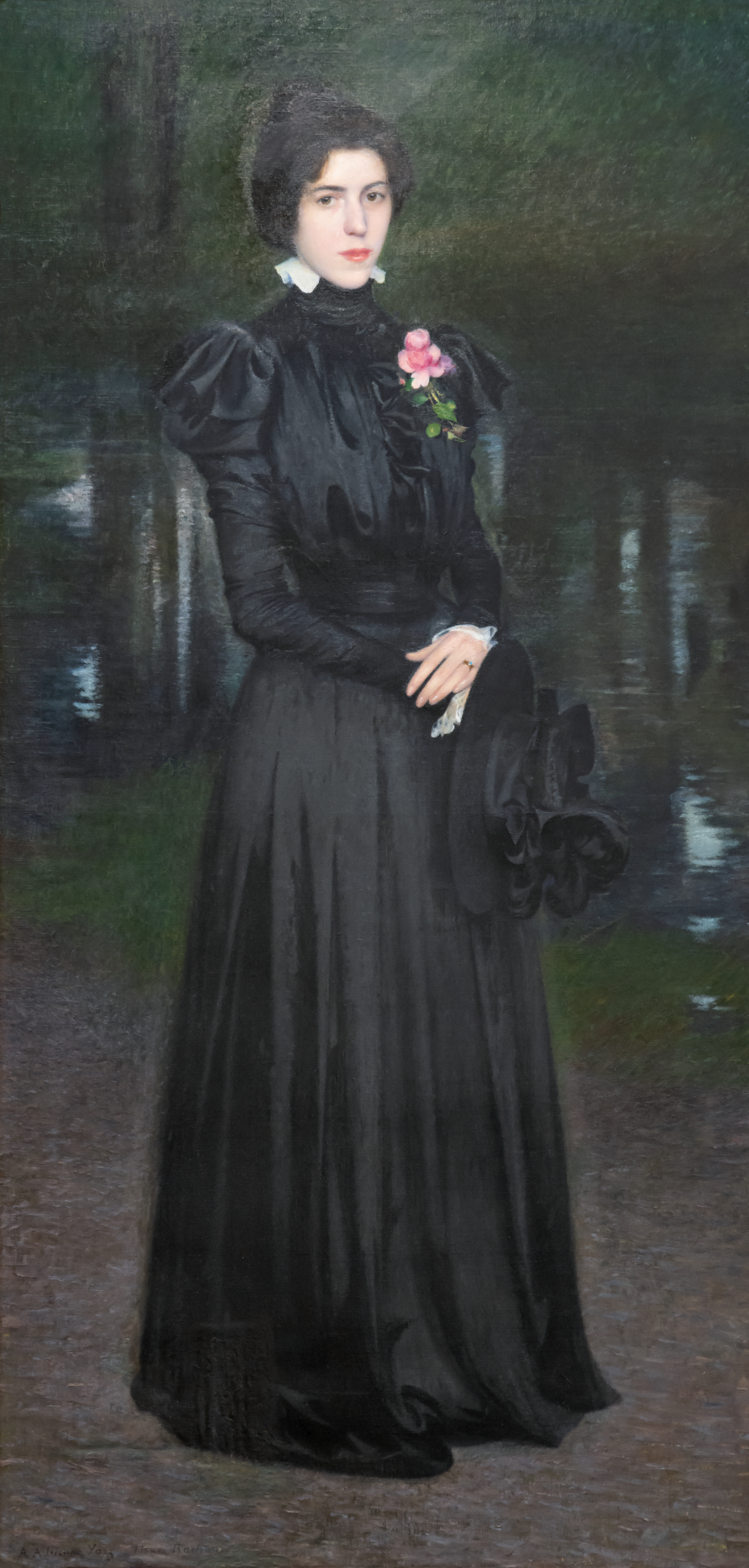
Portrait en pied d'Adrienne Yarz (1893), huile sur toile.
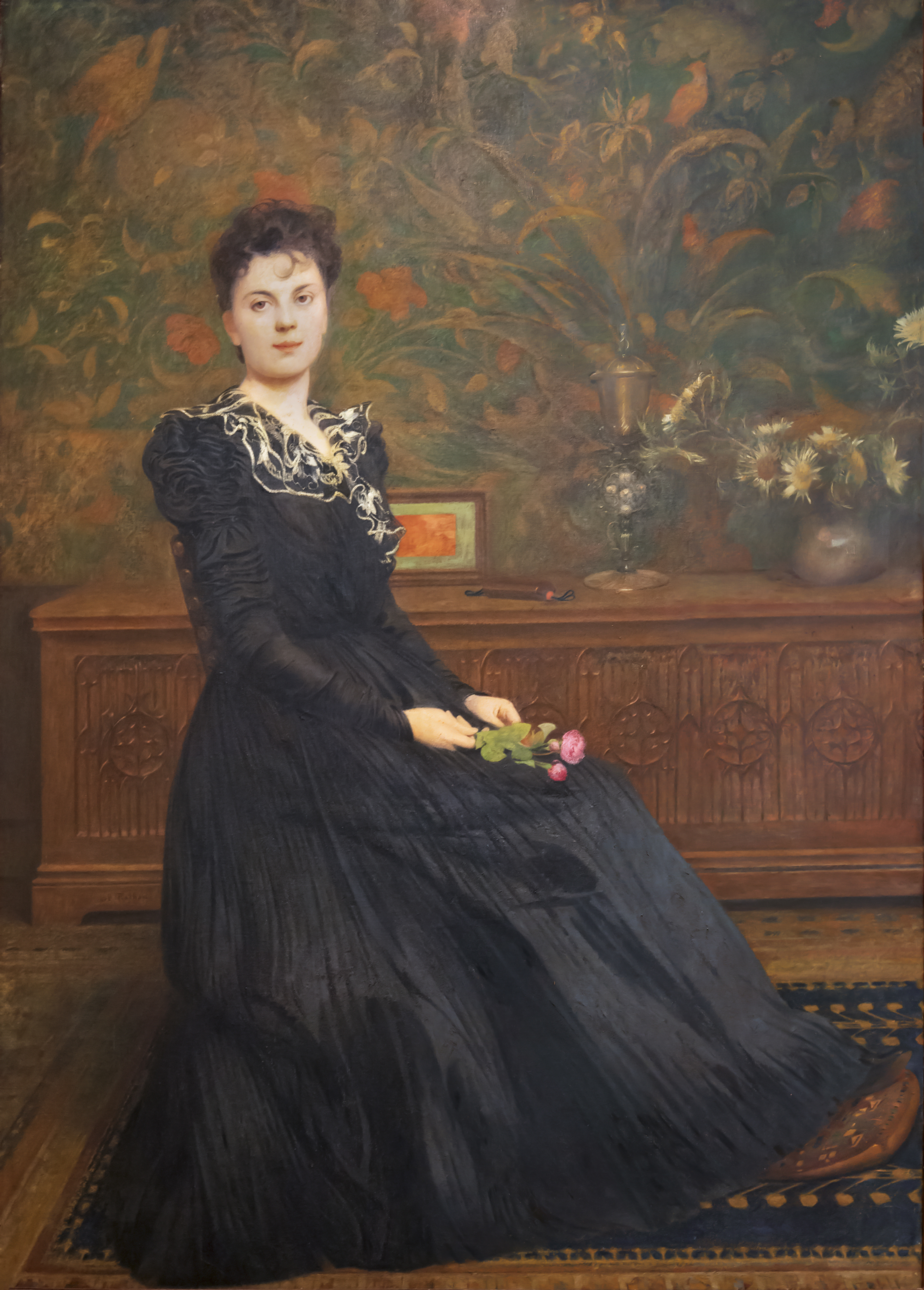
Portrait de Marguerite Ymart (future épouse), huile sur toile.
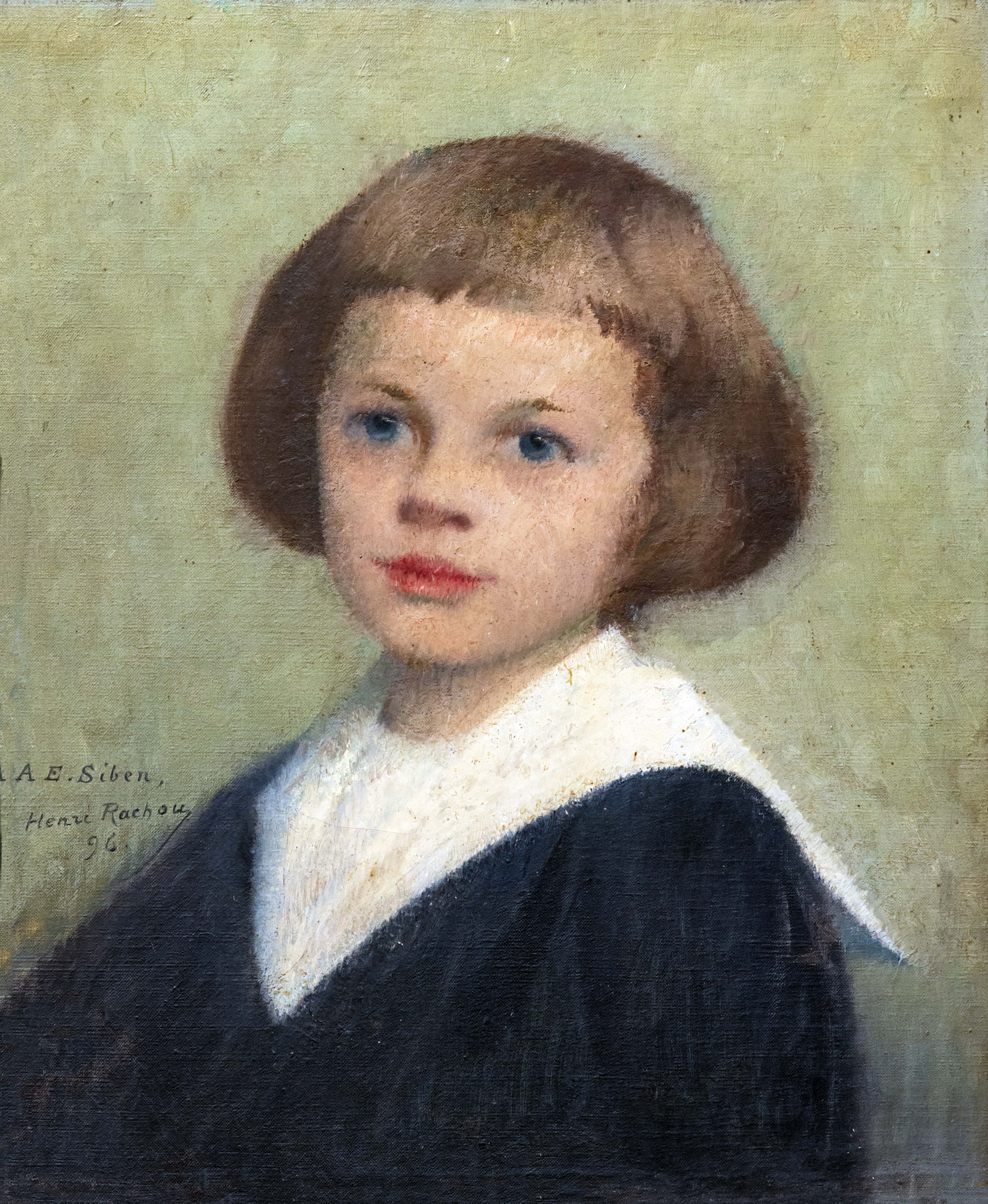
Portrait de Paul Siben enfant 1896, huile sur panneau de bois.
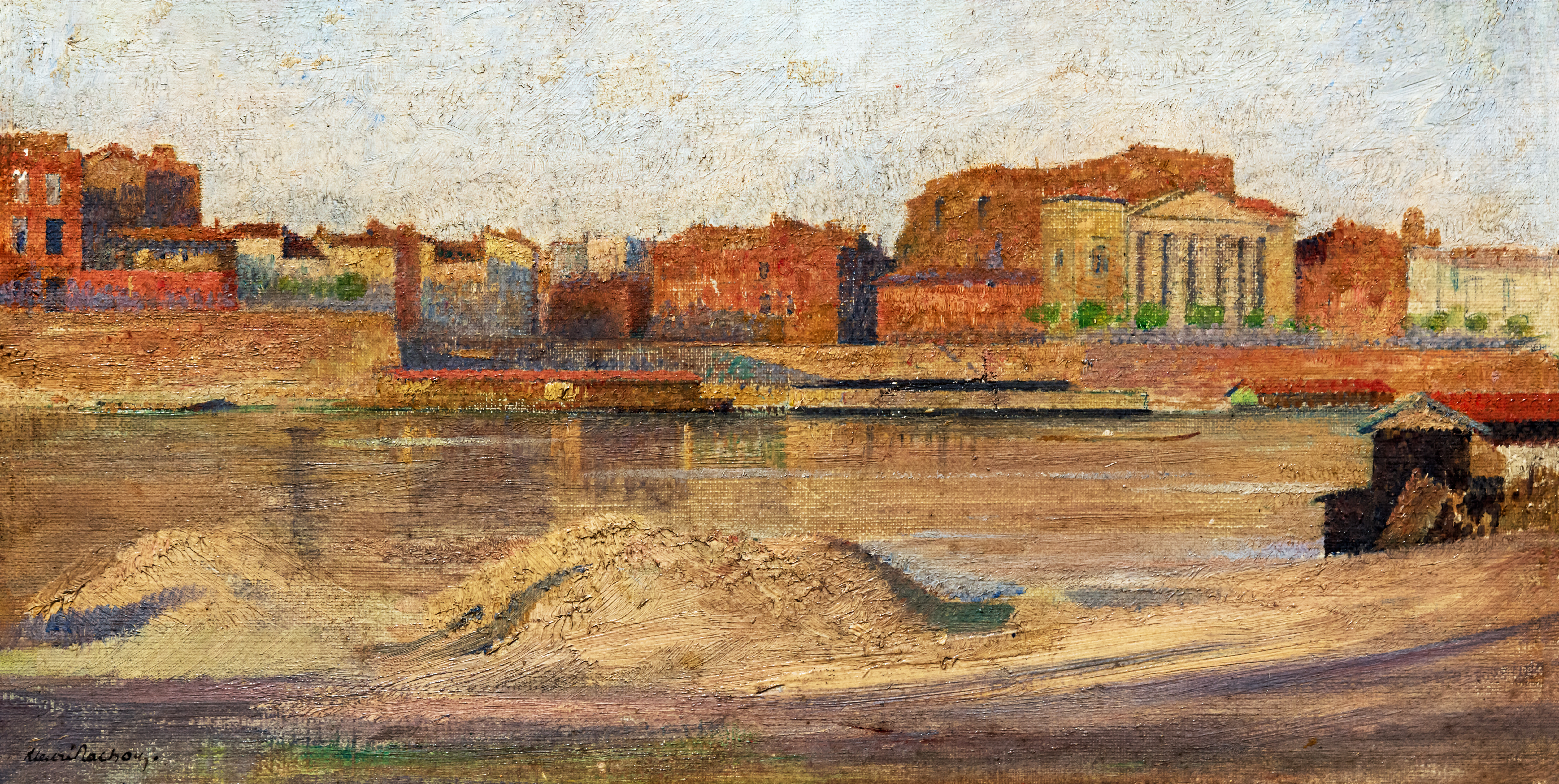
Étude des bords de Garonne depuis le port Viguerie (1902), huile sur toile.
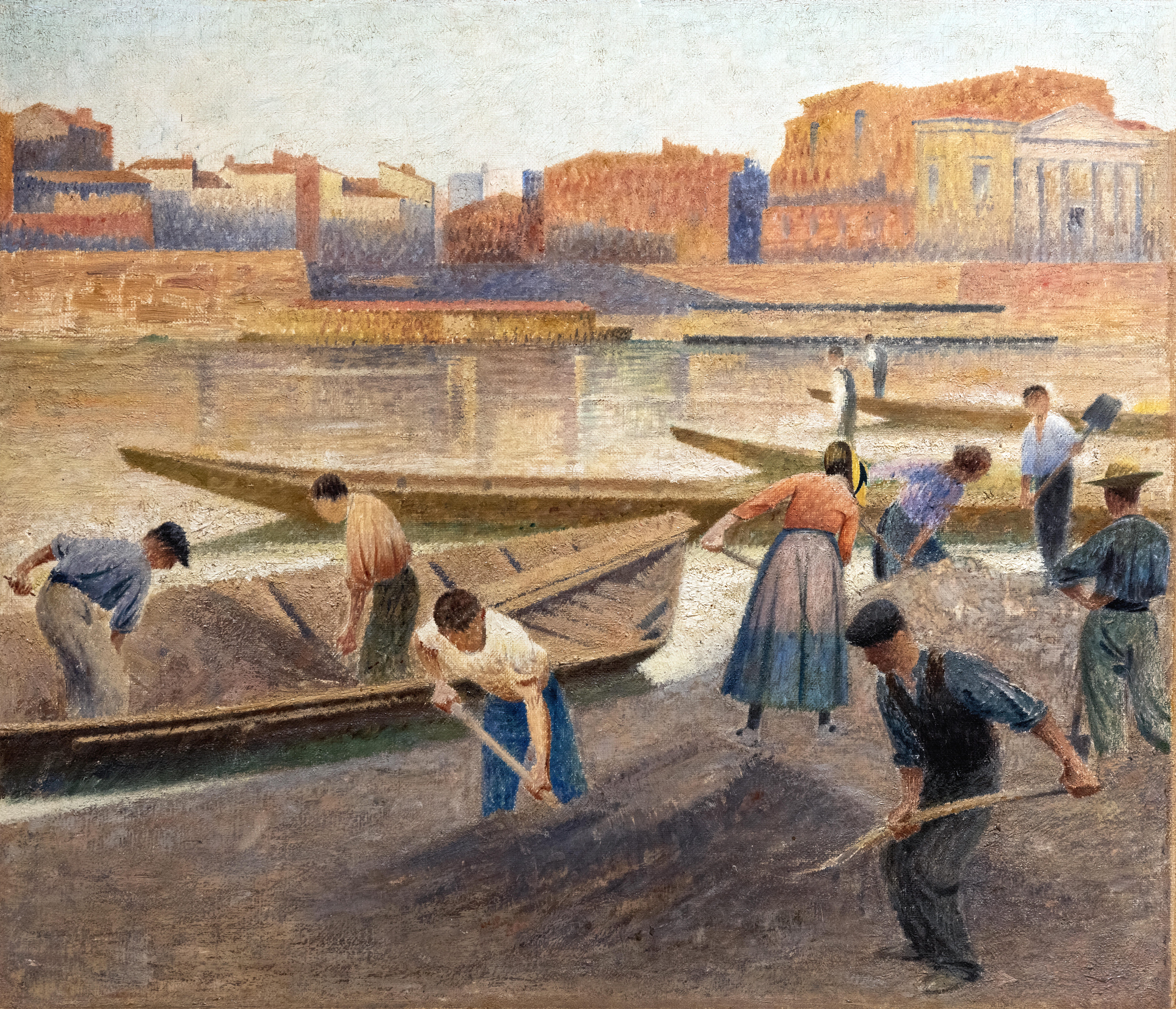
Déchargement du sable (1902), huile sur toile.
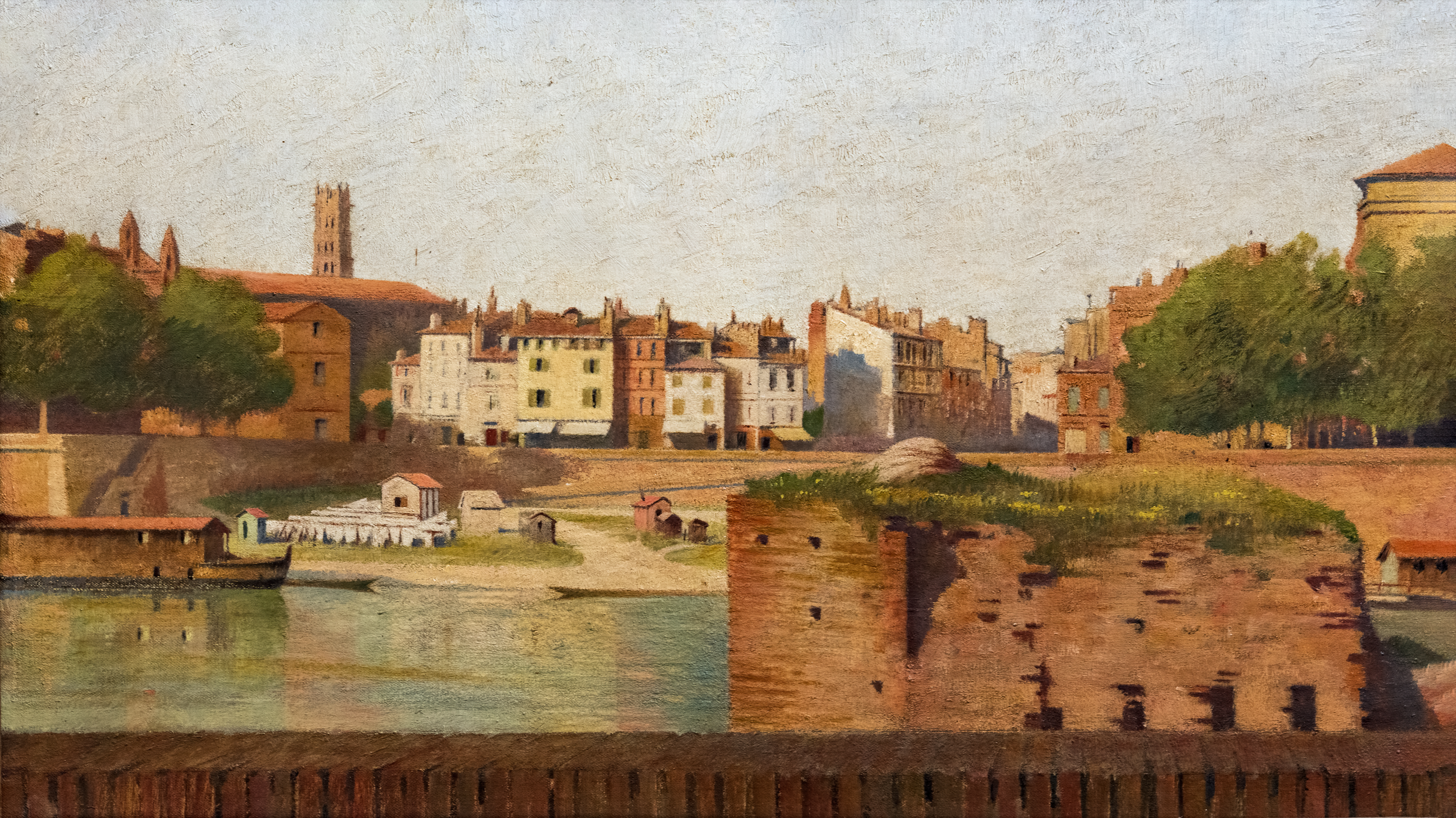
Étude des bords de Garonne avec la pile du vieux pont couvert de la Daurade (1902), huile sur toile.
Autour des pêcheurs de sable (1902), huile sur toile.
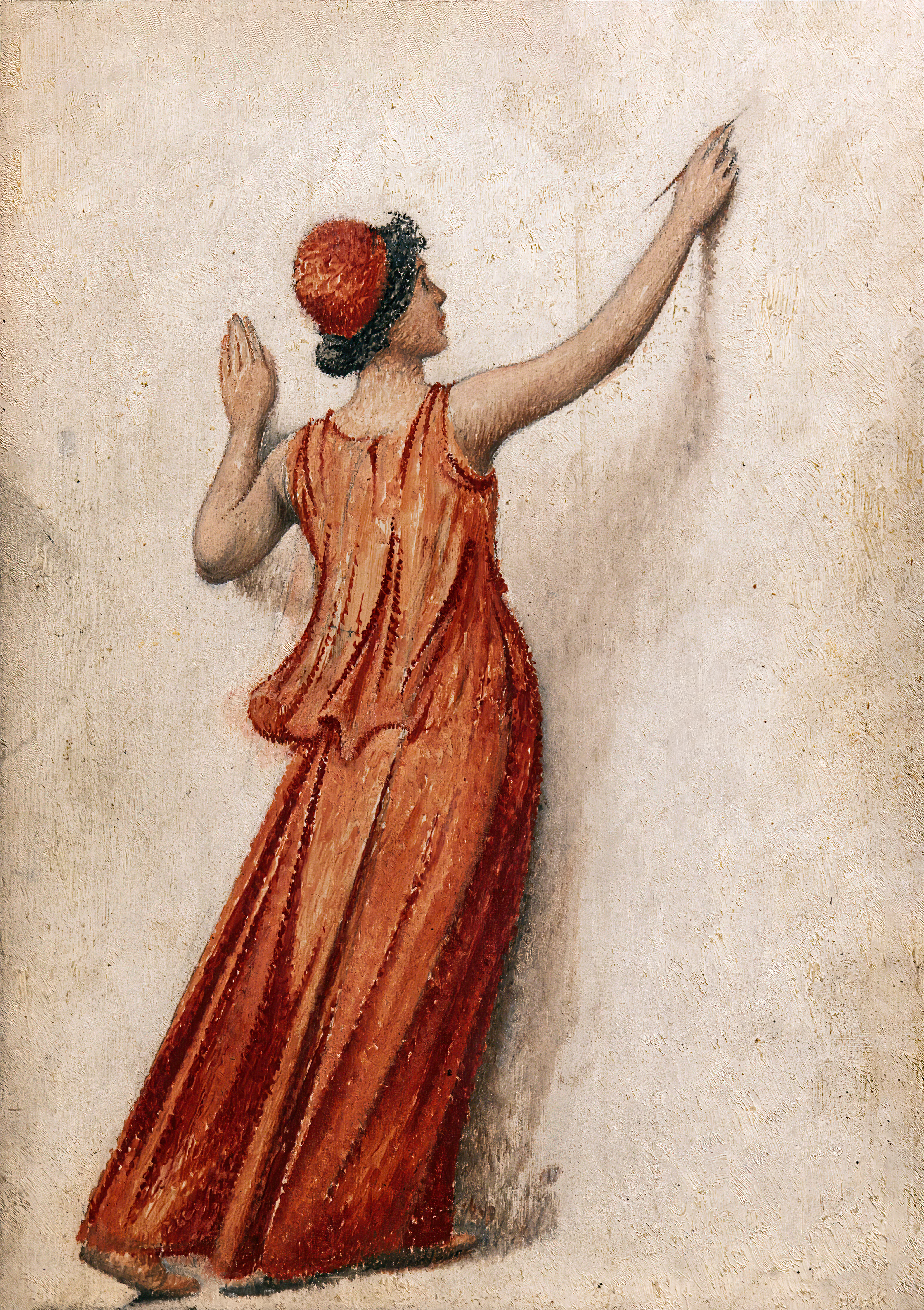
L'Inscription (1902), huile sur toile.
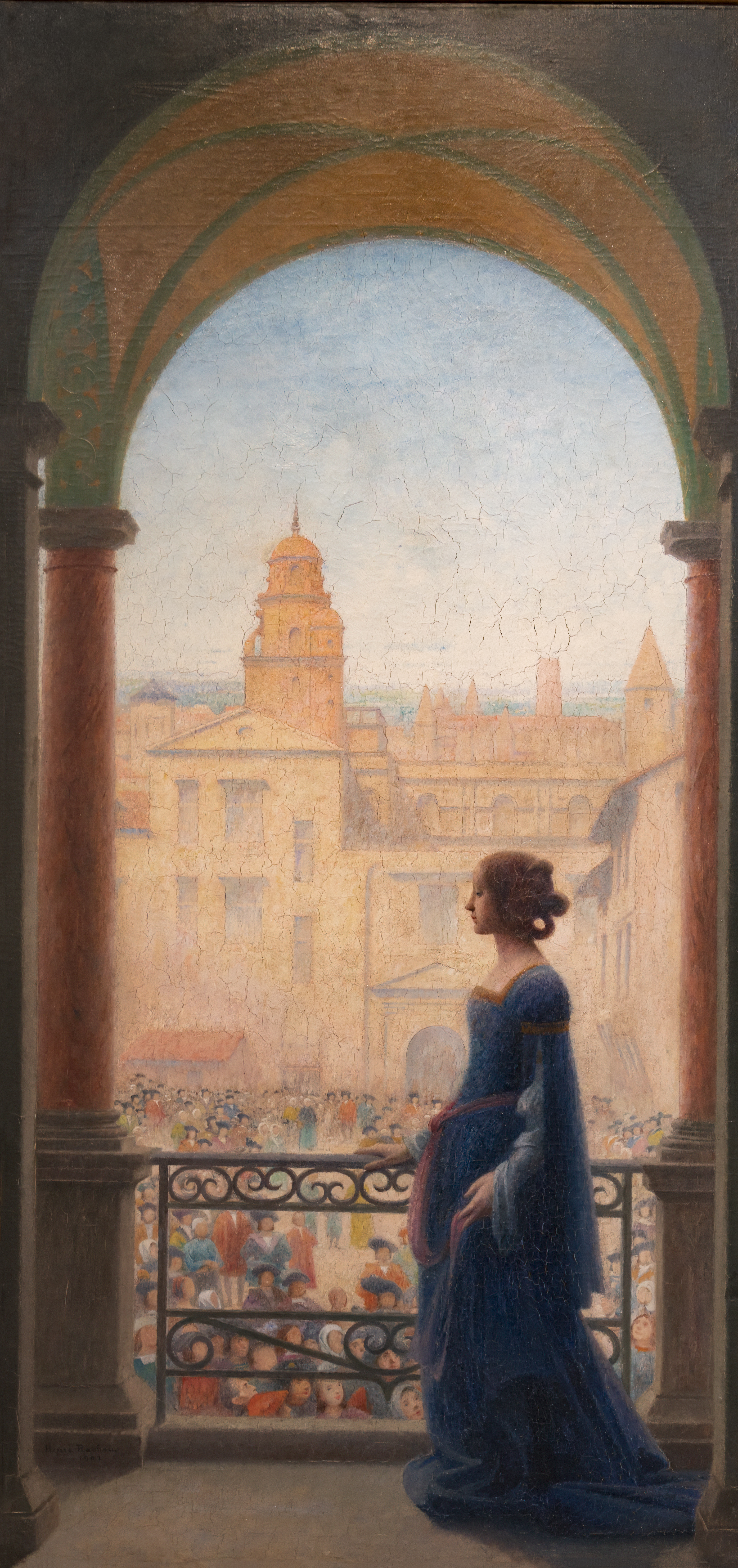
La Belle Paule, étude de 1902, huile sur toile.
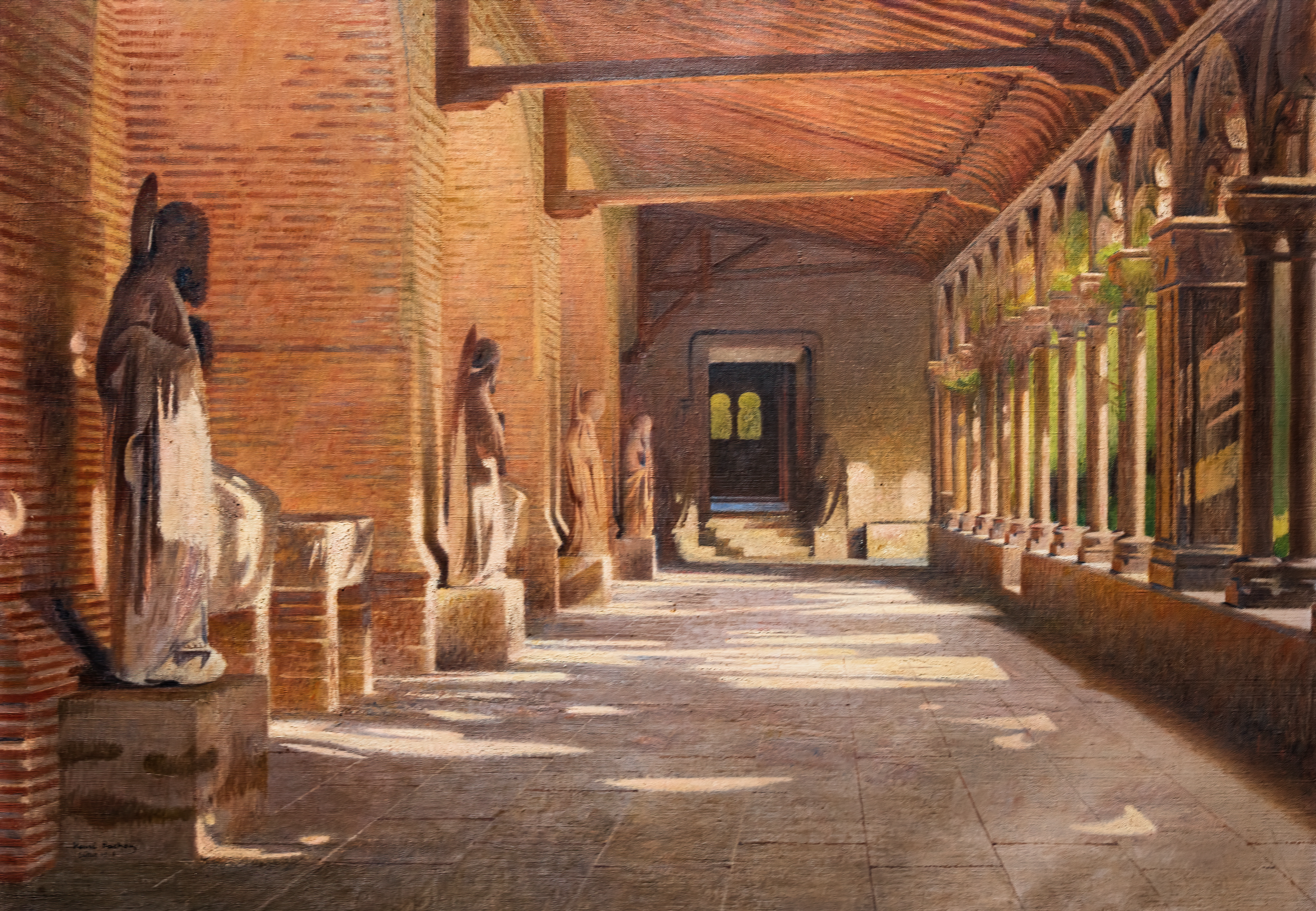
Une galerie du cloître des Augustins (1916), huile sur toile.
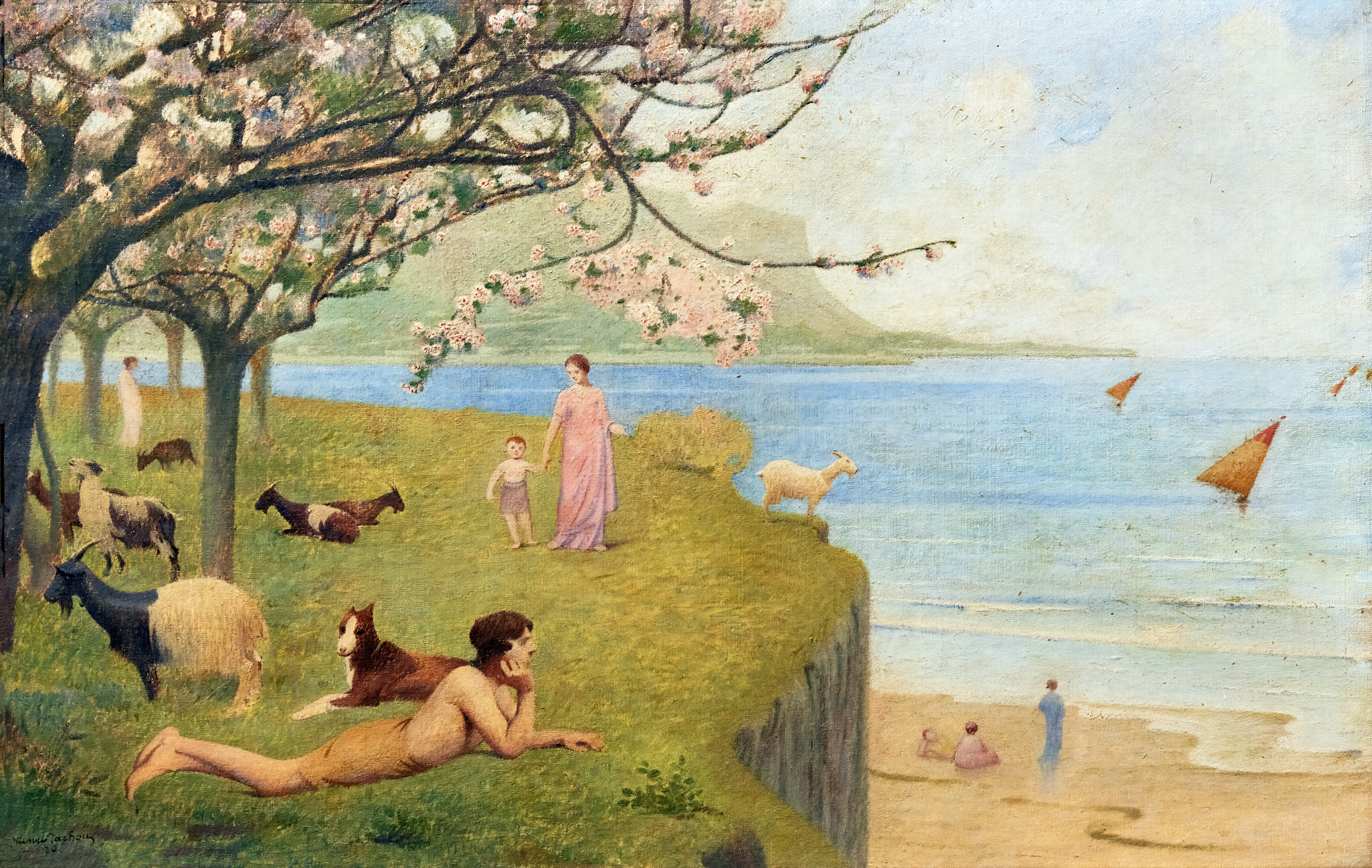
Le Printemps (1920), huile sur toile.
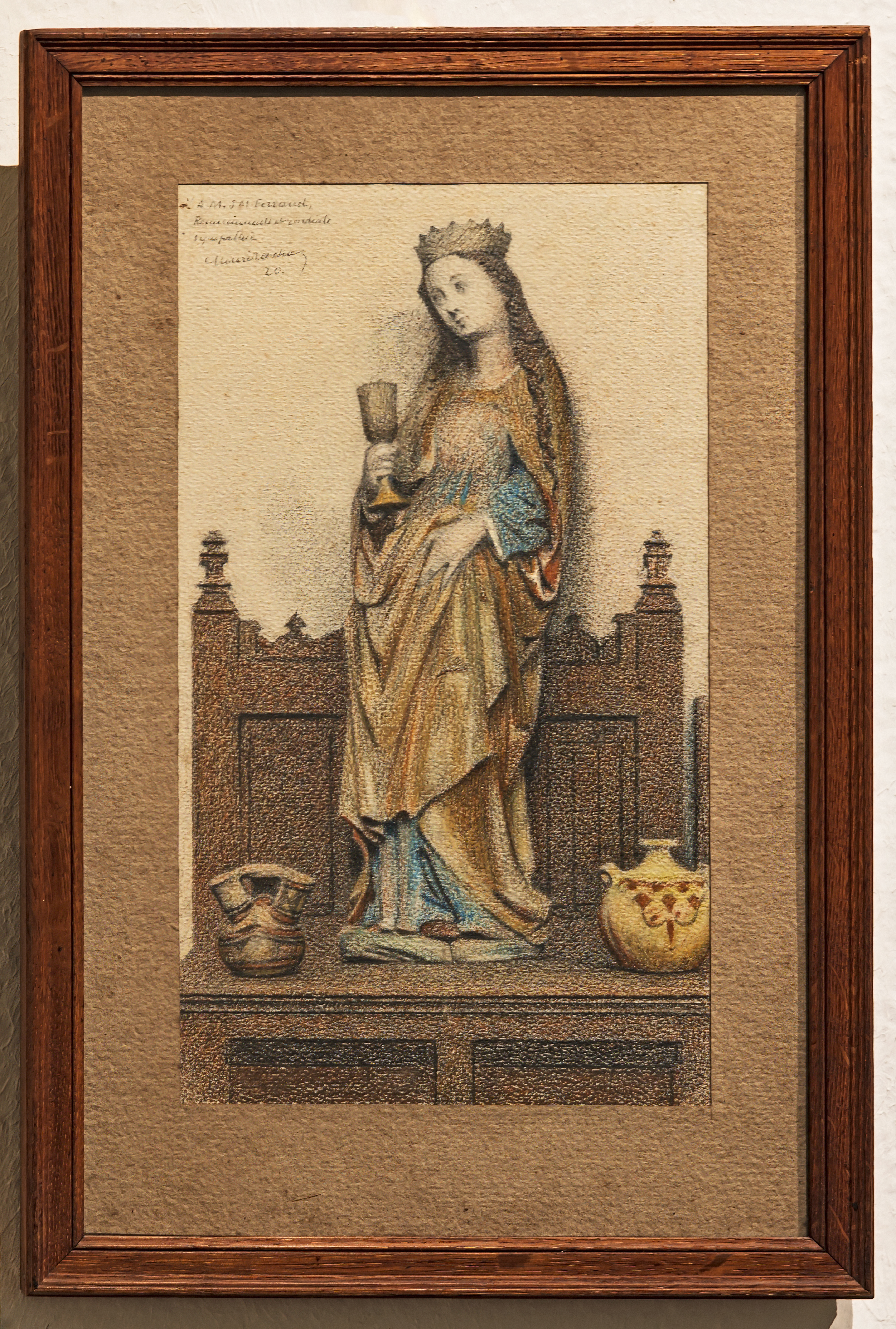
Composition avec sainte Barbe (1920), aquarelle.
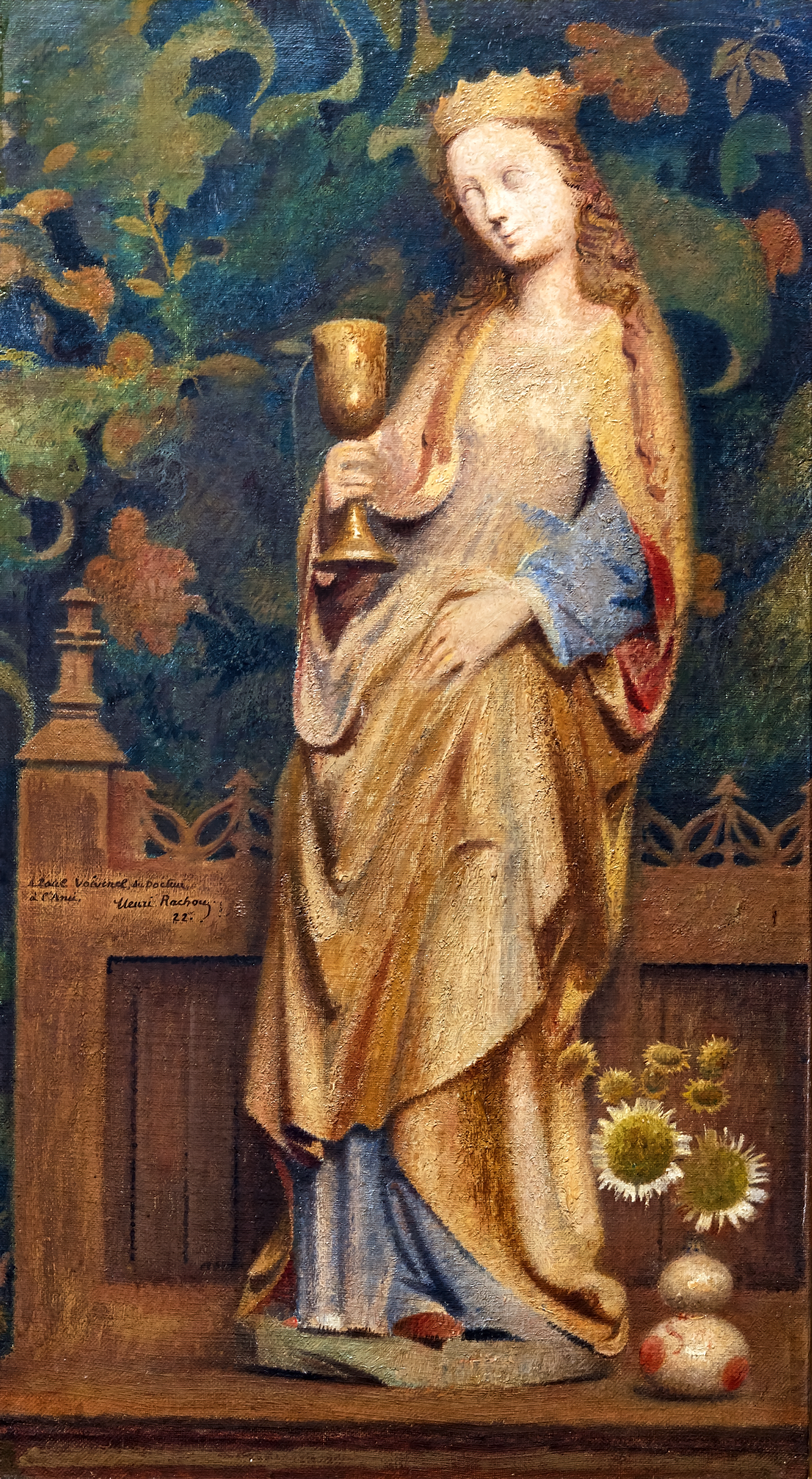
Composition avec sainte Barbe et bouquet d'immortelles (1922), huile sur toile.
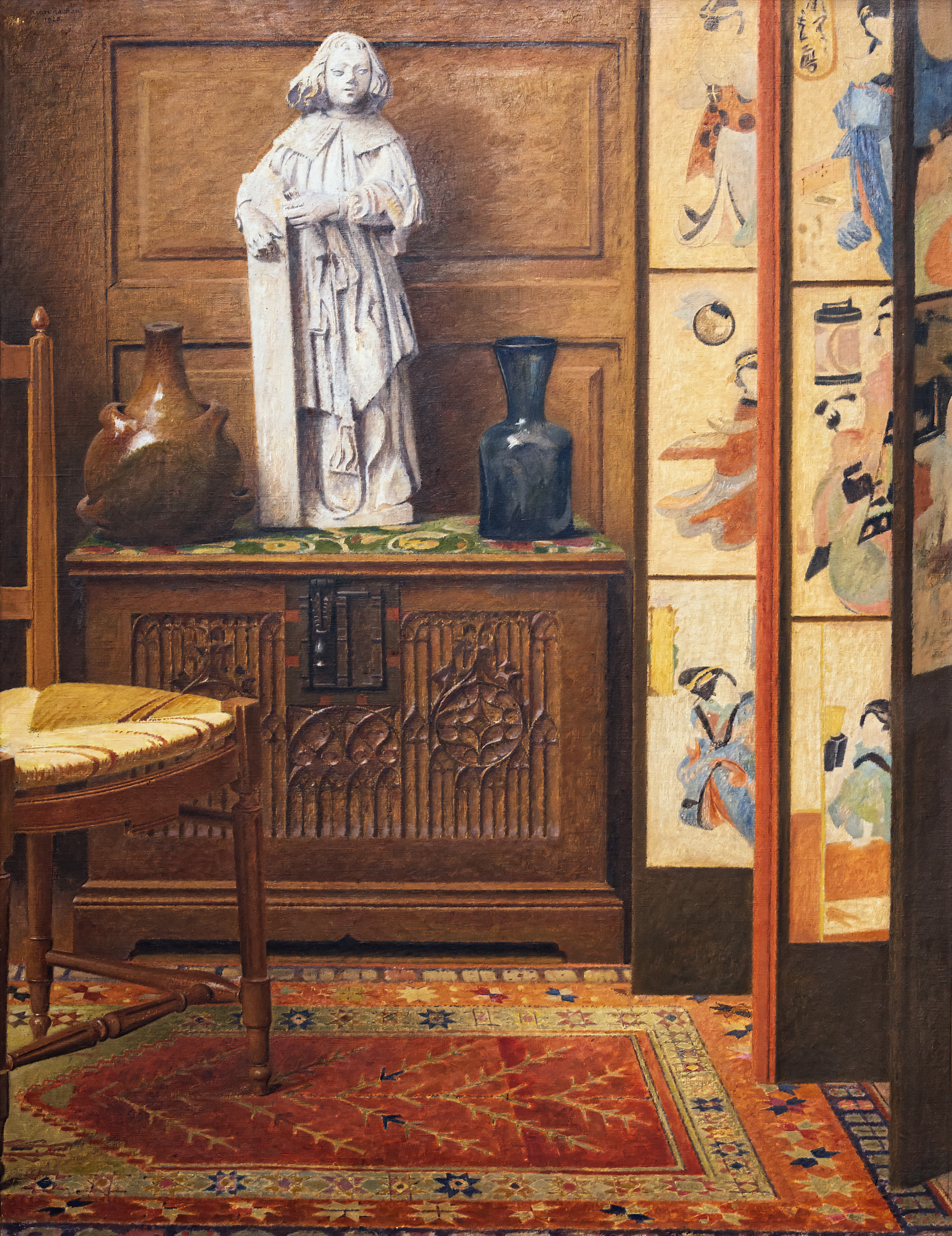
Composition au paravent japonais, coffre et sculpture médiévale (1923), huile sur toile.
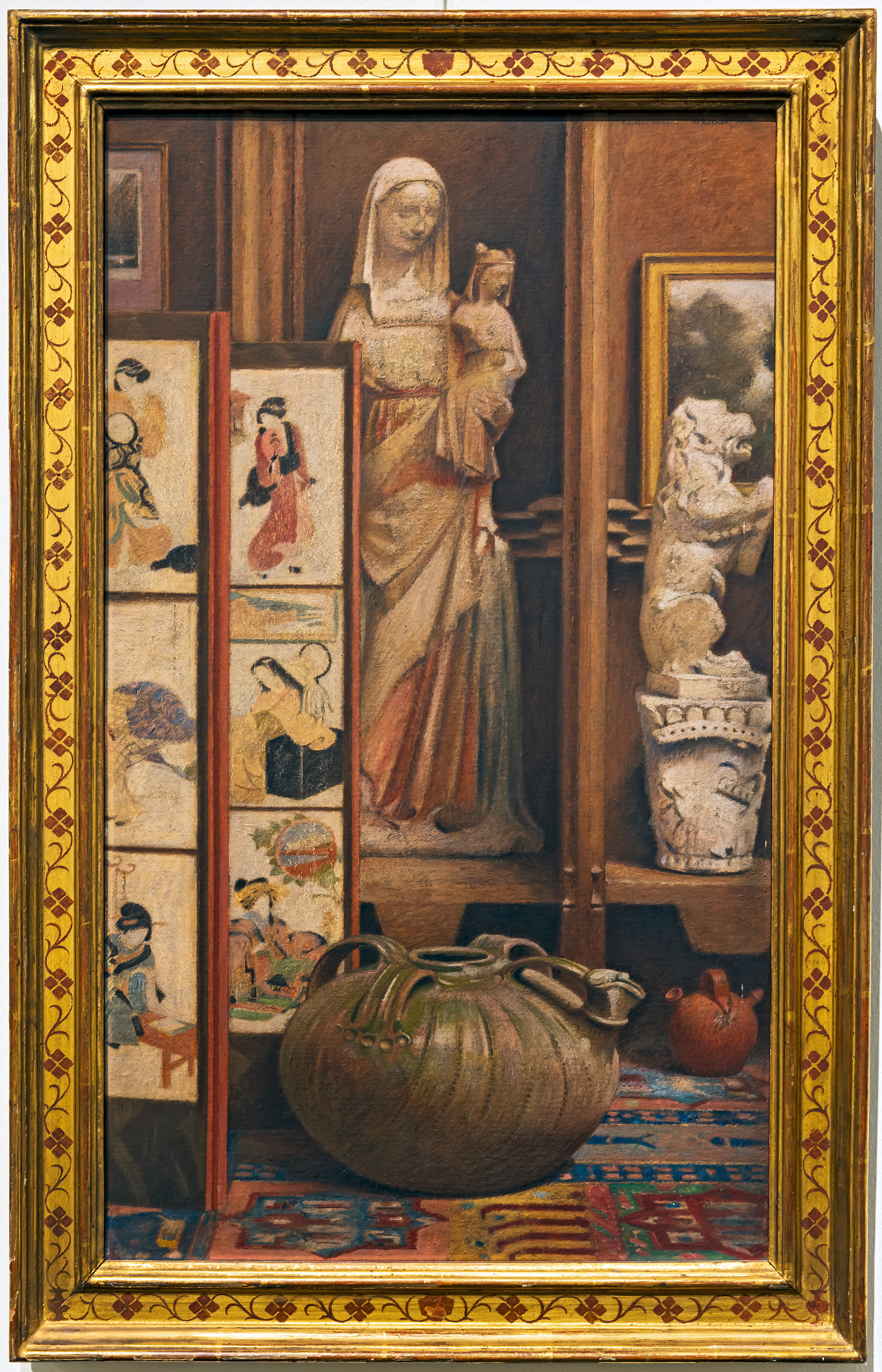
Composition au paravent japonais (vers 1923), huile sur toile.
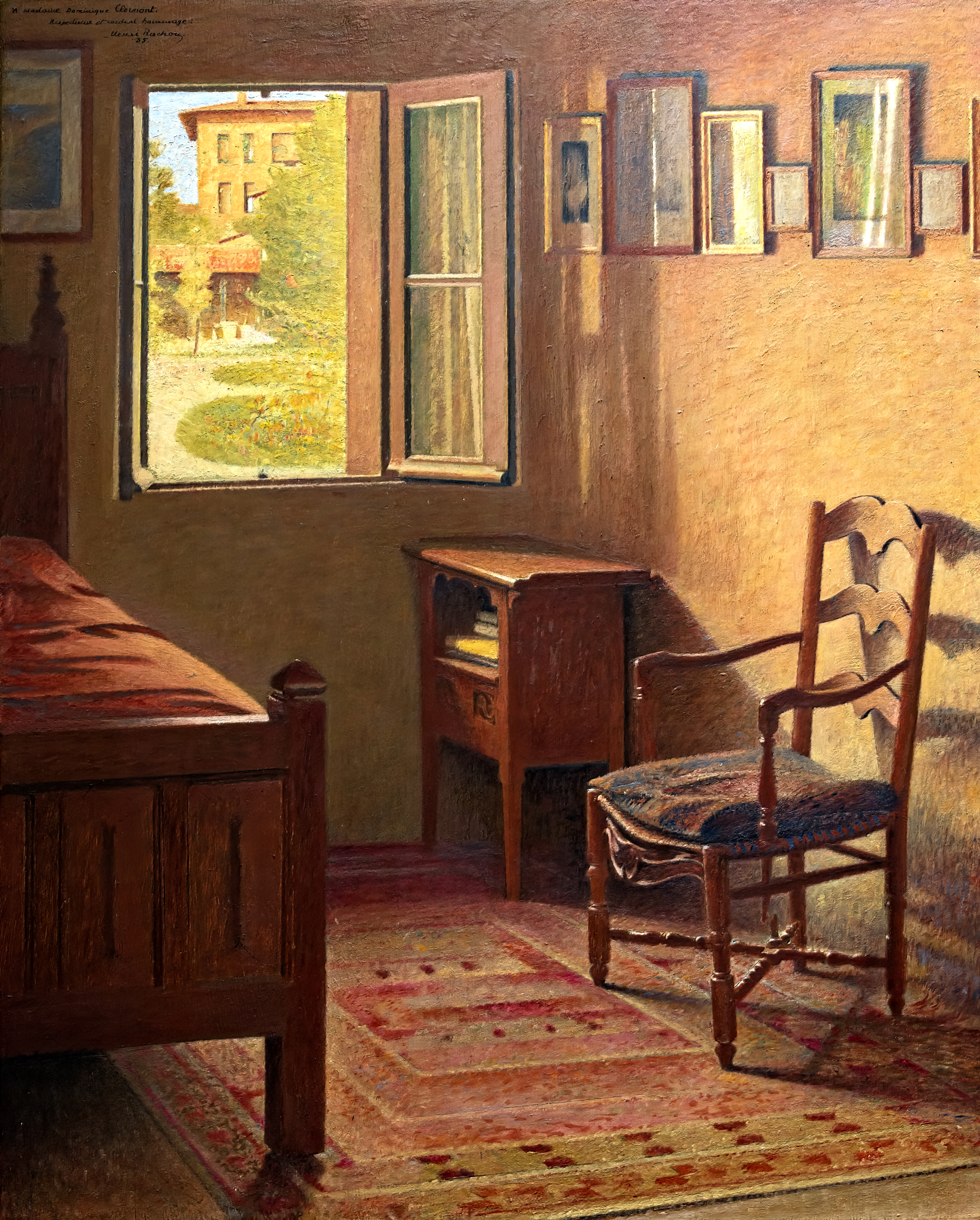
Le Jardin du peintre depuis la fenêtre de la chambre (Toulouse) (1935).
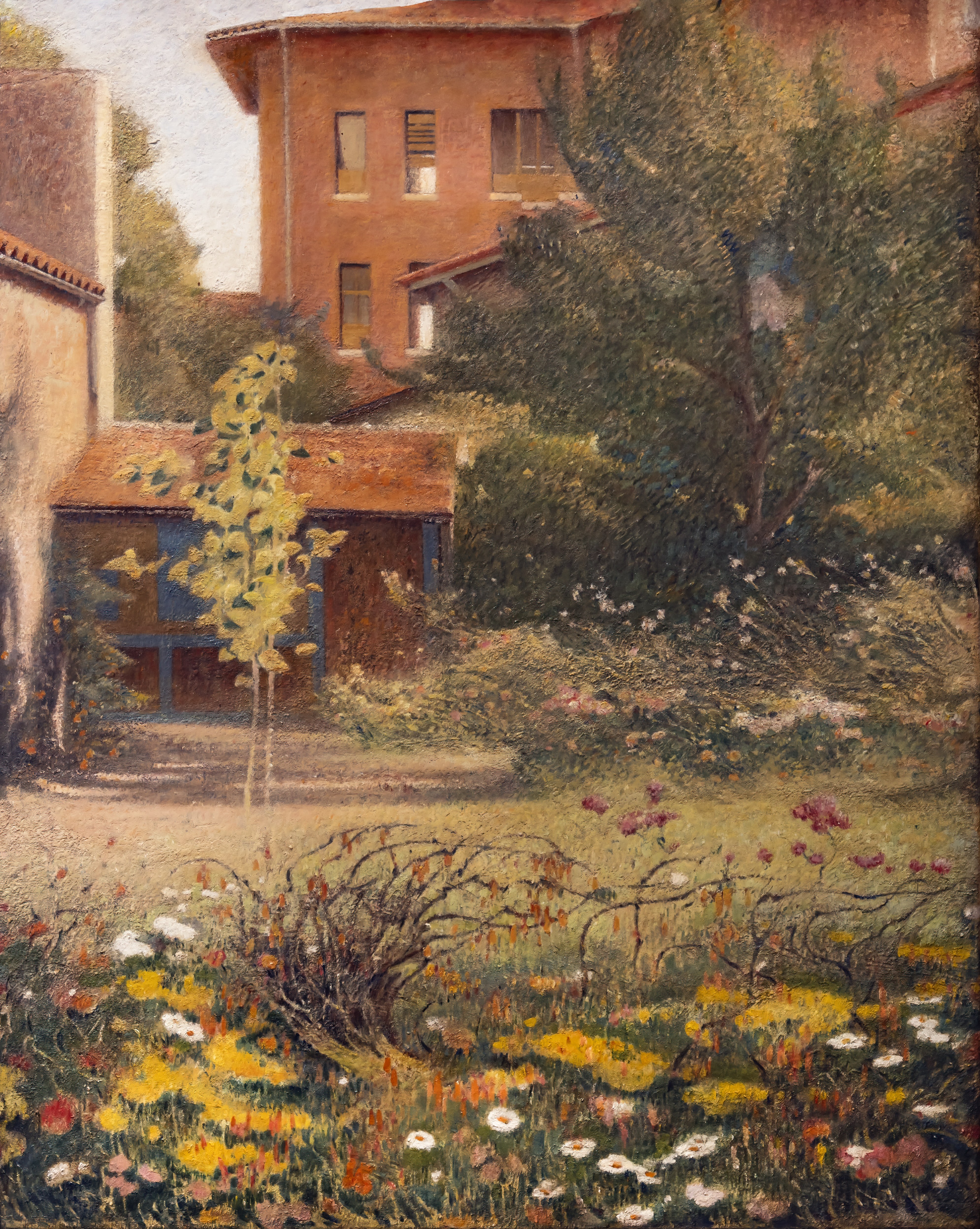
Le Jardin du peintre à Toulouse (1935).
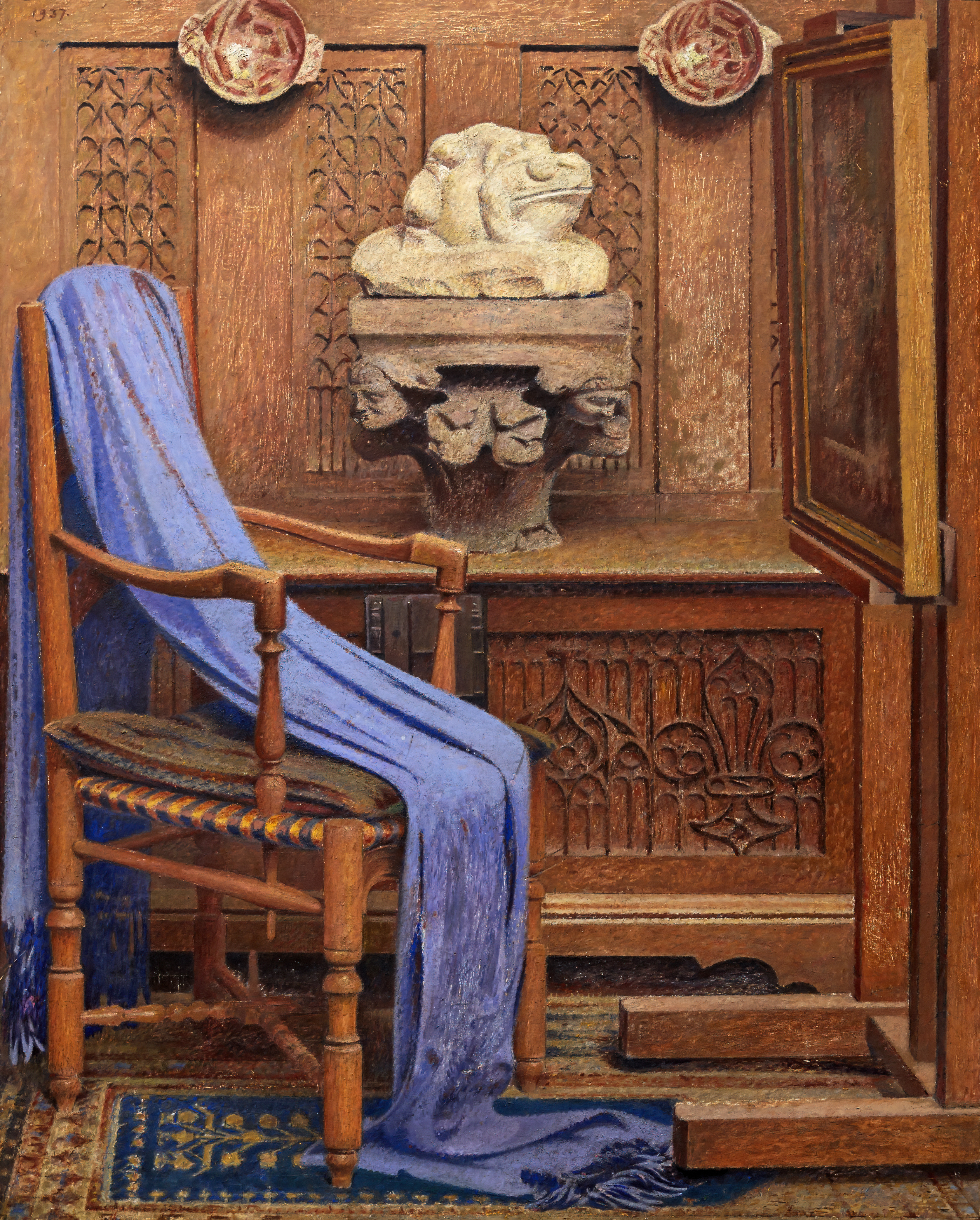
Composition au drap bleu et chapiteau 1937, huile sur toile.
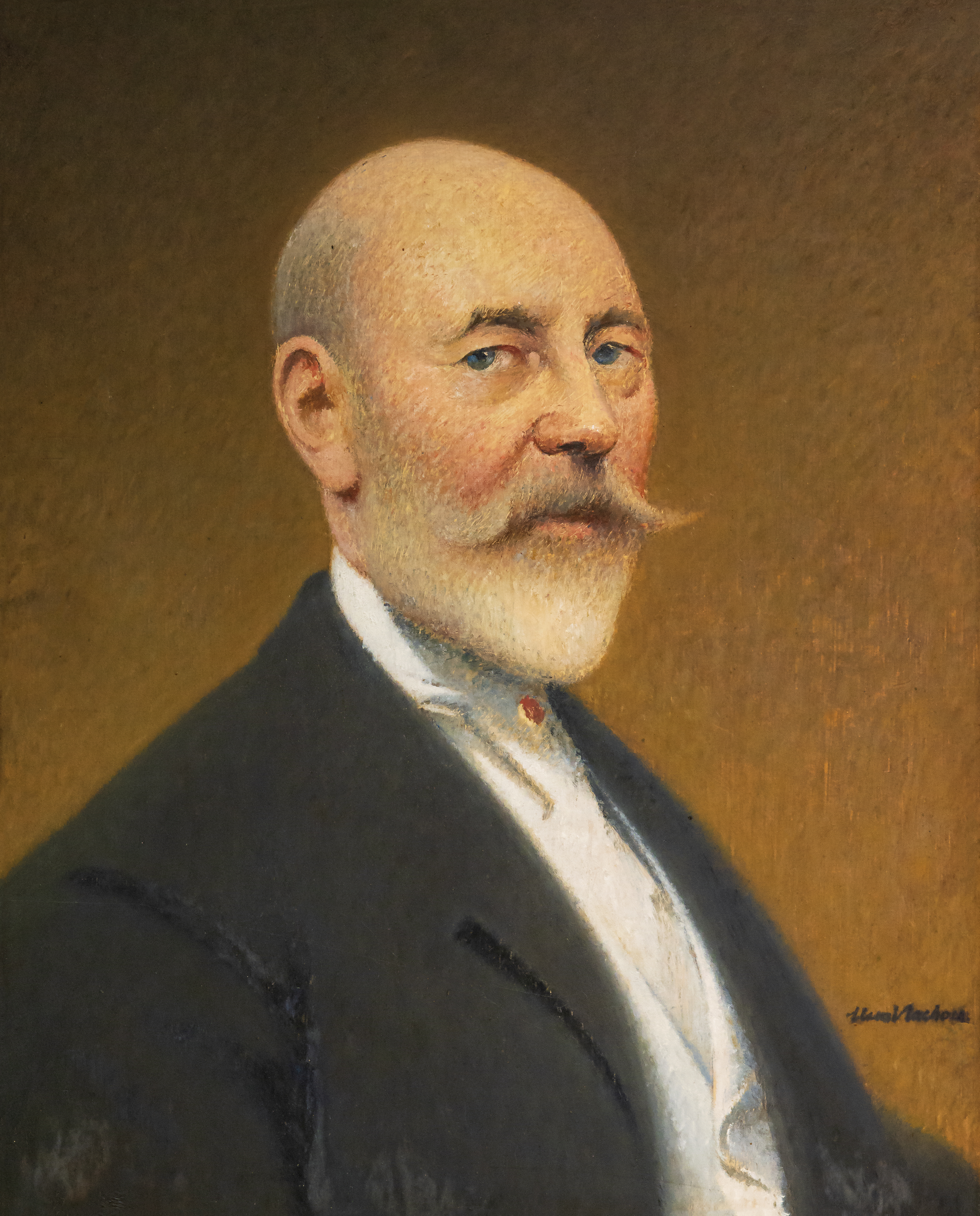
Portrait du député Paul Gouzy, huile sur toile.
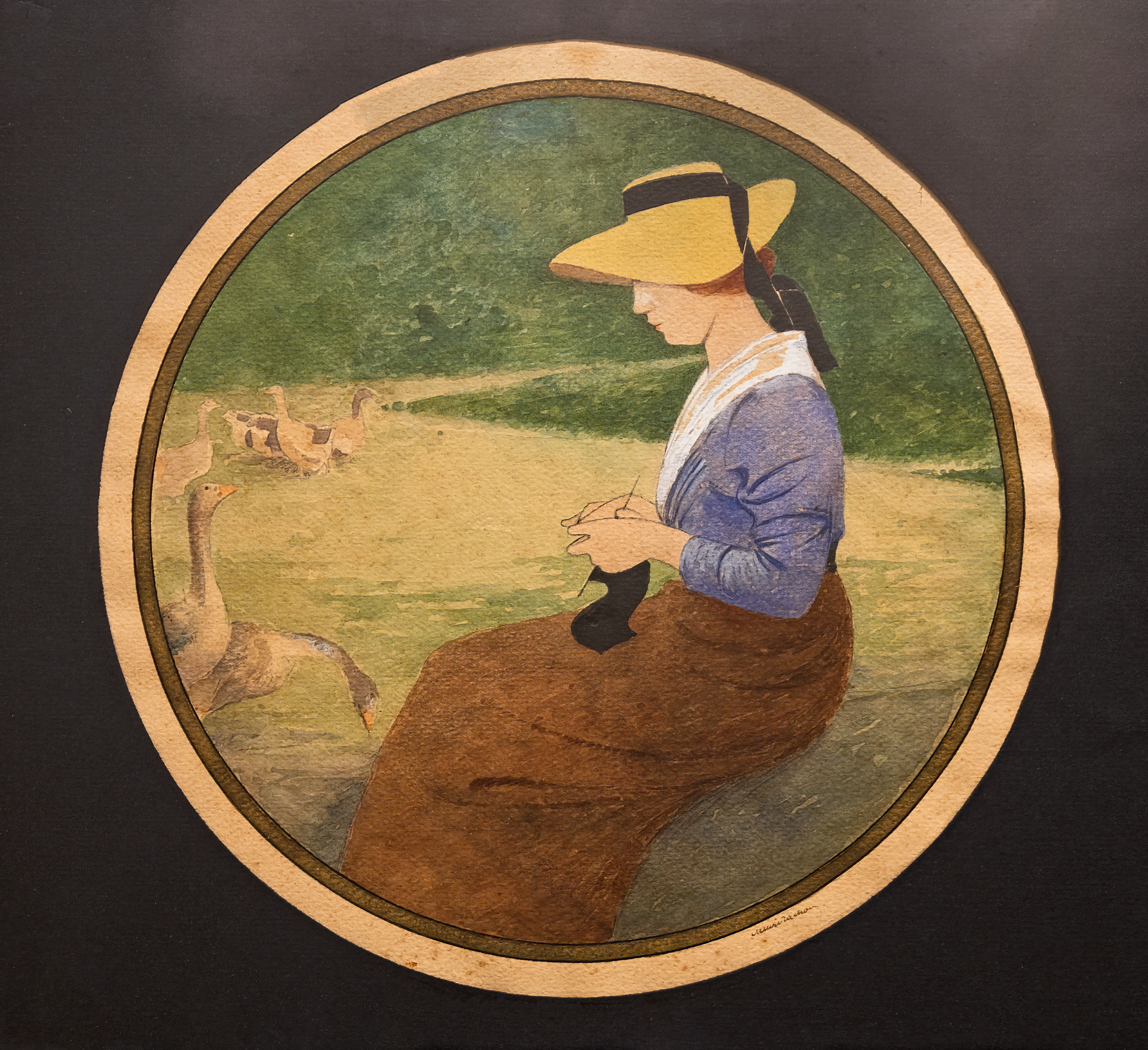
La Gardienne d'oie, aquarelle sur papier.
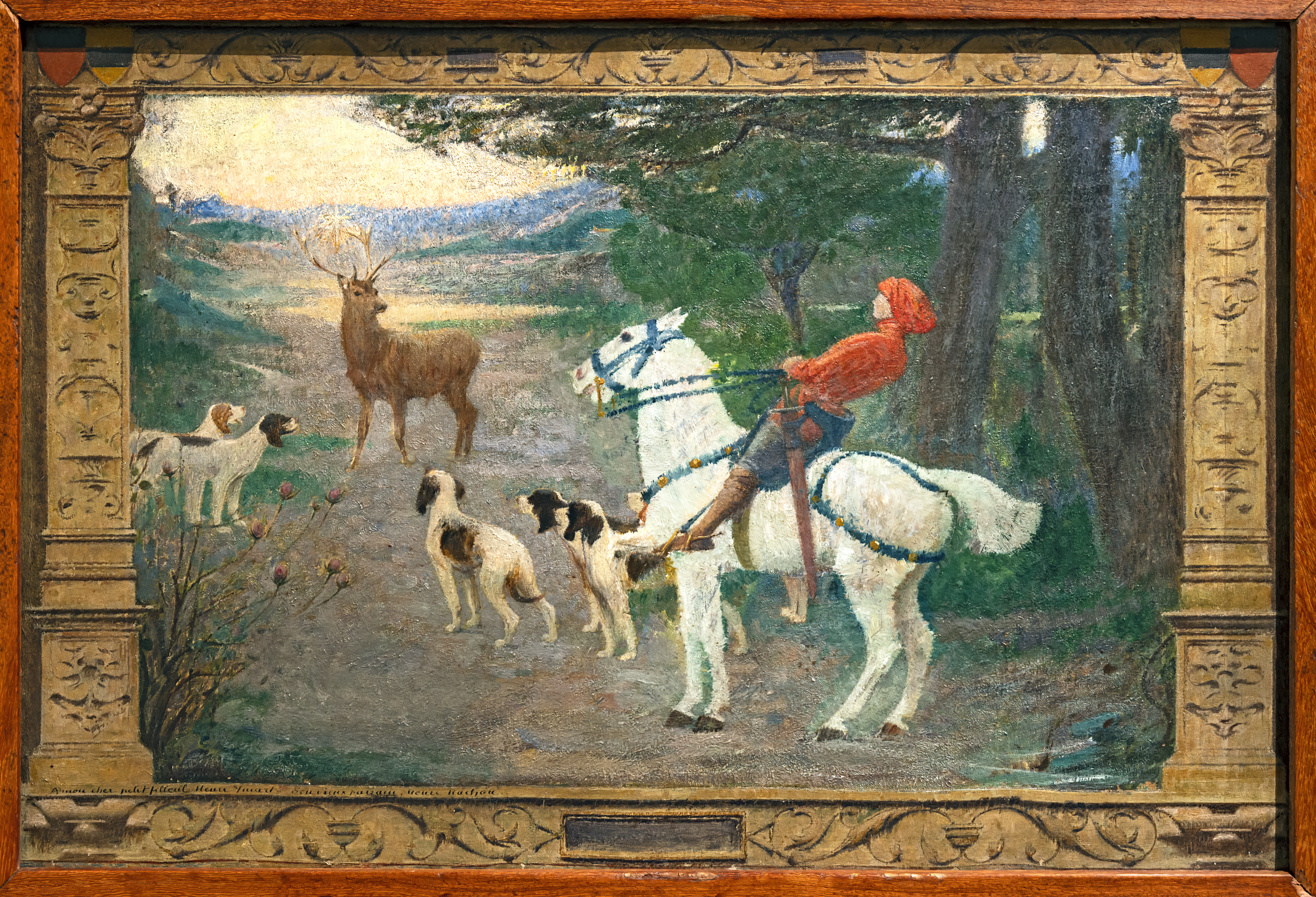
Le Miracle de saint Hubert (pour Henri Ymart), huile sur toile.
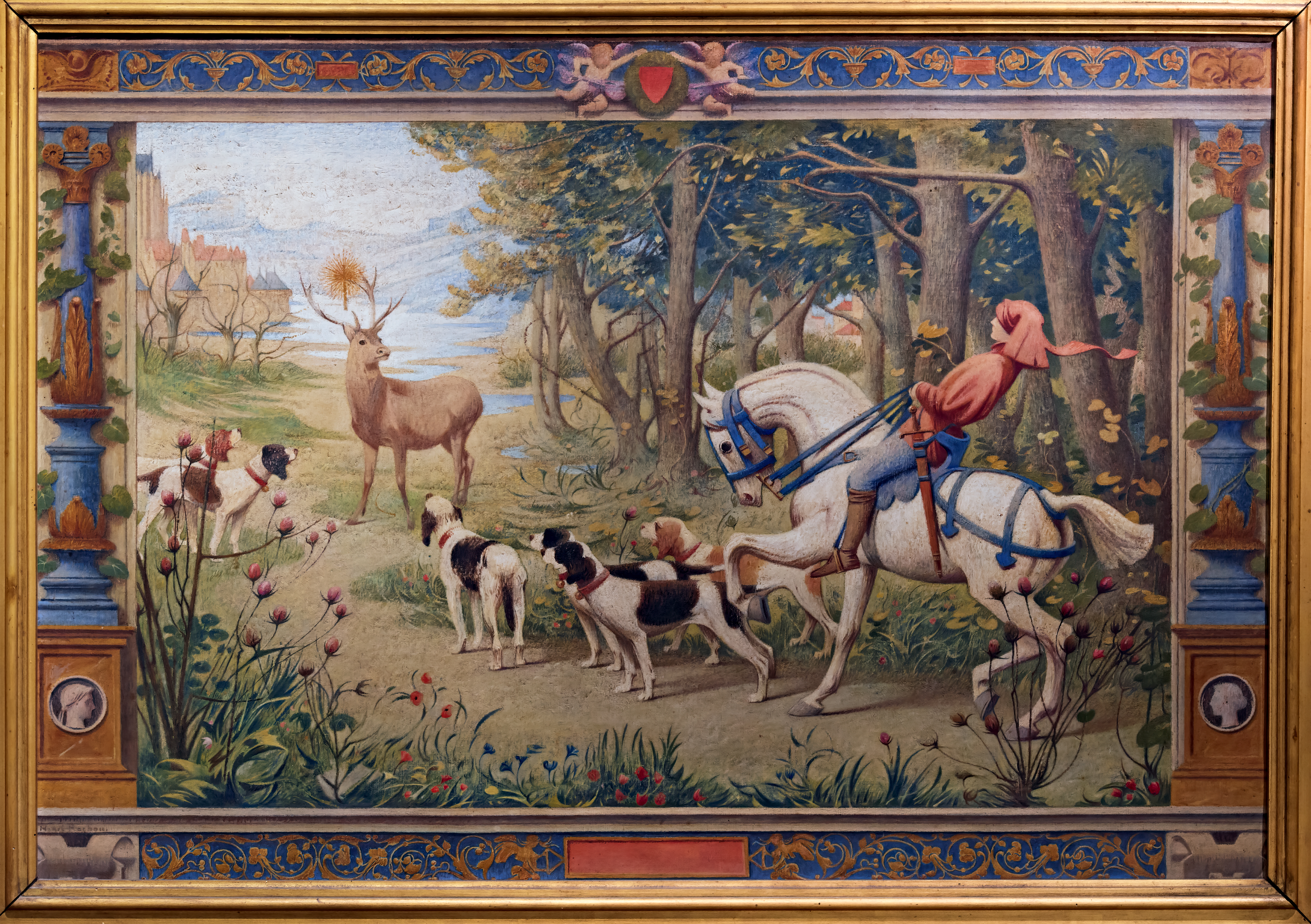
Le Miracle de saint Hubert, huile sur toile.
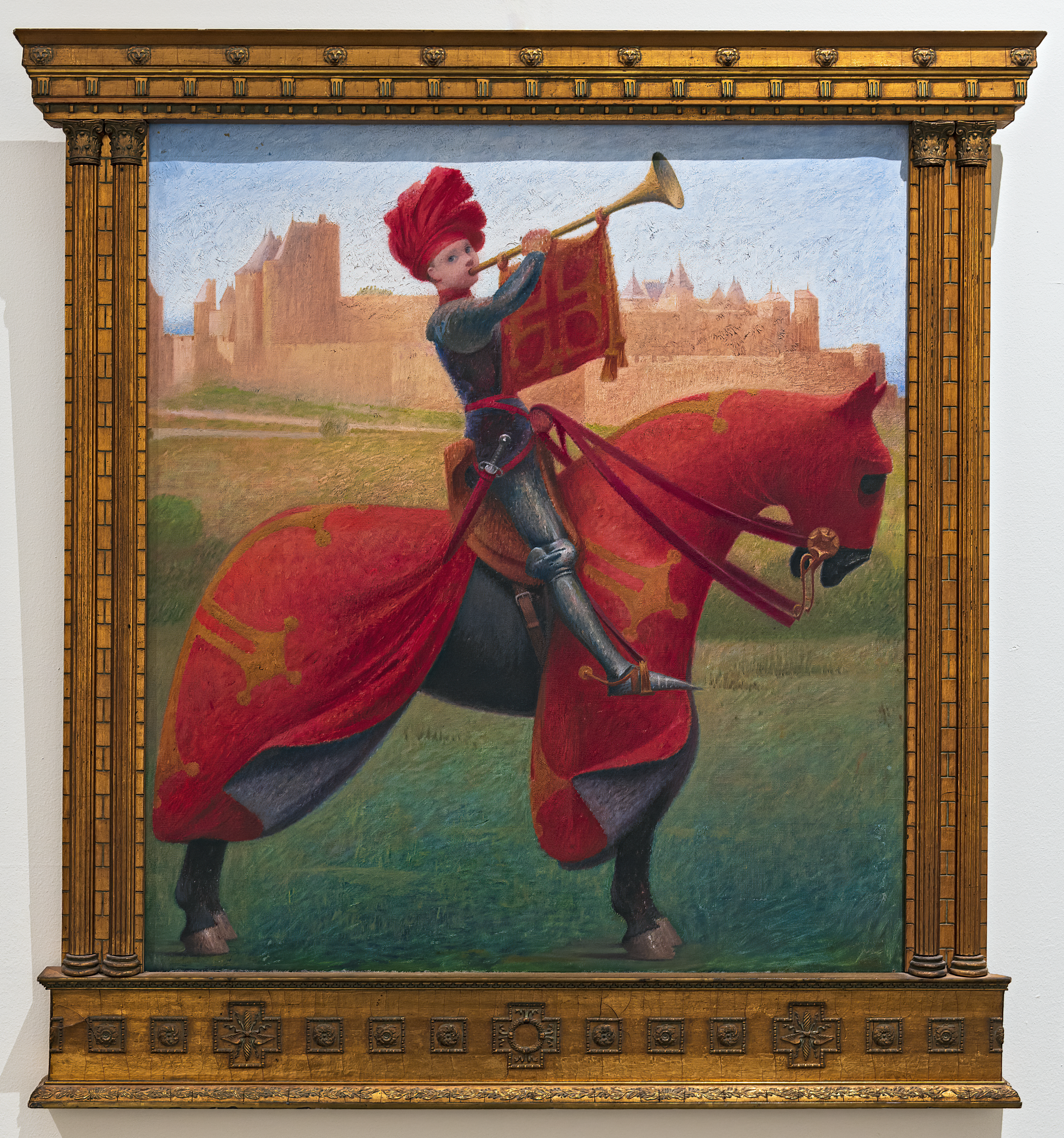
Le Héraut, huile sur toile.
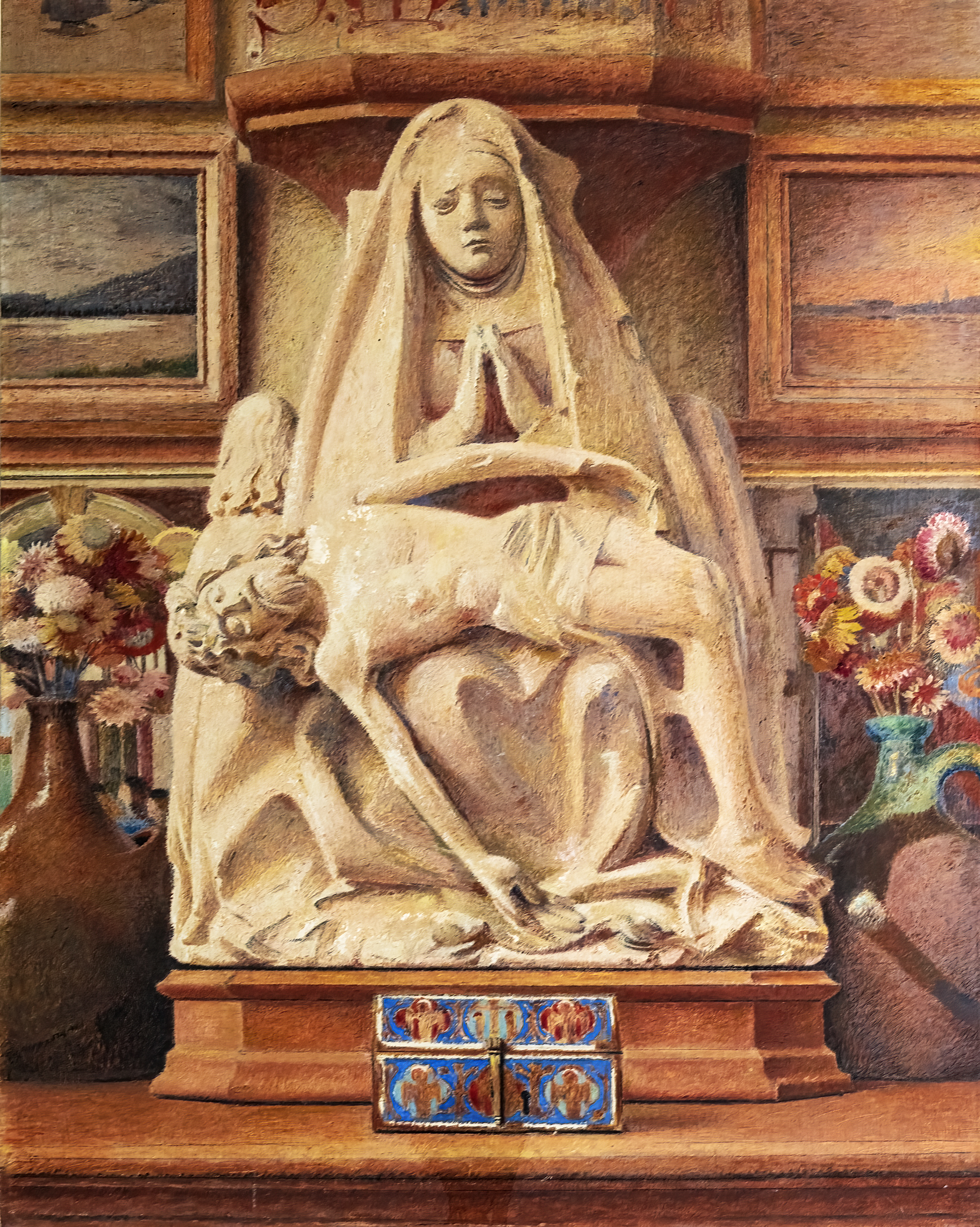
Composition à la Piéta et au bouquets d'immortelles, huile sur panneau de bois.
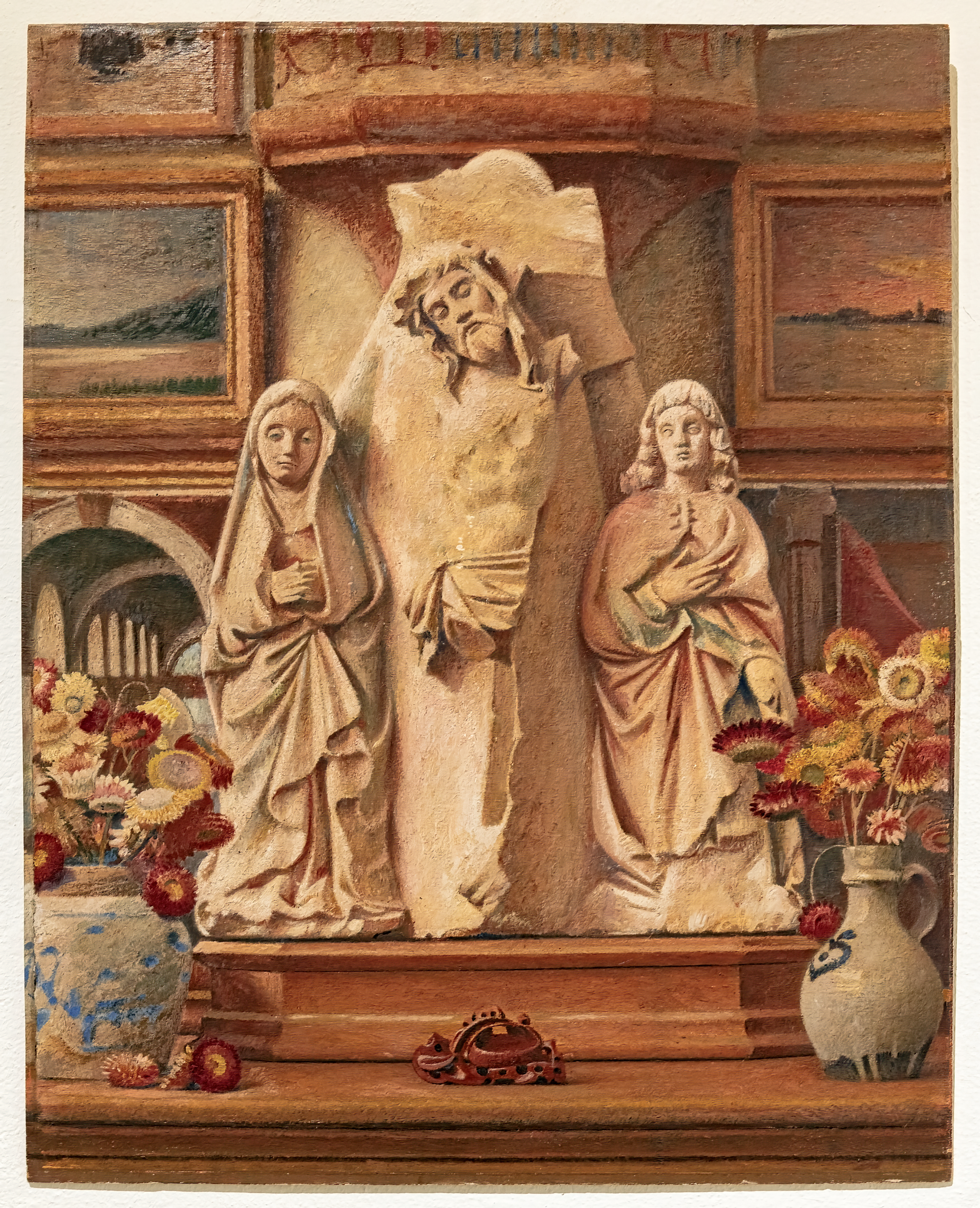
Composition au Calvaire et bouquets d'immortelles, huile sur panneau de bois.
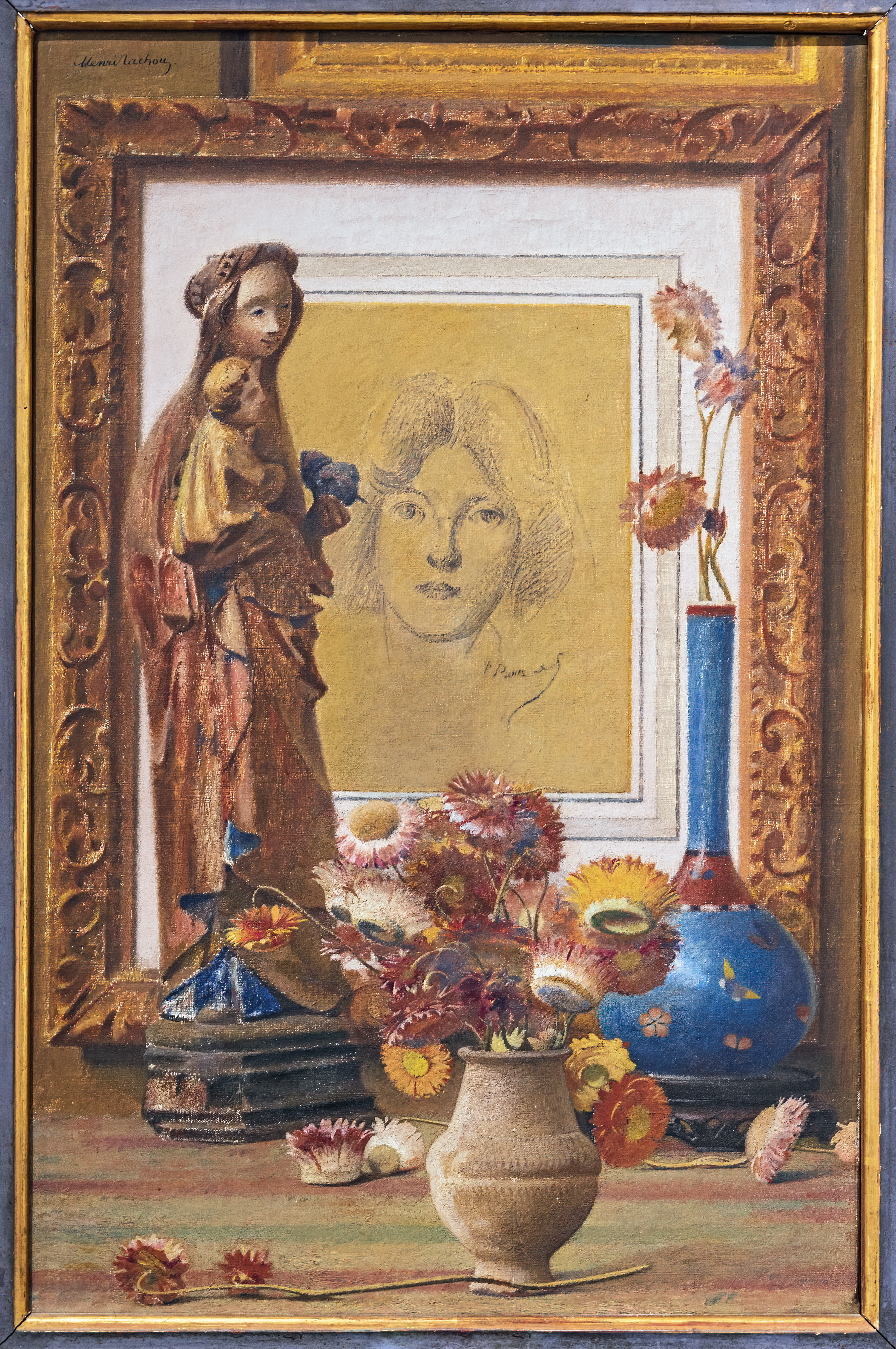
Nature morte au dessin de Puvis de Chavannes, huile sur toile.
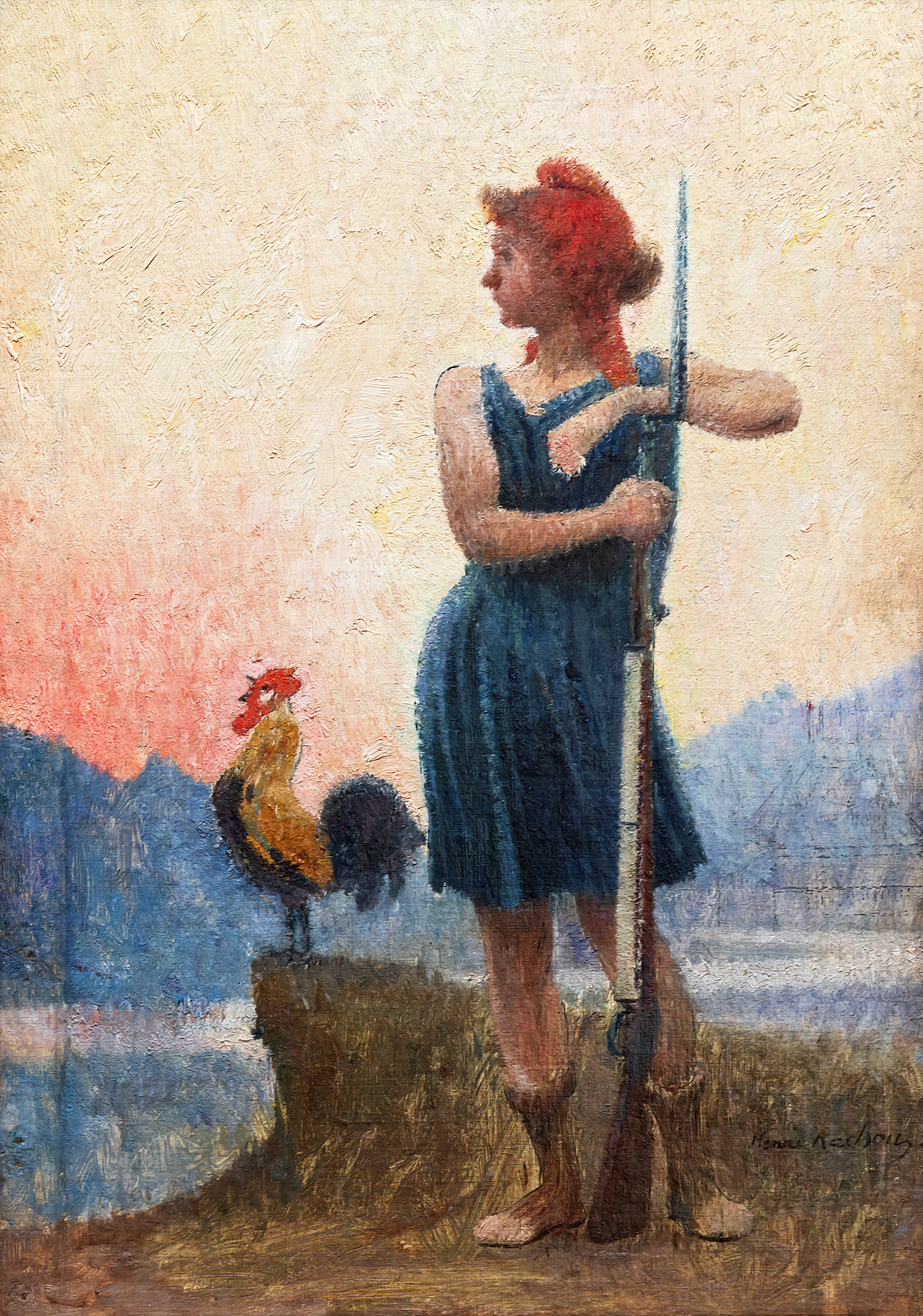
La République militante, huile sur toile.
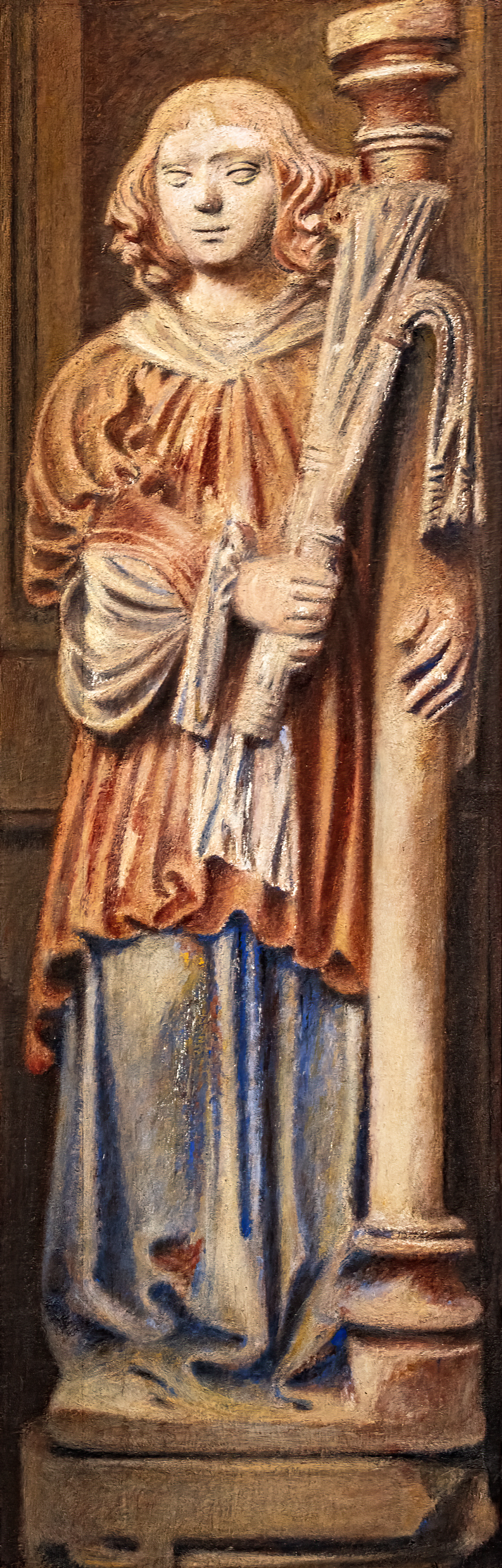
Ange de la passion (A), huile sur panneau.
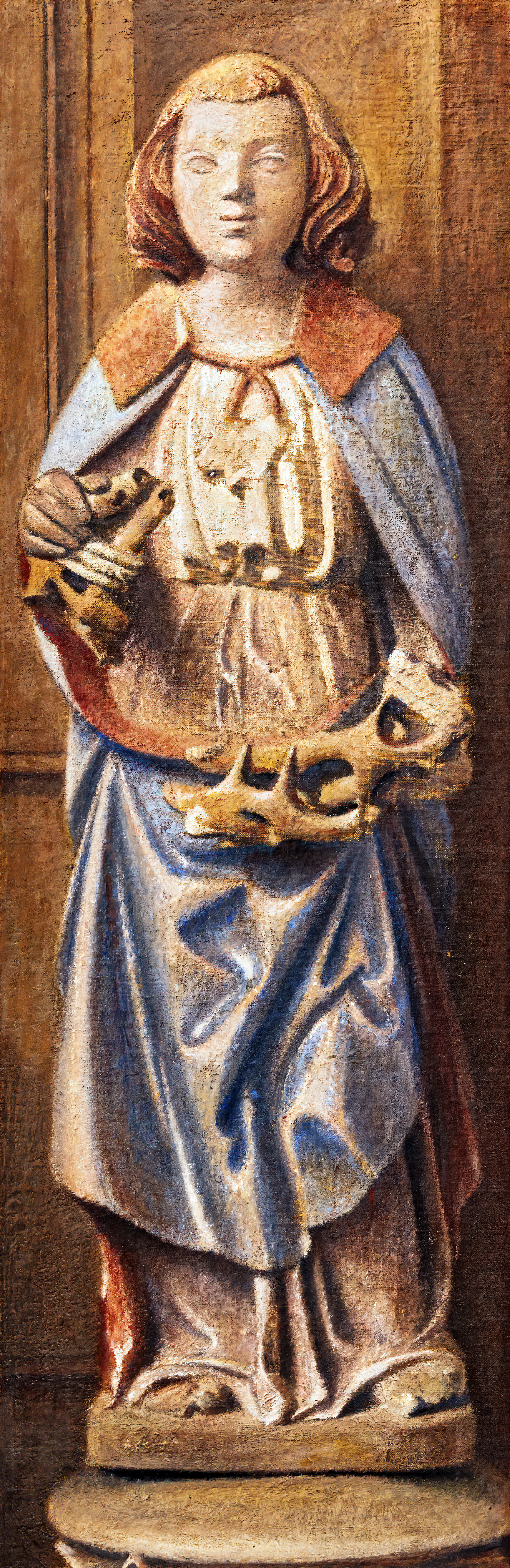
Ange de la passion (B), huile sur panneau.
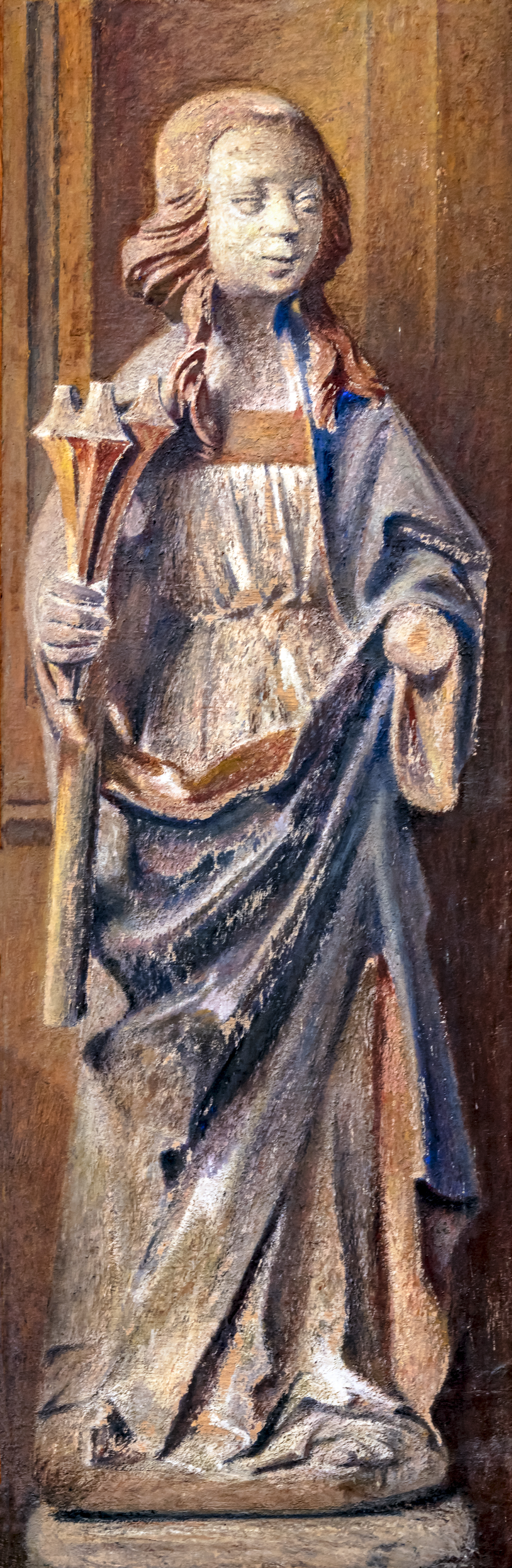
Ange de la passion (C), huile sur panneau.
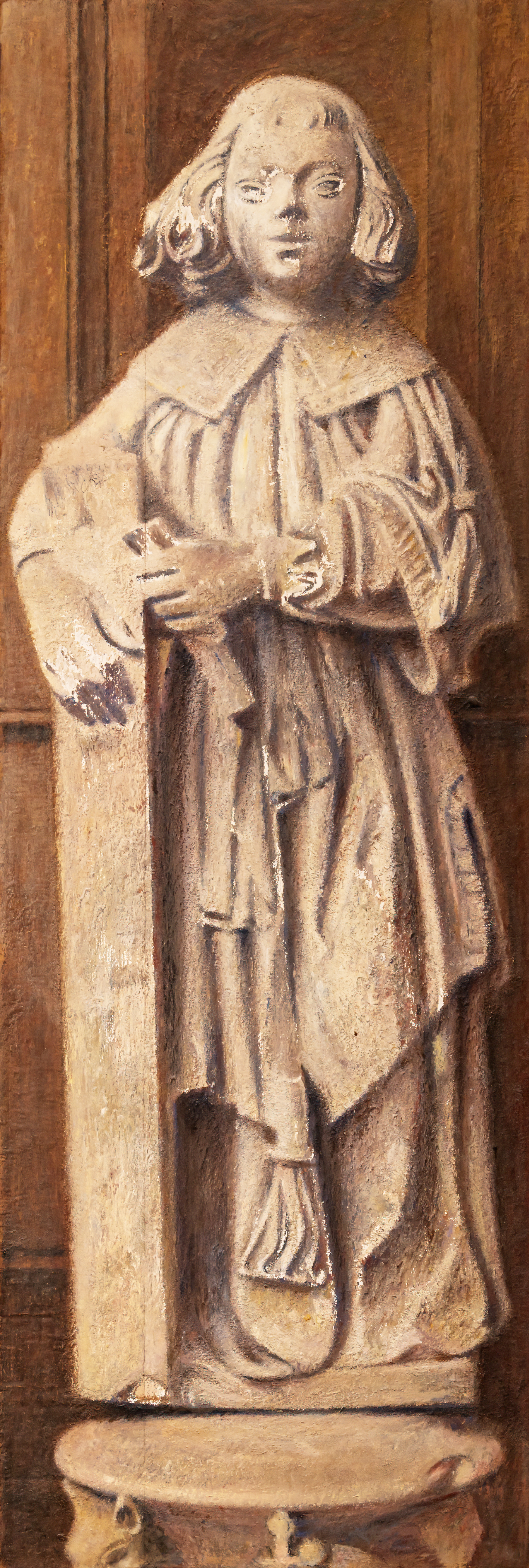
Ange de la passion (D), huile sur panneau.
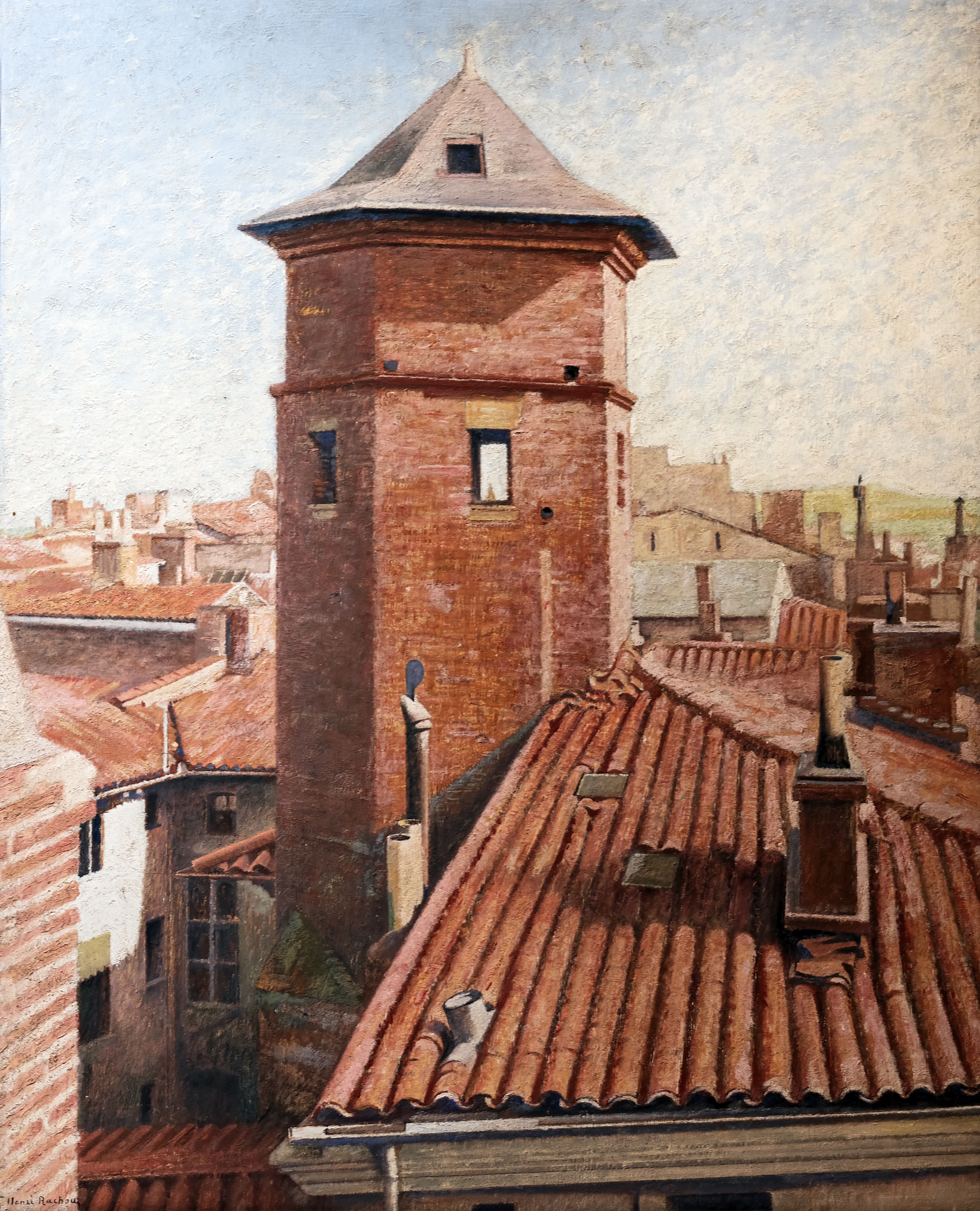
La Tour de l'hôtel Ysalguier (Toulouse), huile sur panneau de bois.
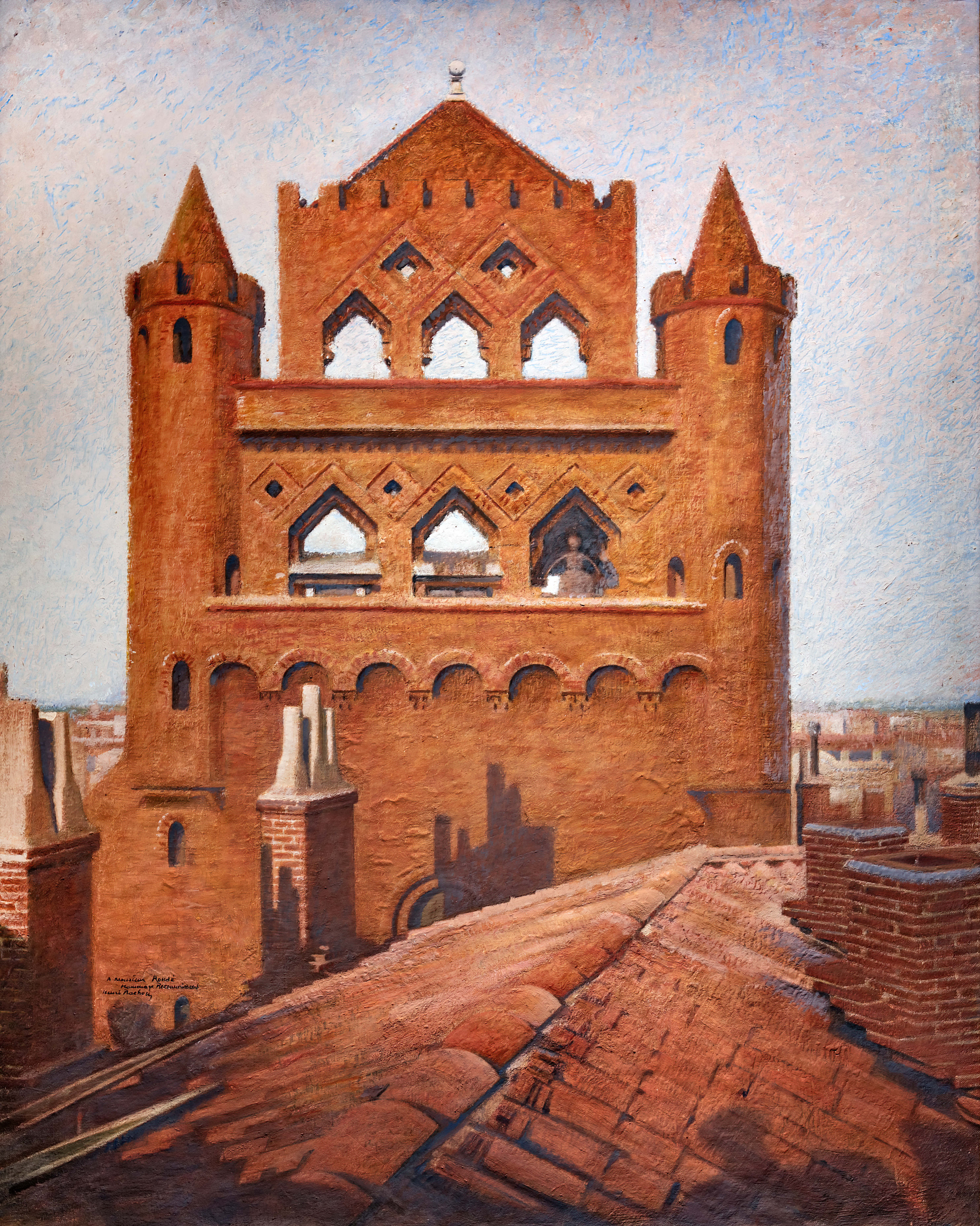
Clocher de l'église du Taur (Toulouse), huile sur toile.
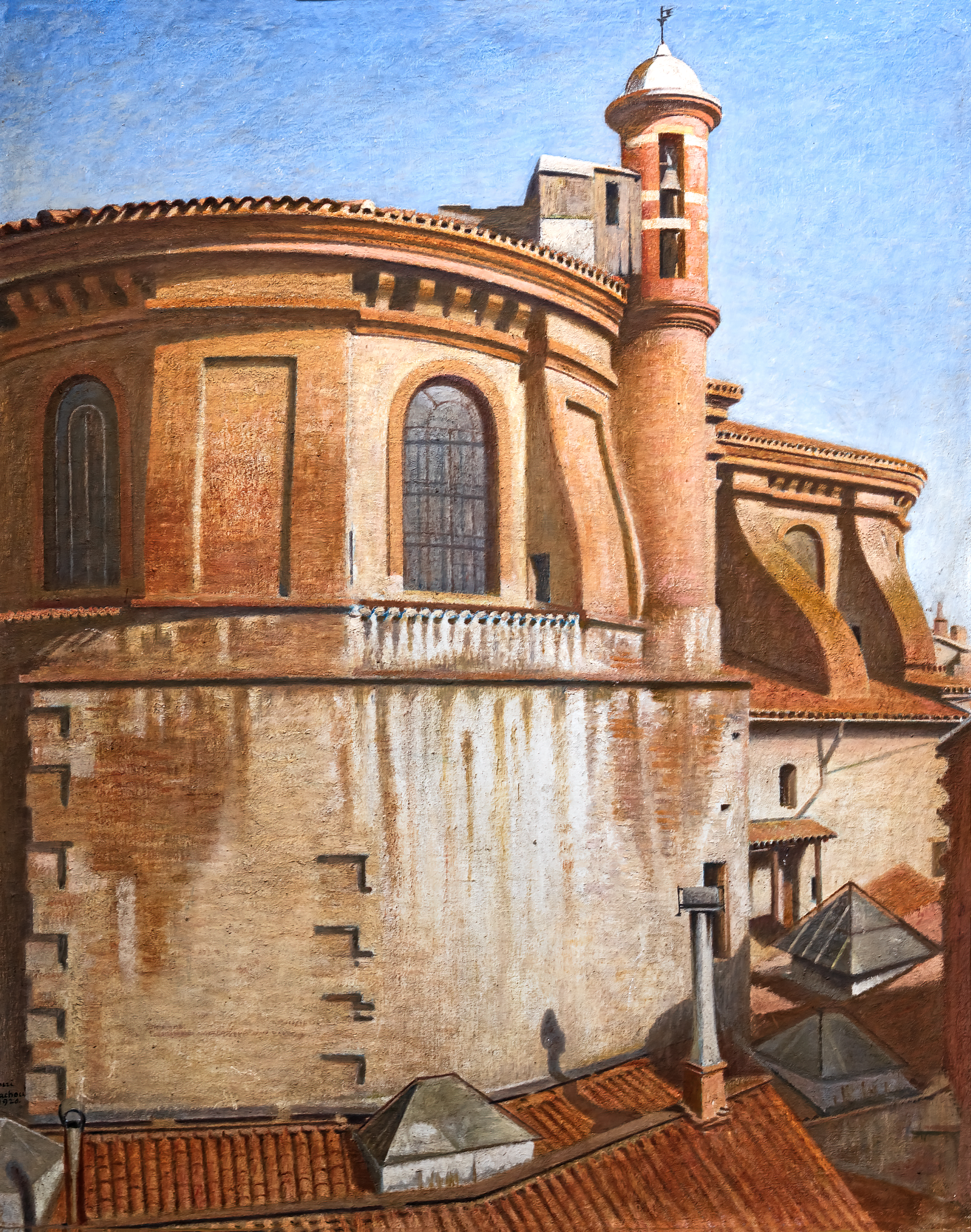
L'Église de la Daurade depuis la cour des beaux-arts (Toulouse), huile sur panneau de bois.
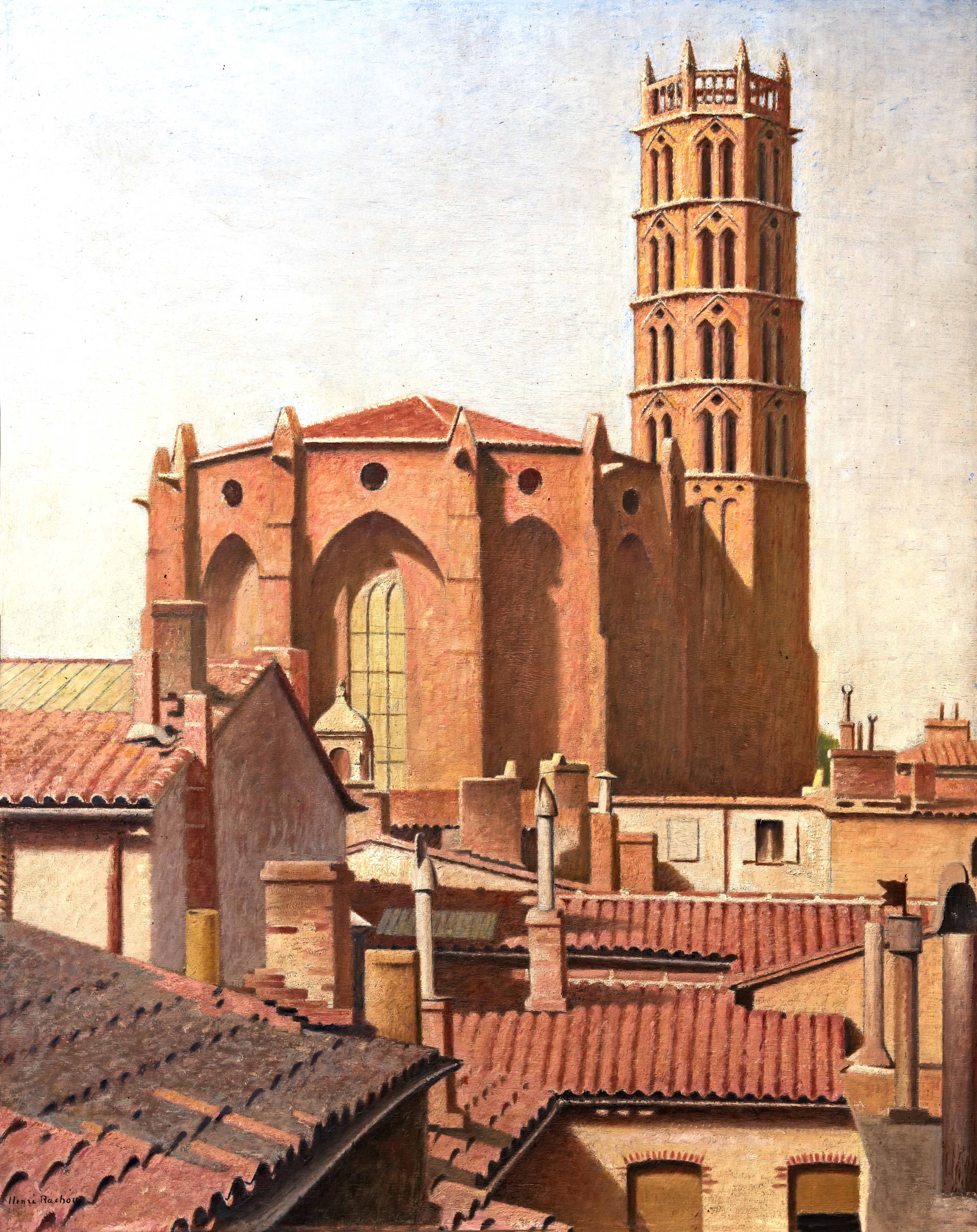
Abside et clocher des Jacobins à Toulouse, huile sur panneau de bois.
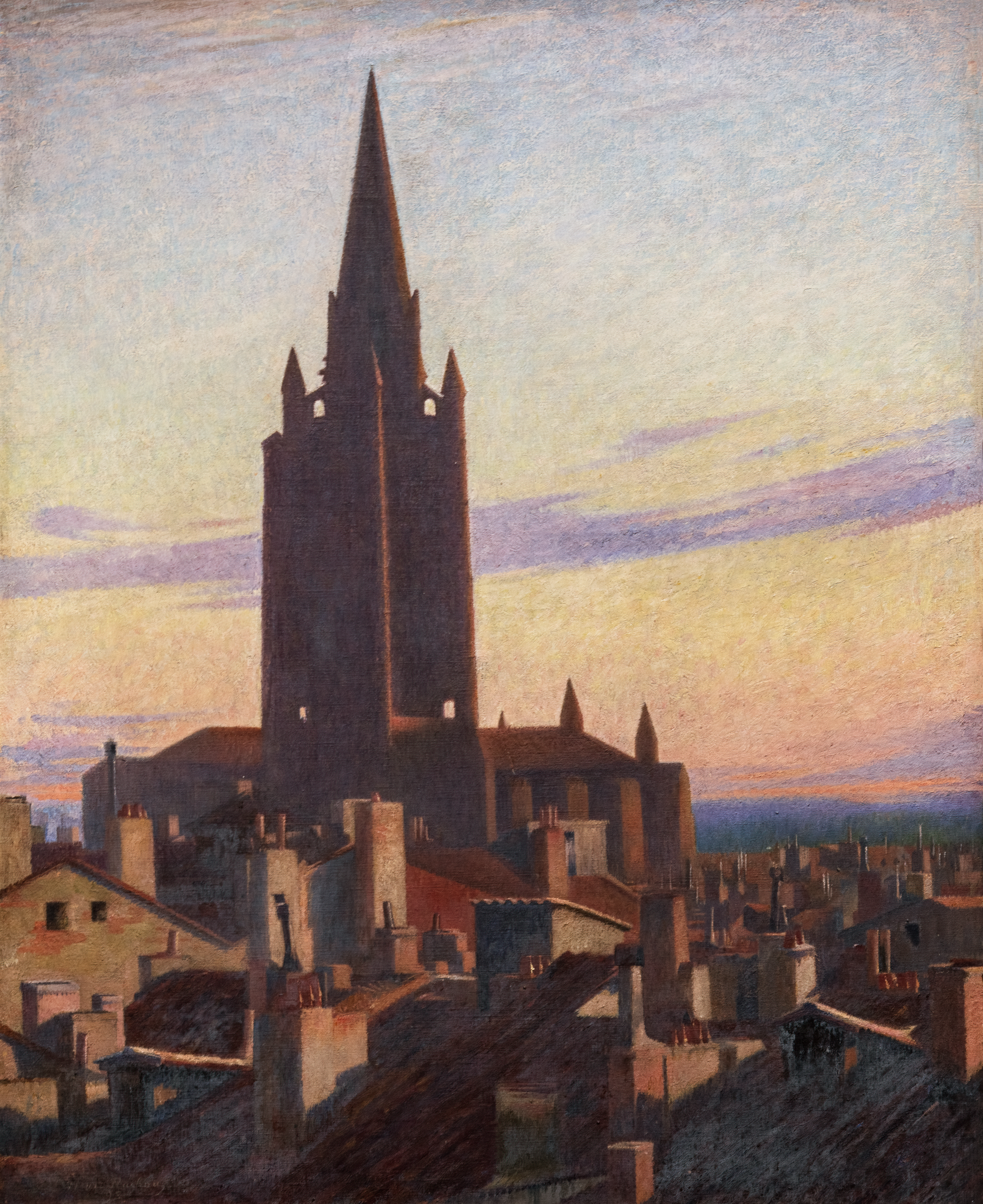
Le Clocher de l'église de la Dalbade à Toulouse, huile sur toile.
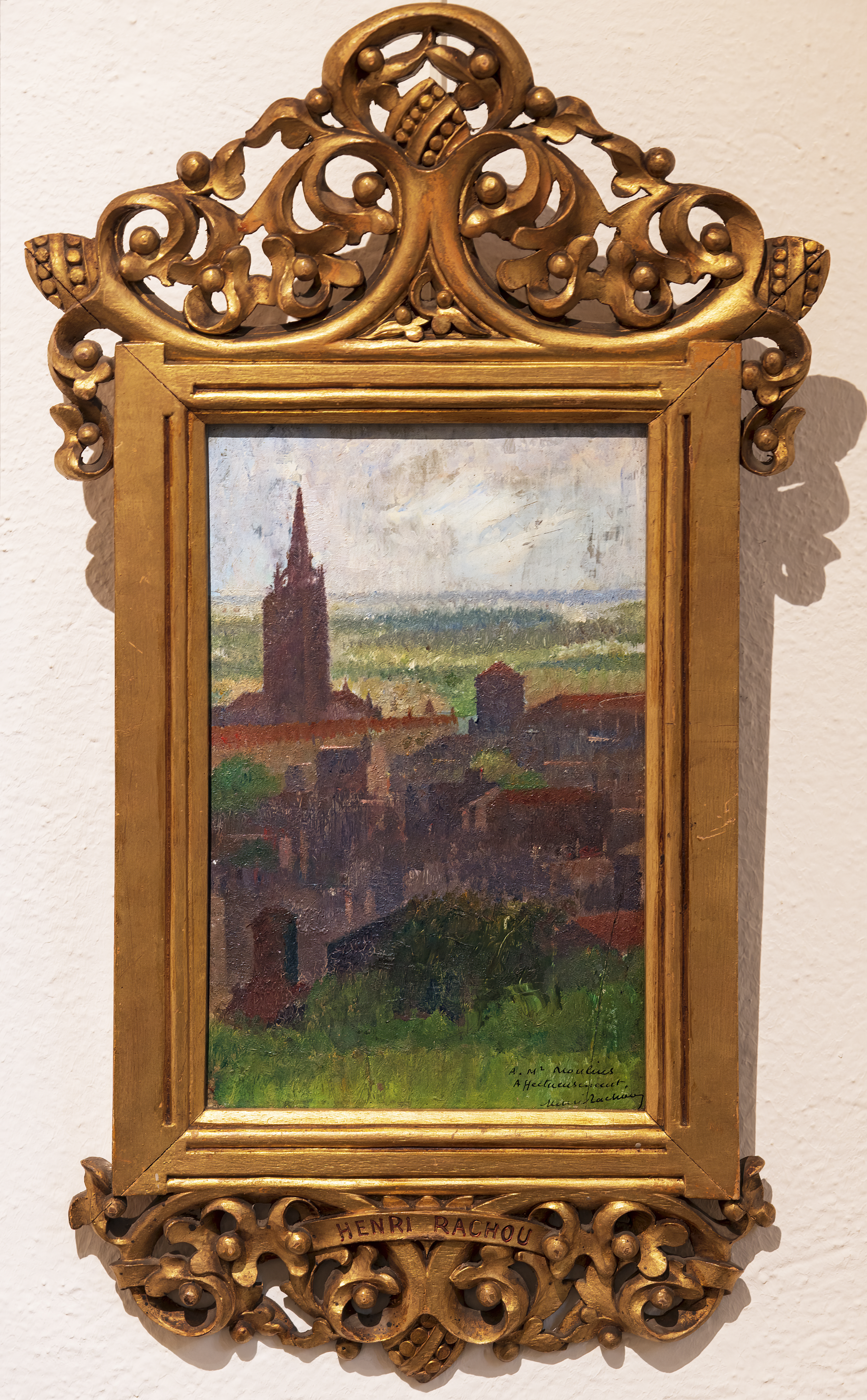
Vue lointaine de Toulouse (avec clocher de la Dalbade), huile sur toile.

## Publications
- Pierres romanes de Saint-Étienne, La Daurade et Saint-Sernin, Toulouse, Éditions Privat, 1934, 285 p. (lire en ligne).

Œuvres d'Henri Rachou
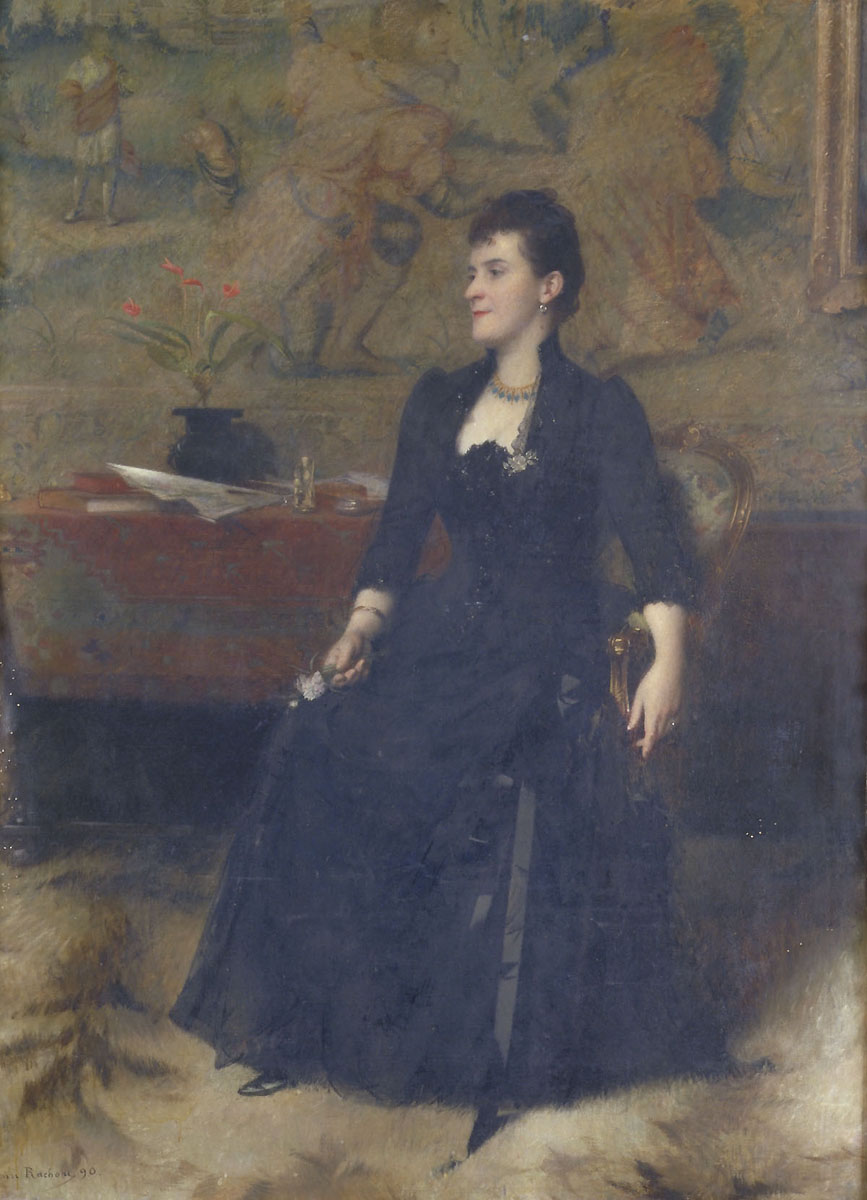
Groupements de pierres romanes au Musée des Augustins, Toulouse, Éditions Privat, 1932, 4 p. (lire en ligne).
- Musée des Augustins : Guide du touriste, Toulouse, Éditions Privat, 1931, 72 p. (lire en ligne).
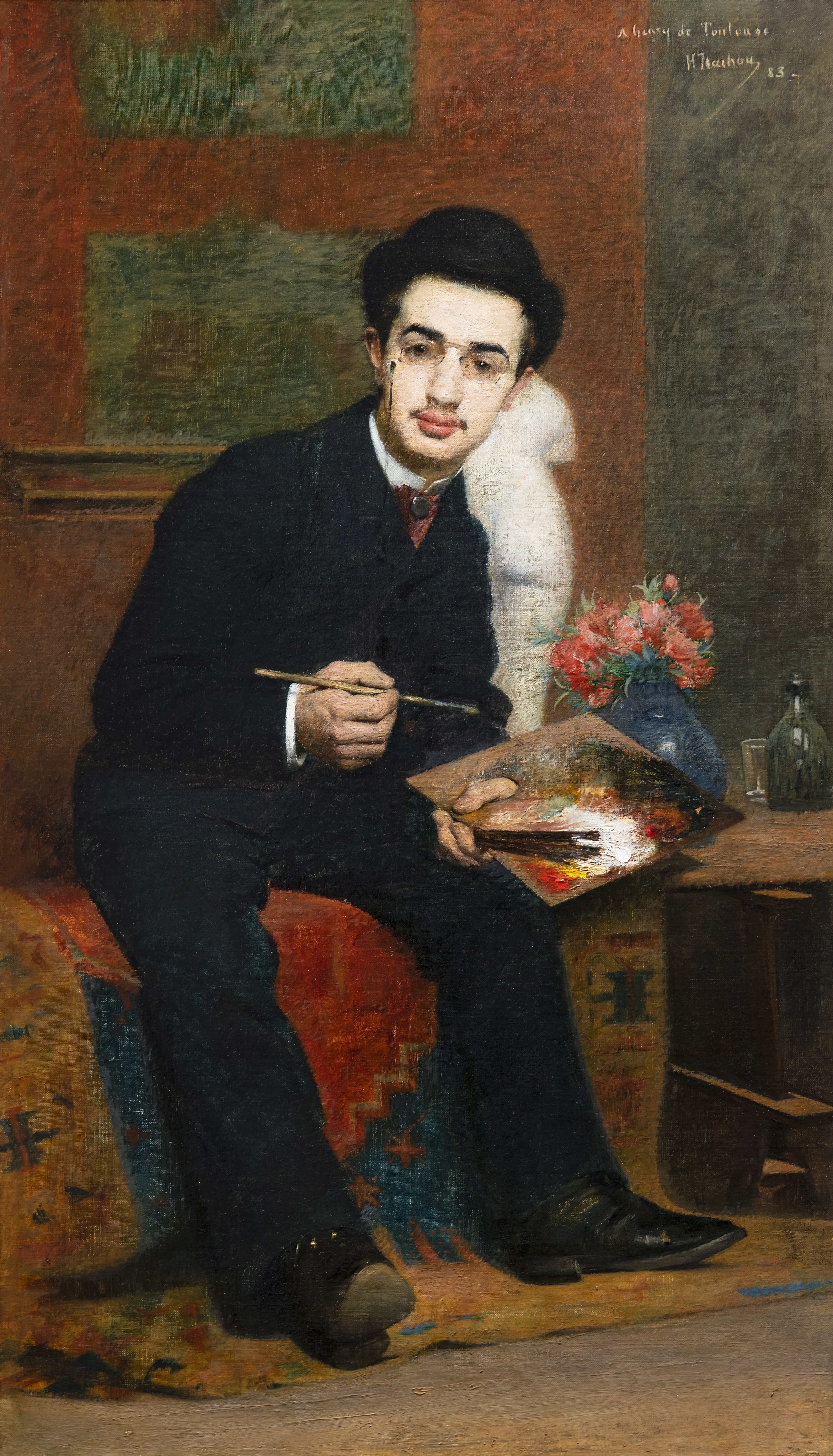
Catalogue des collections de sculpture et d'épigraphie du Musée de Toulouse, Toulouse, Éditions Privat, 1912, 410 p. (lire en ligne).
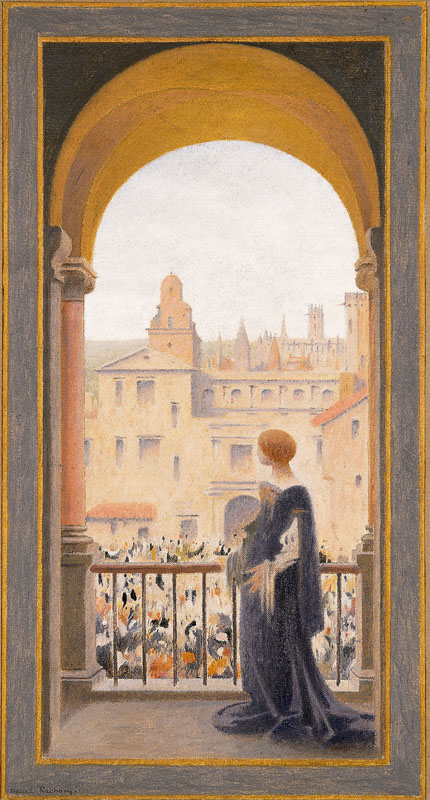
La Belle Paule (entre 1892 et 1896), esquisse, musée des Augustins de Toulouse.
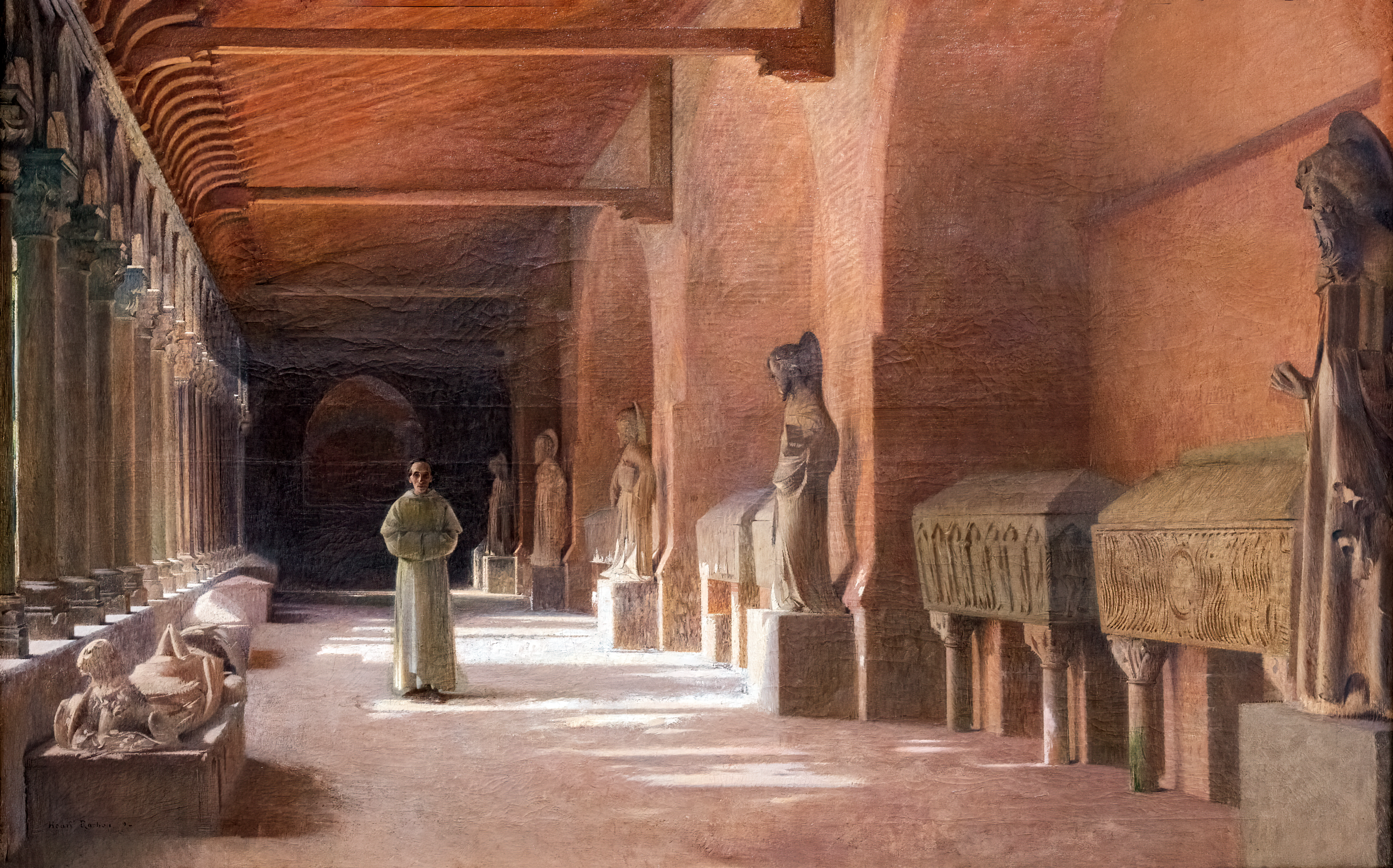
Le Musée de Toulouse, peinture-sculpture : Sculpture II, description des Vierges et Pietà, Toulouse, Éditions Privat, 1908, 50 p. (lire en ligne).
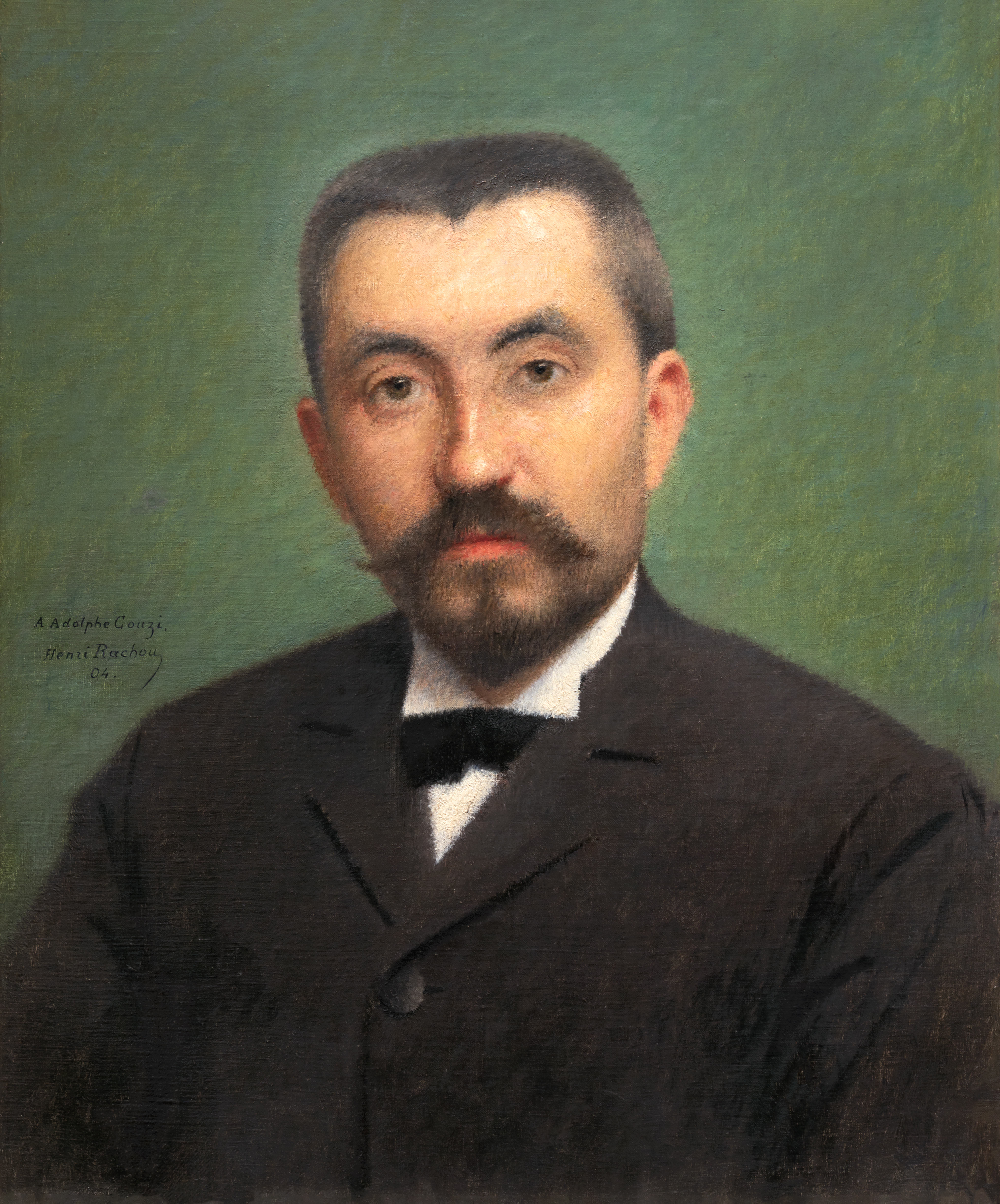
Portrait d'Adolphe Couzy 1904 Institut supérieur des arts et du design de Toulouse.
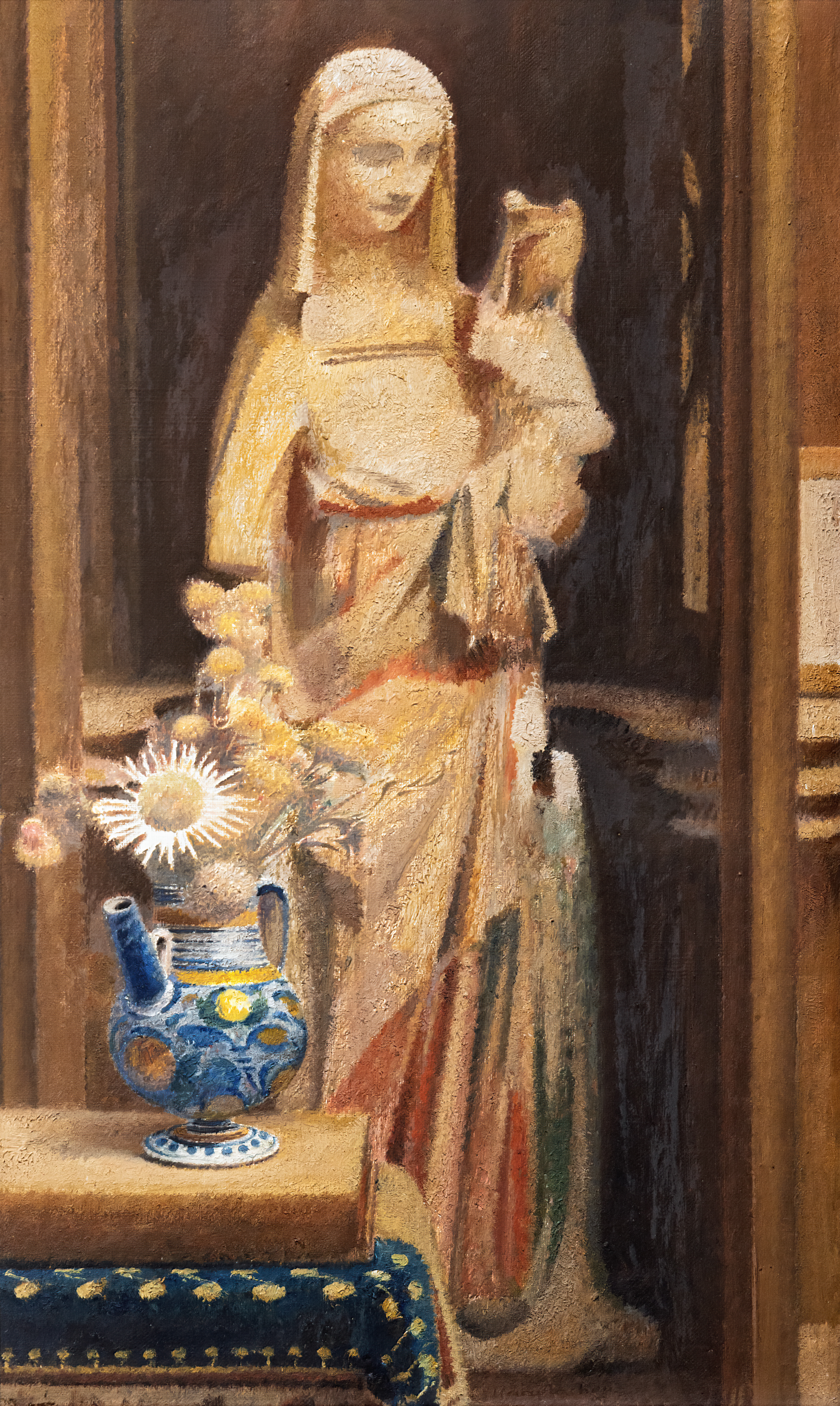
Le Musée de Toulouse, peinture-sculpture : Peinture I, description des douze primitifs, Toulouse, Éditions Privat, 1906, 55 p. (lire en ligne).
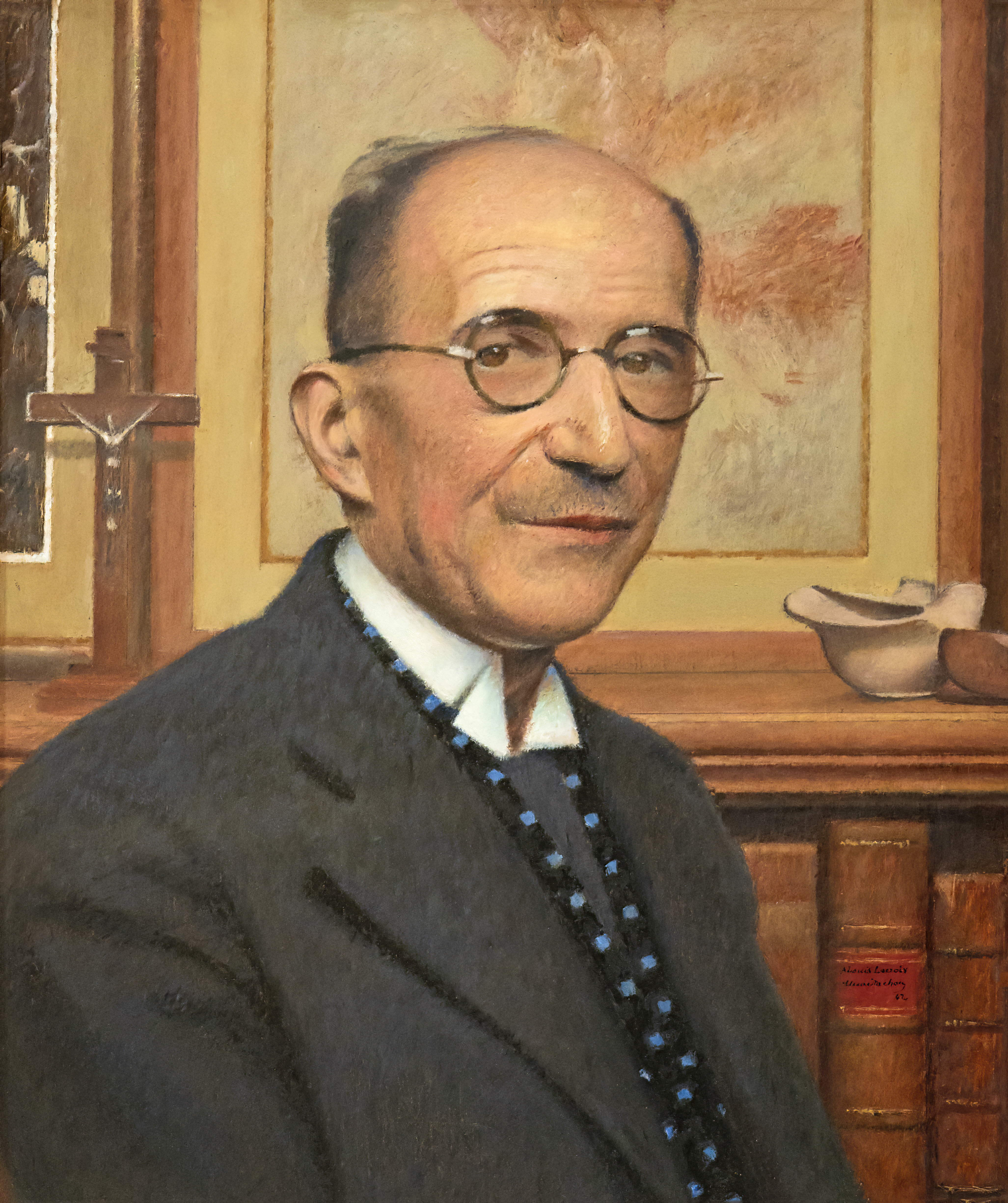
Portrait de Louis Lacroix (1942), musée des Augustins de Toulouse.
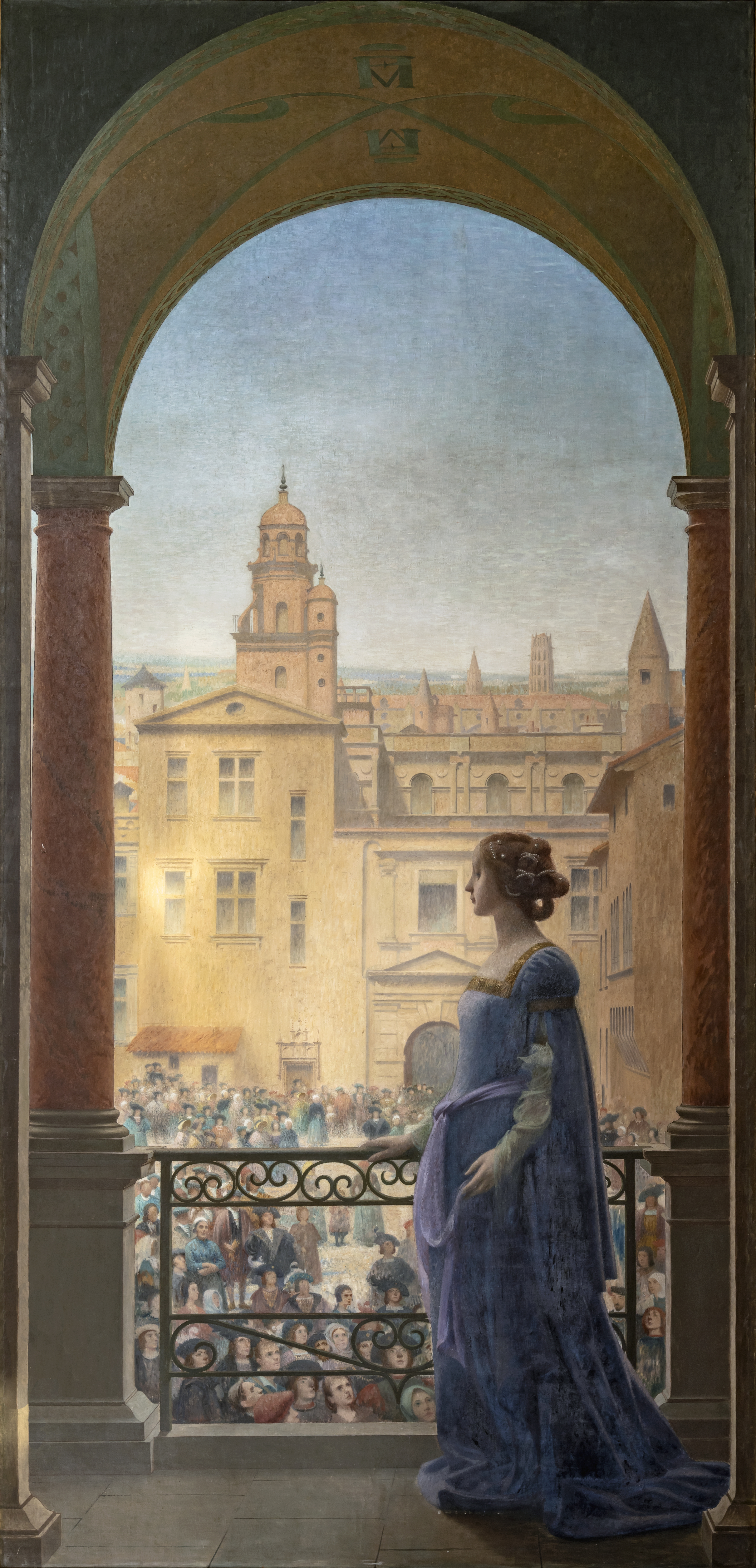
La Belle Paule, Capitole de Toulouse.
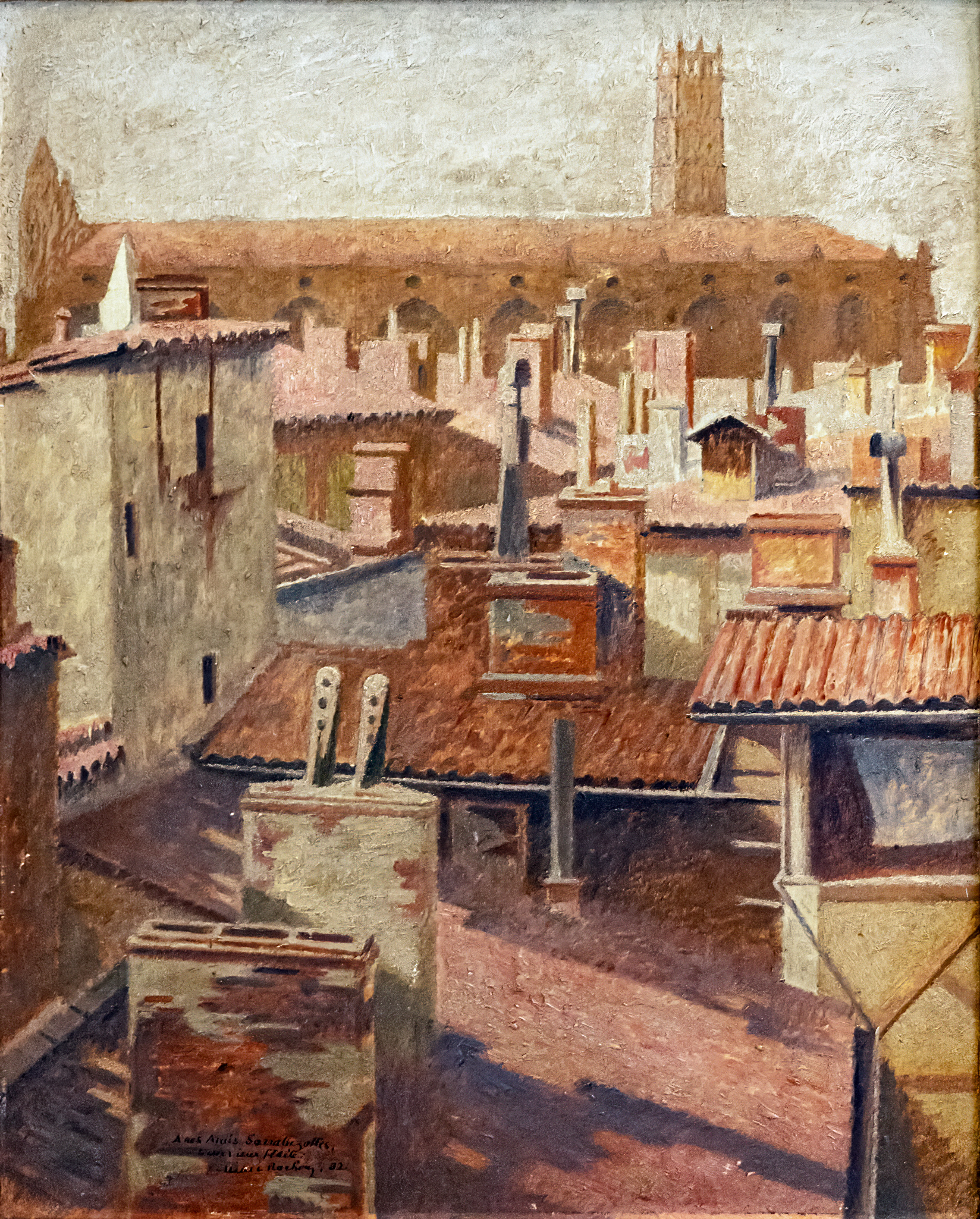
Les Toits de Toulouse et les Jacobins (1932), musée du Vieux Toulouse.
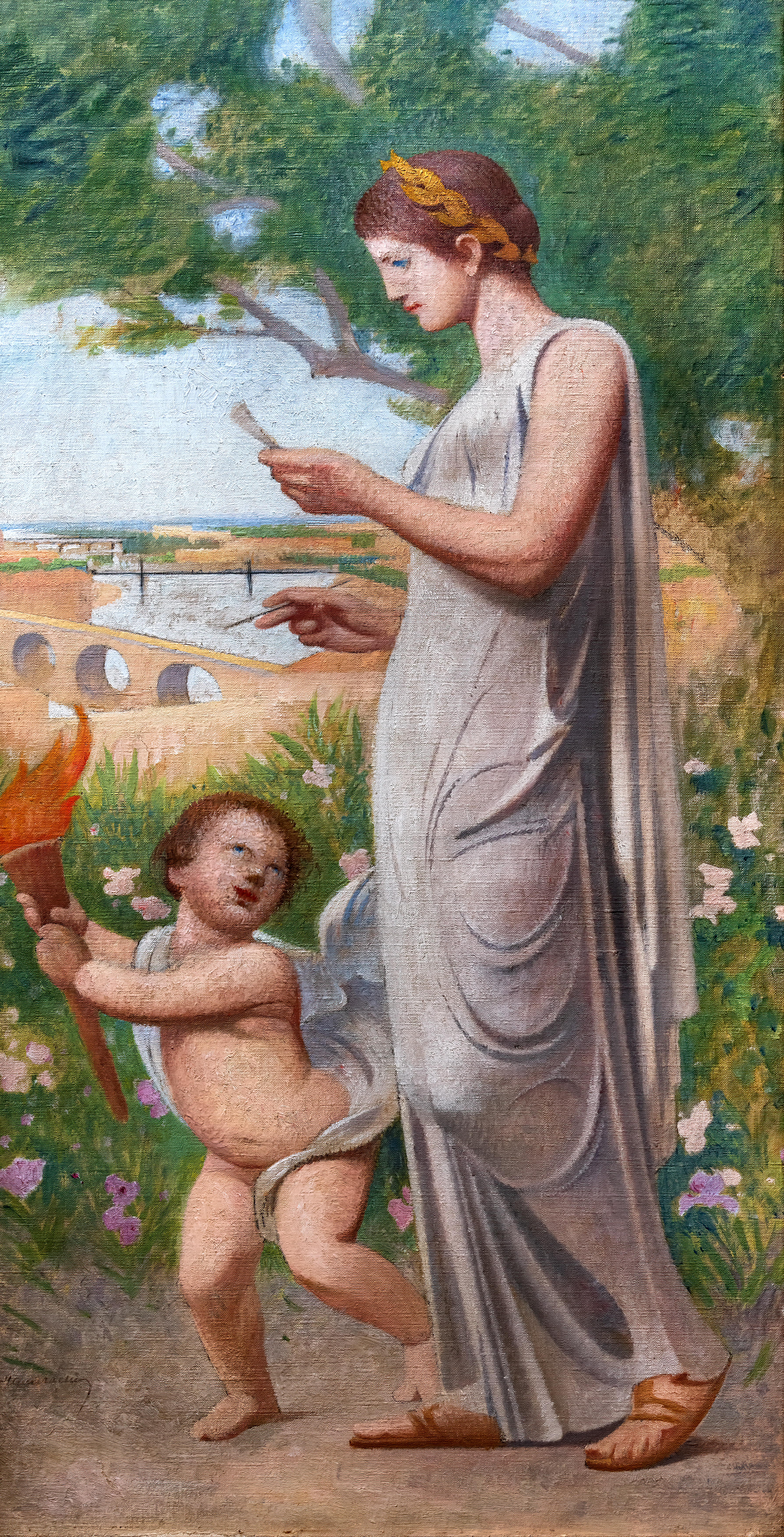
Allégorie de la Connaissance, Union des Académie et Sociétés savante de Toulouse.
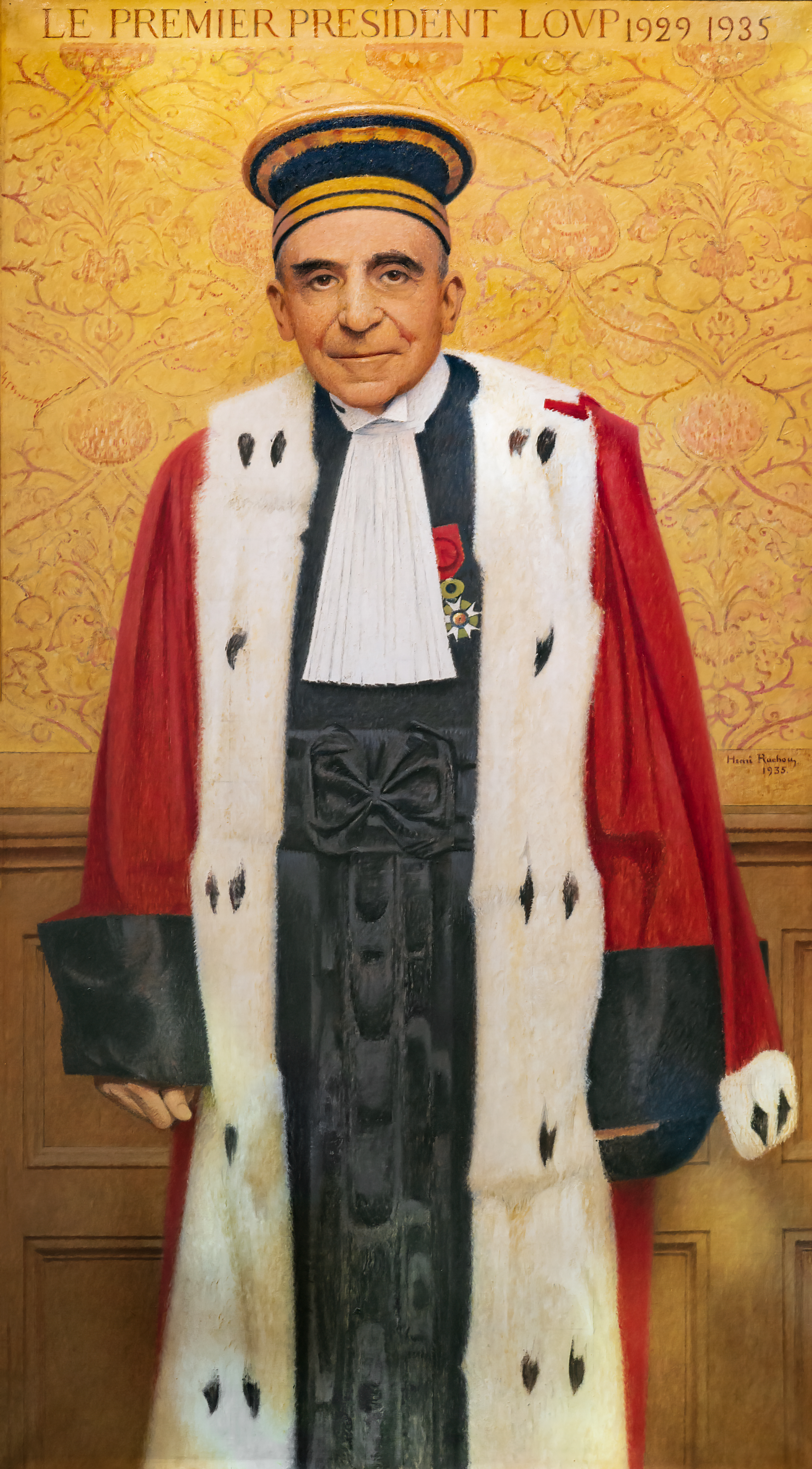
Portrait du Premier Président Loup Cour d'appel de Toulouse